# Győr-Moson-Sopron vármegye
Győr-Moson-Sopron vármegye, 1950 és 1990 között Győr-Sopron megye, 1990 és 2022 között Győr-Moson-Sopron megye (németül: Komitat Raab-Wieselburg-Ödenburg, latinul: Comitatus Jauriensis-Mosoniensis-Soproniensis) közigazgatási egység Magyarországon, a Dunántúlon, a Nyugat-Dunántúl régióban. 4208,05 km2-es területével hazánk 13. legnagyobb vármegyéje, amely Magyarország teljes területének mintegy 4,52%-át adja. Illetve közel 460 ezer fős lakosságával az 5. legnépesebb vármegyénk, ezzel hazánk népességének 4,85%-ával rendelkezik, népsűrűsége meghaladja az országos átlagot.
Északról a Duna és Szlovákia, keletről Komárom-Esztergom vármegye, nyugatról Ausztria, délről Veszprém vármegye, délnyugatról pedig Vas vármegye határolja. Székhelye, egyben a Nyugat-Dunántúl központja, a Dunántúl második és az ország hatodik legnépesebb települése, "a folyók városának" is nevezett Győr. De nevezetesebb települései közé tartozik a történelmi jelentőségű középkori óvárosával rendelkező, "a leghűségesebb városnak" is nevezett Sopron, az Esterházy család egykori központjaként szolgáló Fertőd, a középkori váráról ismert Mosonmagyaróvár, illetve a magyarországi Bencés-rend központjaként szolgáló Pannonhalma. A nyugati határvonal zegzugosan halad. A Fertő tótól keletre a Hanság egy része Ausztriához tartozik, ugyanakkor Sopron és környéke félszigetszerűen nyúlik bele nyugati szomszédunk területére.
Földrajzilag a Kisalföld síkságai dominálják, különösen a Rábaköz és a Szigetköz területei. A megye határát nyugaton az Alpokalja dombságai színesítik, míg északon a Duna és a Mosoni-Duna folyók határozzák meg a tájat. Jelentős folyóvize a Rába, a Rábca és a Marcal. A terület gazdag természeti értékekben, mint például a Fertő tó és környezete, amely UNESCO világörökségi helyszín. Határos Ausztriával és Szlovákiával, ami erősíti nemzetközi kapcsolatait és gazdasági jelentőségét. Területén haladnak keresztül a Közép- és Nyugat-Európával összekötő fontos útvonalak. Itt halad el a két vágányú Budapest-Bécs-vasútvonal, az M1-es autópálya, és nyugat felé létesít kapcsolatokat a Duna is, mint a térség legnagyobb fontosságú vízi útja.
Területe a történelem során fontos stratégiai és kereskedelmi szerepet töltött be, köszönhetően földrajzi elhelyezkedésének és a Duna közelségének. Az ókorban a kelták és rómaiak telepedtek meg itt; a rómaiak erődítményei, például Arrabona (a mai Győr) jelentős szerepet játszottak a birodalom északi védelmében. A honfoglalás után a terület a magyar állam része lett, majd a középkorban Győr és Sopron városai gazdasági központokká fejlődtek, különösen a kereskedelem és a kézművesség terén. A török időkben Győr fontos végvár volt, míg Sopron a városi önkormányzatának köszönhetően megőrizte jelentőségét. A Habsburg Birodalom idején a megye területe gazdaságilag fejlődött, különösen a mezőgazdaság és a borkereskedelem révén. Az első világháború után a Trianoni békeszerződés következtében az egykori Sopron és Moson vármegye elvesztette nyugati területeinek nagy részét, mely Burgenland részeként Ausztriához került. Az 1989-es rendszerváltás után, Nyugat felé nyitott kapuként a gazdasági növekedés egyik motorjává vált Magyarországon.

## Nevének eredete
A jelenlegi vármegye 3 egykori vármegye (Győr vármegye, Moson vármegye és Sopron vármegye) összevonásával jött létre.

### Győr
A magyar Győr név valószínűleg egy régi magyar személynévből származik, amely a megye első ispánjára utalhat. A honfoglalás után I. István király 1001-ben létrehozta a Győri egyházmegyét, és a város lett a központja; ekkor épült a székesegyház is.
Régi közismert neve: Arrabona, amely egyben első elnevezése is a településnek. Arrabona római város volt Felső-Pannóniában. Nevét arról az Arrabo folyóról kapta, melynek torkolatánál feküdt és melynek Rába a mai neve. A Győr településnevet egyes történészek ebből vezetik le, mások a Geur személynévhez kötik (ilyen nevű lovag volt az itteni első várispán).

### Moson
Az először 1137-ben Mussun alakban feltűnő Moson településnév legvalószínűbben a ’mohos; lápos, lápnál lévő, mocsári’ jelentésű szláv Mъšьnъ helynév átvétele. Ugyanennek a névnek a semleges, illetve nőnemű formáira mennek vissza a cseh Mešno, Mšeno, lengyel Mszana, ukrán Мшана településnevek.
Egy hasonló értelmű óbajor névre visszamenő etimológia kevésbé valószínű, minthogy a német forrásokban más névalak szerepel. Az ebben a névkörben szokott magyar névadás, tudniillik az első ispán nevét viseli a település, kizárható, mivel hasonló személynév csak későbbről mutatható ki.
Moson német Wieselburg neve ebben a formában 1407-ből adatolható Wisenpurg formában. Ez a német Wiese ’rét’ szó hatására keletkezett a korábbi M- kezdetű alakokból: 1063 Miesigenburch, 1074 Miesenburc. Ezek forrásaként elsősorban a magyar nevet is adó szláv Mъšьnъ alak átvétele jön szóba a német Burg ’vár’ szóval kiegészülve, vagy annak a felsőnémet Mies ’moha, mocsár, láp’ szóval alkotott fordítása. A német névben megörökített vár a Lajta és a Duna összefolyásánál épült, és határispánsági központként szolgált.

### Sopron
Sopron városának neve több történelmi és nyelvi rétegből tevődik össze. Az ókorban a területén fekvő római települést Scarbantiának hívták, amely kelta eredetű név, jelentése "különálló település".
A magyar "Sopron" elnevezés eredetére több elmélet is létezik:
- Suprun személynév: Egyes források szerint a név Suprunra, a 11. századi ispáni vár első ispánjára utal.
- Latin eredet: Egy 1096-os ófrancia forrás Cyperon néven említi a várost. Ez származhat a latin "superum" szóból, ami a város közigazgatási jelentőségére utal, vagy a "Cyperus" növénynévből, mivel a rómaiak mocsaras területen alapították a települést.

A város német neve, "Ödenburg", szintén több magyarázattal rendelkezik. Az egyik elmélet szerint a római város elhagyott maradványait nevezték így, ami magyarul "Pusztavár"-nak fordítható.

## Címer
Az összevont vármegyék címere egy álló, kerektalpú, vágott pajzs. A felső, kék pajzsmező két részre oszlik.
Jobb oldalon Moson vármegye stilizált címere látható: kék háttéren, zöld hármashalmon álló, szembenéző, vörös karmokkal ellátott, kétfarkú aranyoroszlánok tartják az aranyló, vörös bélésű Szent Koronát. Az oroszlánokat nyitott arany leveleskorona díszíti. A középső halmon három ezüstszirmú, arany bibéjű virág áll zöld szárakon.

Győr vármegye címere

Moson vármegye címere

Bal oldalon Sopron vármegye egyszerűsített címere jelenik meg: kék háttéren, zöld talajon jobbra forduló, teljes ezüstpáncélzatú, zárt sisakos vitéz áll vívó alapállásban, kezében ezüstkardot tartva.

Sopron vármegye címere

Az alsó vörös pajzsmező három ezüst hullámpólyával Győr vármegye címerére utal, elhagyva a korábbi feliratokat.
A pajzs fölött, a megye rangját jelképezve, egy ötágú, zafírokkal és rubinokkal díszített arany leveleskorona helyezkedik el. A három vármegyét közös történelmi jellemző köti össze: mind természetes és mesterséges védművekkel megerősített határvármegyék voltak. A jelenlegi címert, amely a három vármegye történelmi címereit ötvözi, 1991-ben hozták létre.

## Földrajz
Három tájegység találkozásánál fekszik, ezek: a Dunántúli-középhegység (Sokorói-dombság), az Alpokalja és a Kisalföld. Legmagasabb pontja 669 m, amely a Bakonyban található Kőris-hegy 709 méteres csúcsától mintegy fél kilométerre keletre fekszik. Itt metszi a megyehatár a hegy oldalát. Területe ásványkincsekben szegény. Nagyobb folyóvizei a Duna, a Rába és a Rábca.

### Domborzat
Győr-Moson-Sopron domborzata rendkívül változatos, mivel három nagy természetföldrajzi tájegység – a Kisalföld, az Alpokalja és a Dunántúli-középhegység – találkozási területén fekszik. A vármegye legnagyobb részét a Kisalföld síkvidékei uralják, melyek közé tartozik a Győri-medence, ezen belül a Szigetköz, a Mosoni-síkság és a Rábaköz. Ezek a tájak alacsony fekvésűek, gazdag vízhálózattal rendelkeznek, különösen a Duna, a Mosoni-Duna, a Rába, a Rábca és a Marcal folyók révén, amelyek jelentősen alakítják a térség domborzatát és vízrendszerét.
A megye nyugati és délnyugati részén emelkedik az Alpokalja, ahol a Soproni-hegység 400-500 méter magas, erdős dombvidékei húzódnak. A Soproni-hegység a maga kristályos kőzeteivel és meredek lejtőivel már átmenetet képez az osztrák Alpok irányába. A hegység mellett található a Fertőmelléki dombság és a Soproni–Vasi-síkság, melyek domborzatilag enyhébb, de még mindig tagolt területek.
Délkelet felé haladva a Dunántúli-középhegység előhegyei is belenyúlnak a megye területébe, különösen a Sokorói- és Pannonhalmi-dombság formájában. Ezek a közepes magasságú dombvidékek (átlagosan 200–300 méter magasak) változatos tájképet mutatnak, és kedvező feltételeket biztosítanak a szőlőtermesztés és egyéb mezőgazdasági tevékenységek számára, főként a Pannonhalmi borvidék területén.

A megye területének másik jellegzetessége a Hanság, amely egykor kiterjedt lápos, vizenyős terület volt, mára azonban jelentős része lecsapolás révén mezőgazdaságilag hasznosítottá vált. A Hanság alacsony, egykor mocsaras medencéje és a közeli Fertő-tó ma is fontos természetvédelmi terület, és a térség különleges ökológiai karakterét erősíti.

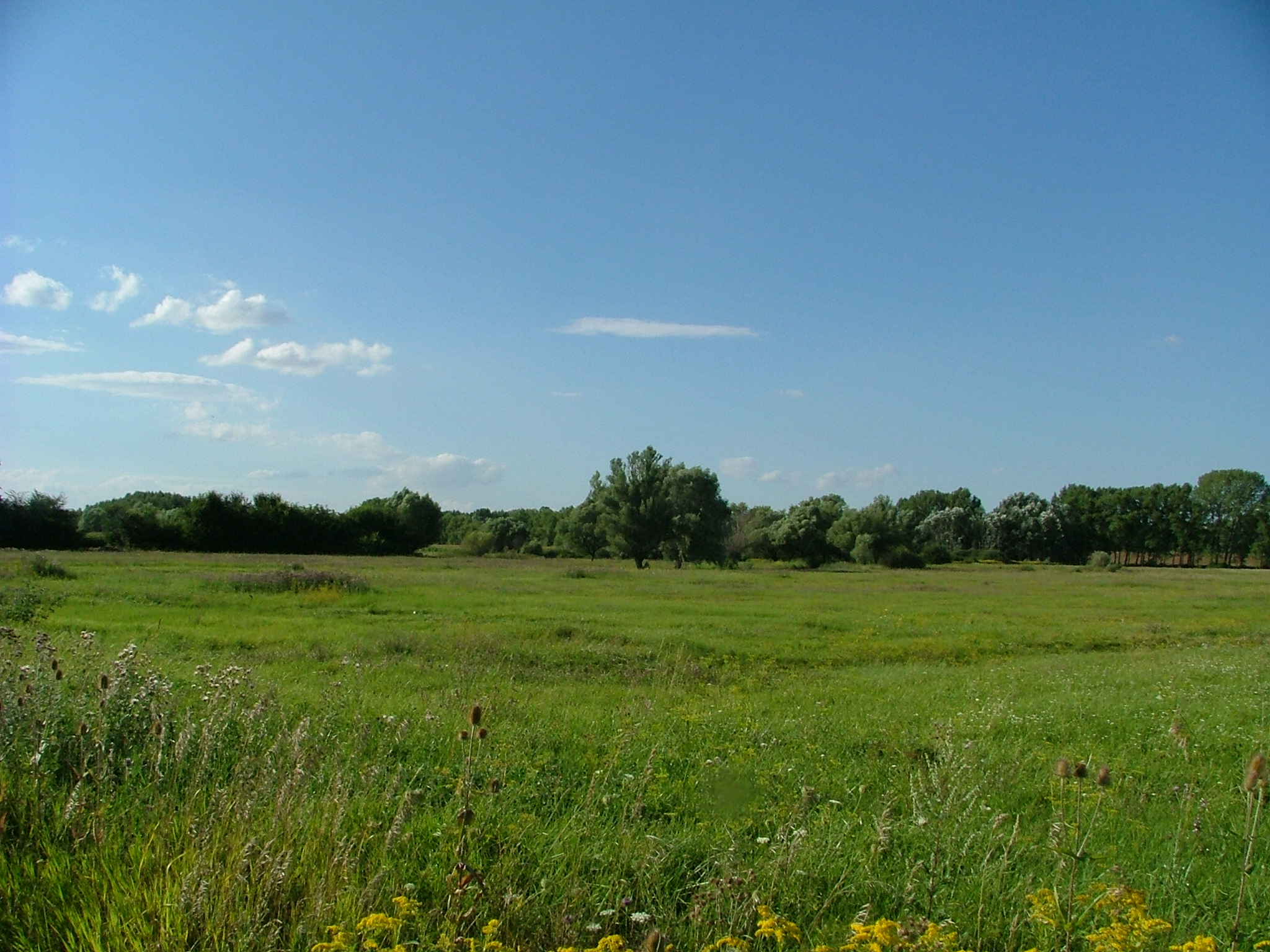
Szigetköz
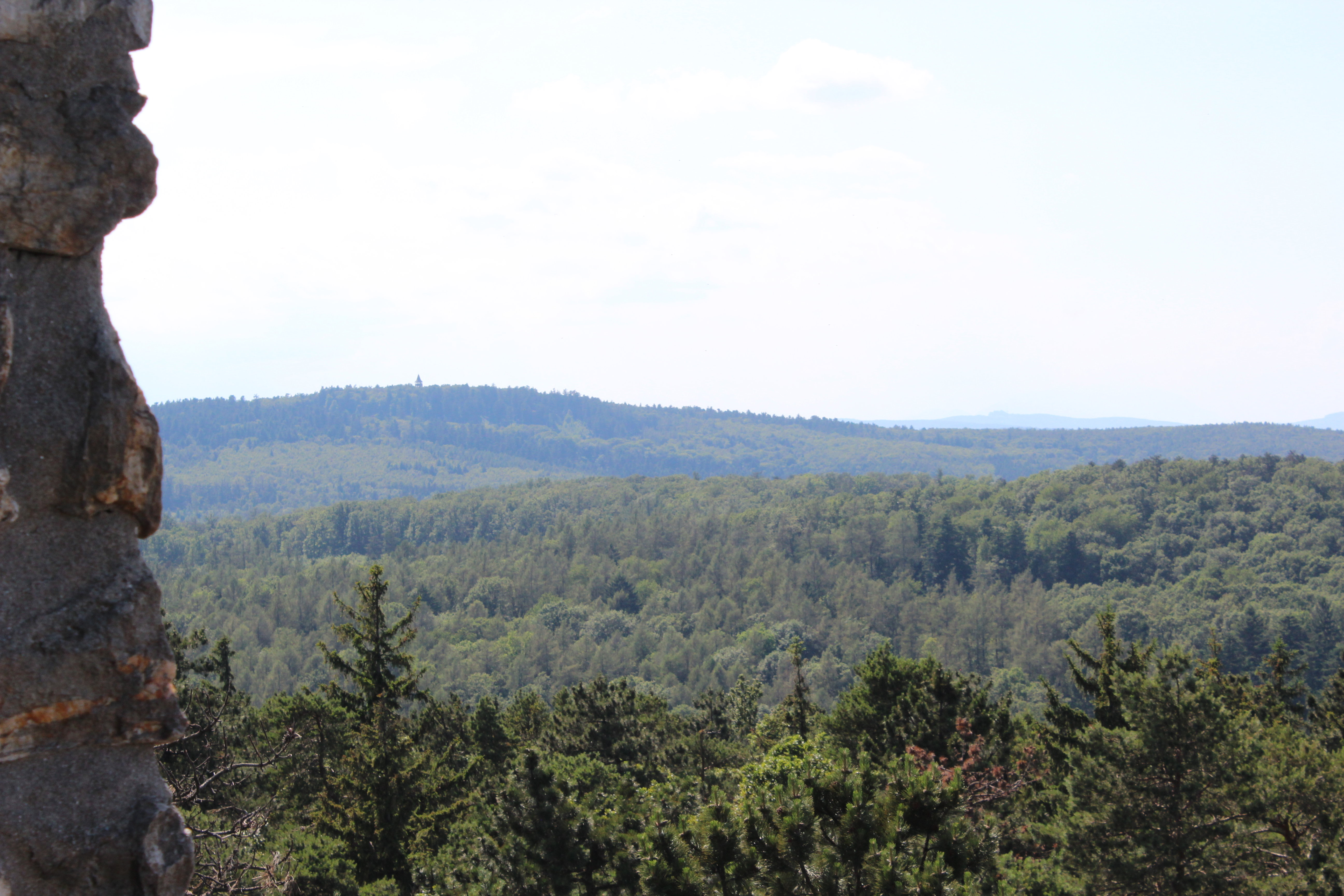
Soproni-hegység
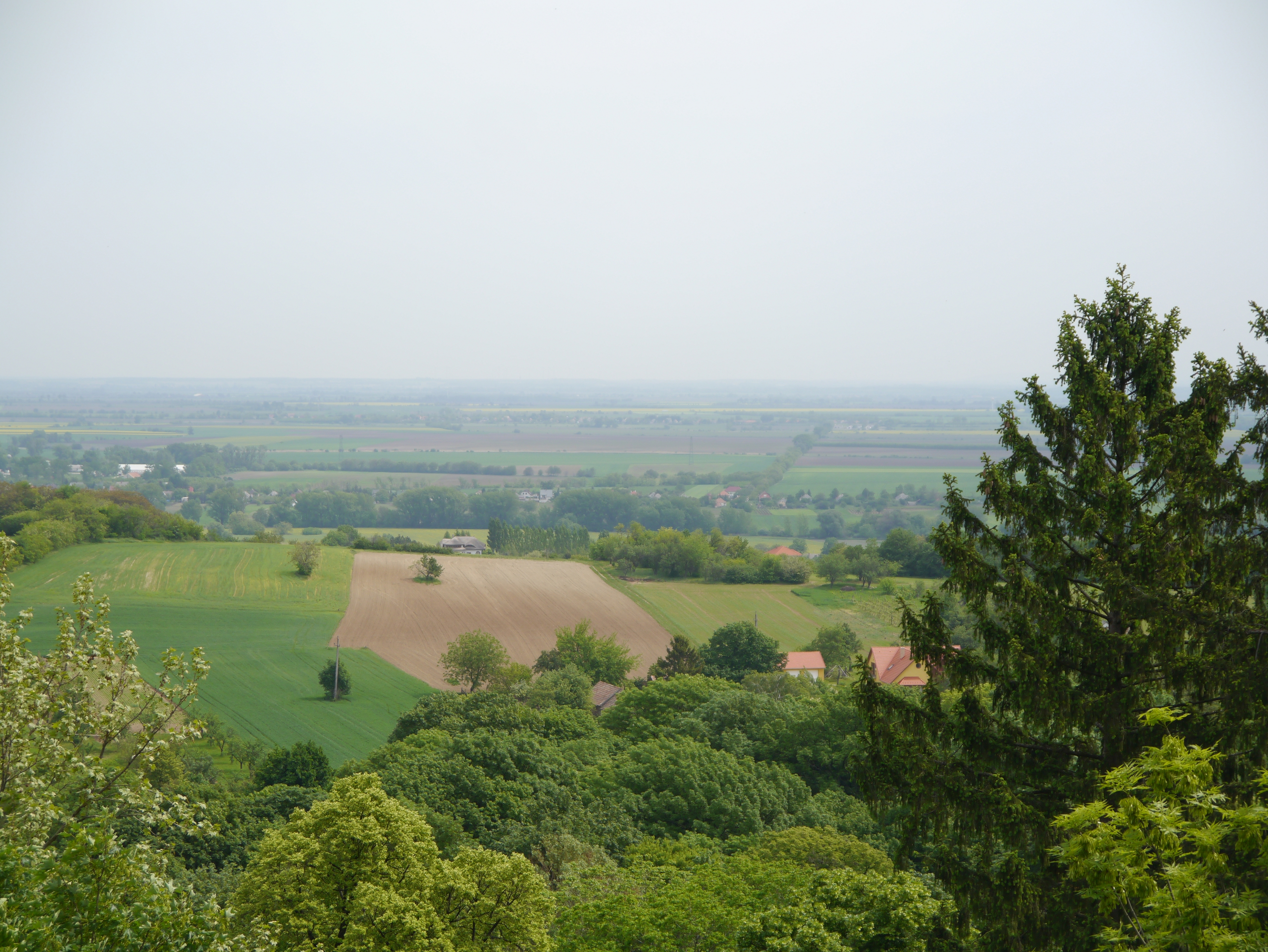
Pannonhalmi-dombság
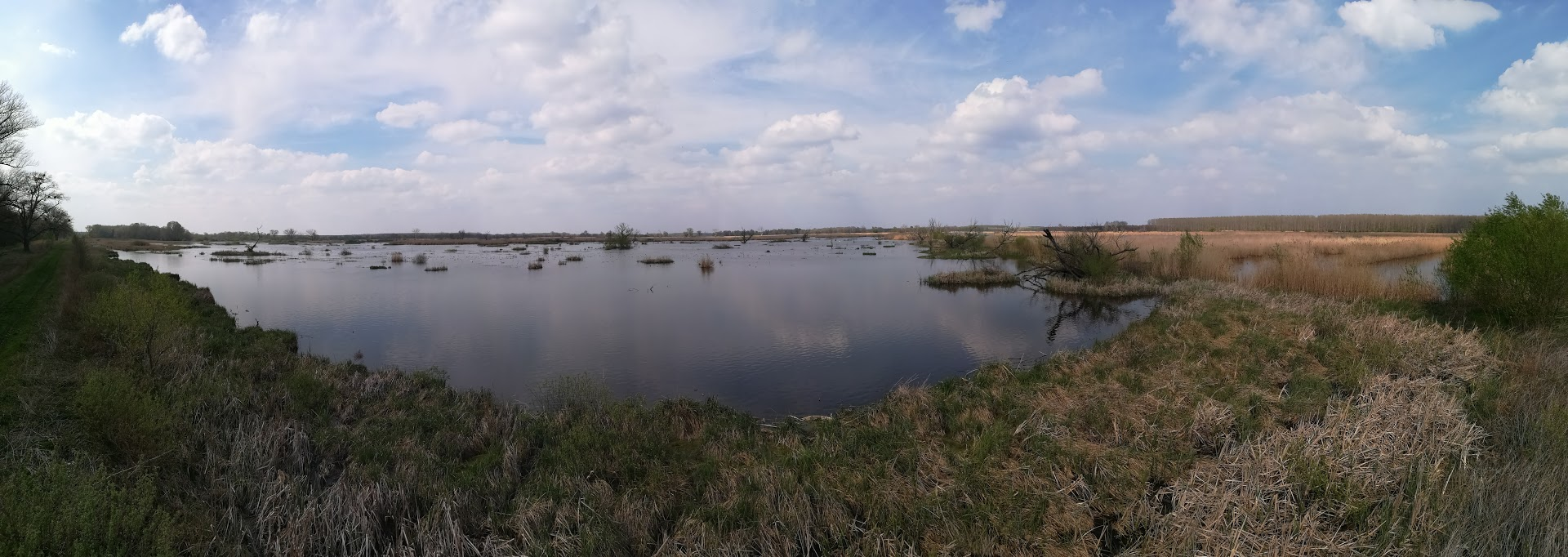
Hánság

### Geológia
A vármegye geológiai felépítése rendkívül sokszínű, ami annak köszönhető, hogy több nagy földtani egység találkozásánál helyezkedik el. A megye északi és keleti részét a Kisalföld üledékes medencéje uralja, amelyben vastag lösz-, homok- és kavicsrétegek halmozódtak fel, főként a negyedidőszakban, a folyók és a szél szállítómunkája révén. Ezek az üledékek jól áteresztőek, így a térség gazdag felszín alatti vízkészletekben, különösen a Szigetköz és Mosoni-síkság területén, ahol a Duna és mellékágai sok helyen hordalékkúpokat építettek.
A megye nyugati része, különösen a Soproni-hegység és annak környéke már az Alpokaljához tartozik, ahol jóval idősebb, kristályos és metamorf kőzetek – például gneisz és csillámpala – alkotják az alapkőzetet. Ezek a kőzetek a földtörténeti óidőből származnak, és Magyarország egyik legősibb kőzetegyüttesét képviselik. A Soproni-hegység földtani szempontból átmenetet képez az Alpok külső övei felé, és szerkezetileg is erősen gyűrt, törésekben gazdag zóna, amelyet későbbi vulkanikus és üledékes képződmények is fednek részben.
A déli és délkeleti részeken, például a Sokorói- és Pannonhalmi-dombság területén főként középidőszaki és harmadidőszaki üledékek találhatók, köztük márgák, agyagkő, homokkő és mészkő. Ezek a dombvidékek a Dunántúli-középhegység szerkezeti vonulatának pereméhez tartoznak, és földtani szempontból már a Pannon-medence történetének fontos fejezeteit őrzik.
A megye ásványkincsekben nem különösebben gazdag, de néhány jelentősebb nyersanyagot így is kiemelhetünk. Az egyik legfontosabb az építőipari célra használt kavics és homok, amelyet főként a Szigetköz és a Mosoni-Duna mentén termelnek ki. Ezek a kavicsos-homokos üledékek a Duna és mellékágai által lerakott hordalékból származnak, és a térség vízellátása szempontjából is fontos szerepet játszanak, mivel víztározóként is működnek. Az Alpokalján és a Pannonhalmi-dombságban kisebb jelentőségű kőbányák működtek vagy működnek, ahol mészkövet, homokkövet vagy márgát bányásztak.
Említésre méltó a termálvízkincs is, mivel a megye több pontján, például Győrben, Lipóton, Balfon és Hegykőn is feltörnek olyan melegvizes források, amelyek a mélyebb rétegekből származnak, és elsősorban turisztikai, fürdő- és gyógyászati célra hasznosítják őket. Ezek a termálvizek főként a pannon üledéksorok alatt húzódó porózus rétegekből származnak, és a Kárpát-medence geotermikus adottságainak köszönhetően viszonylag magas hőmérséklettel törnek a felszínre.

### Éghajlat
Éghajlata mérsékelt övi kontinentális, de jelentős nyugati hatások is érvényesülnek, elsősorban az osztrák határ közelsége és az Alpok előterének enyhítő hatása miatt. Az éghajlati viszonyokat a medencejelleg, a domborzati változatosság, valamint a vízfelszínek (mint a Fertő-tó vagy a Szigetköz ágrendszere) is befolyásolják.
A megye évi középhőmérséklete 9,5–10,5 °C között alakul, a legalacsonyabb értékek a Soproni-hegység magasabb részein, míg a legmagasabbak a Kisalföld sík vidékein mérhetők. A nyarak általában melegek és naposak, július középhőmérséklete 20–21 °C körül van, a telek viszonylag enyhék, bár az időnkénti hidegbetörések miatt kemény fagyok is előfordulnak. Januárban az átlaghőmérséklet -1 és -2 °C között alakul.
A csapadékmennyiség területi eloszlása eltérő: az Alpokalján, különösen a Soproni-hegységben évente akár 800–900 mm is lehullhat, míg a Kisalföld síkvidékein ez az érték csak 500–600 mm körül mozog. Ez a különbség nagymértékben befolyásolja a növényzet és a mezőgazdasági művelés lehetőségeit is. A dombvidékek és nyugati peremterületek csapadékosabbak, ami kedvez az erdőgazdálkodásnak és a szőlőtermesztésnek, míg a szárazabb alföldi tájakon inkább a szántóföldi növénytermesztés dominál.

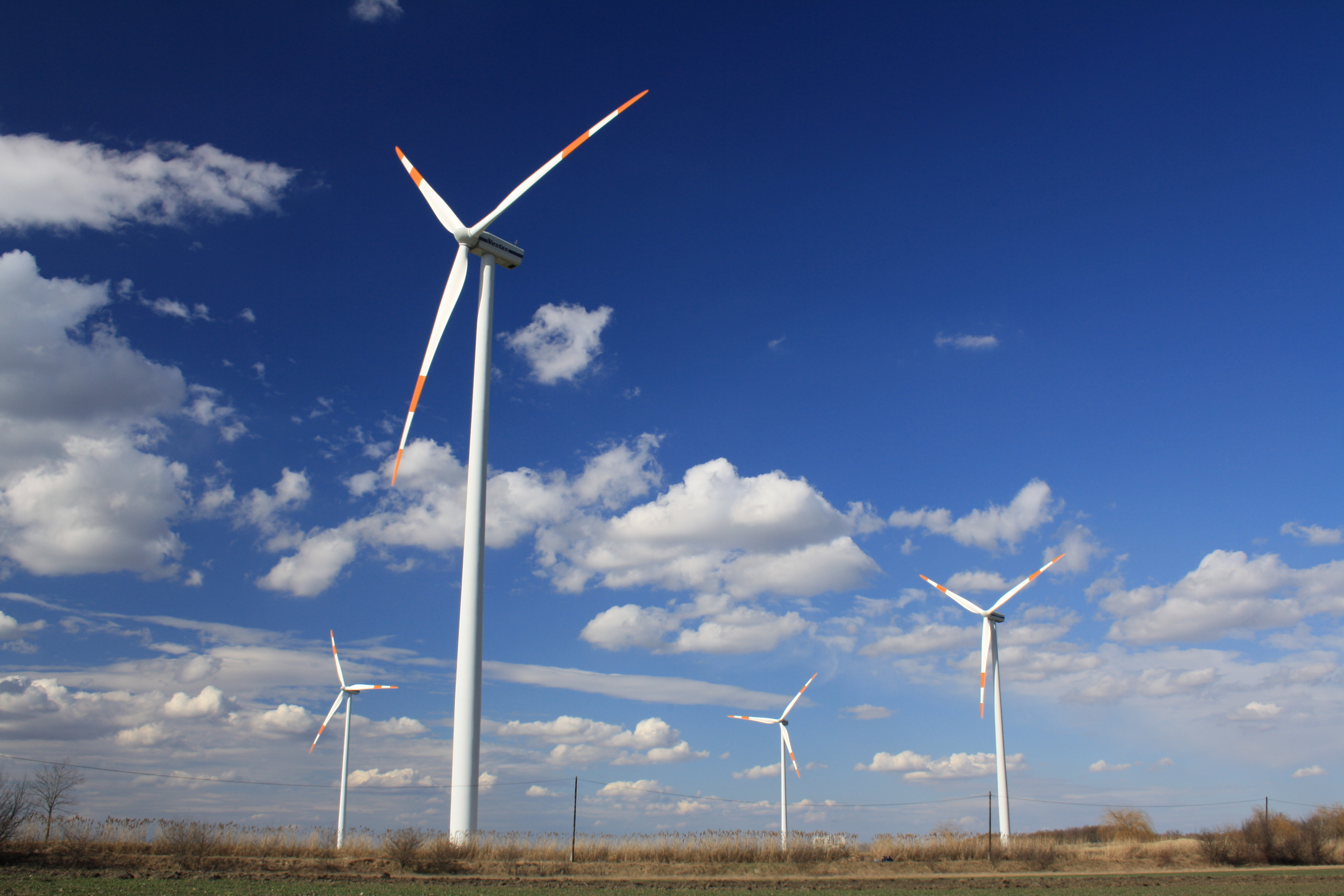
Szélerőművek Mosonmagyaróvár határában

A megye éghajlatát az uralkodó nyugati–északnyugati szélirányok határozzák meg, ezek mérséklik a hőmérséklet-ingadozásokat, és elősegítik a légcserét, különösen a Fertő-tó és a Hanság környékén. Tavasszal és ősszel gyakori a ködképződés, főleg a folyóvölgyek és a mélyebb fekvésű területek mentén.
Fontos sajátosság még a Fertő-tó mikroklimatikus hatása. A tó közelsége enyhíti a hőingásokat, kiegyenlítettebbé teszi a klímát, és kedvező feltételeket teremt a környező vidék szőlő- és gyümölcstermesztéséhez. Hasonlóan enyhítő hatással bírnak a termálvizek feltörési területei is, ahol a talaj közelében kissé magasabb a hőmérséklet.

### Vízrajz
A vármegye vízrajzát a Duna és mellékfolyóinak sűrű hálózata határozza meg, ami évezredek alatt formálta a tájat, és ma is meghatározó szerepet játszik mind a természetes élőhelyek, mind az emberi tevékenységek számára. A Duna két főágára – az eredeti főágra és a Mosoni-Dunára – épül a megye északi vízrendszere. A Mosoni-Duna az egyik legfontosabb árteret képezi, melynek kristálytiszta mellékágai – a Malom‑, a Gönci‑, majd a Hédervári-ágak – egykor mocsarakat és vízi ligeterdőket tápláltak, ma pedig ökológiai folyosóként szolgálnak számos védett halfaj és vízimadár számára.
A megye belsejében a Rába és a Rábca folyók teremtik meg a belső vízgyűjtőt. A Rába a nyugati határ mentén folyik be Ausztriából, és Szombathely után éri el a megyehatárt, majd Győr térségében egyesül a Mosoni-Dunával. A Rábca, mint a Rába bal oldali fő mellékága, a lapos Hanság-táj felé tereli a vizet; a Hanság egykor kiterjedt láp- és mocsárvilága ma mocsár- és tőzegláp‑rezervátumok formájában őrzi ősi állapotait. A Rábca mentén kiépített csatornák és víztározók (pl. a Hanság-főcsatorna) a belvíz és árvíz szabályozását szolgálják, és lehetővé teszik a térség mezőgazdasági hasznosítását is.
A megye déli és keleti részén a Marcal és annak holtágai, valamint a Csörötnek-patak és más kisebb patakok bonyolítják a vízrajzi képet. A Marcal vízgyűjtője a Pannonhalmi-dombság lankáin gyűjti össze a forrásokat, és a síkvidéki szakaszon haladva több holtágat és moszást (hordalékfeltöltött, időszakos vízállású területeket) hoz létre, amelyek gazdag élővilágnak adnak otthont. Emellett a megye legnagyobb állóvize, a Fertő-tó, csak érintőlegesen ugyan, de fontos szereplő: a tó néhány kis magyar partszakaszán megjelennek a nádasaival és sekély, halastó-szerű részeivel különleges madár- és halökológiai élőhelyek.

A felszíni vízfolyások mellett a megye rendkívül gazdag felszín alatti vízkészletekben is. A kavicsos-homokos üledékek a Kisalföldön vastag vízadó rétegeket képeznek, melyeket termál- és ivóvízkutak sora hasznosít. A hidrogeológiai adottságok révén Győr és környéke jelentős termál- és gyógyvízkészlettel bír, amely nemcsak a fürdőkultúra, de a helyi mezőgazdaság öntözési lehetőségei szempontjából is fontos.

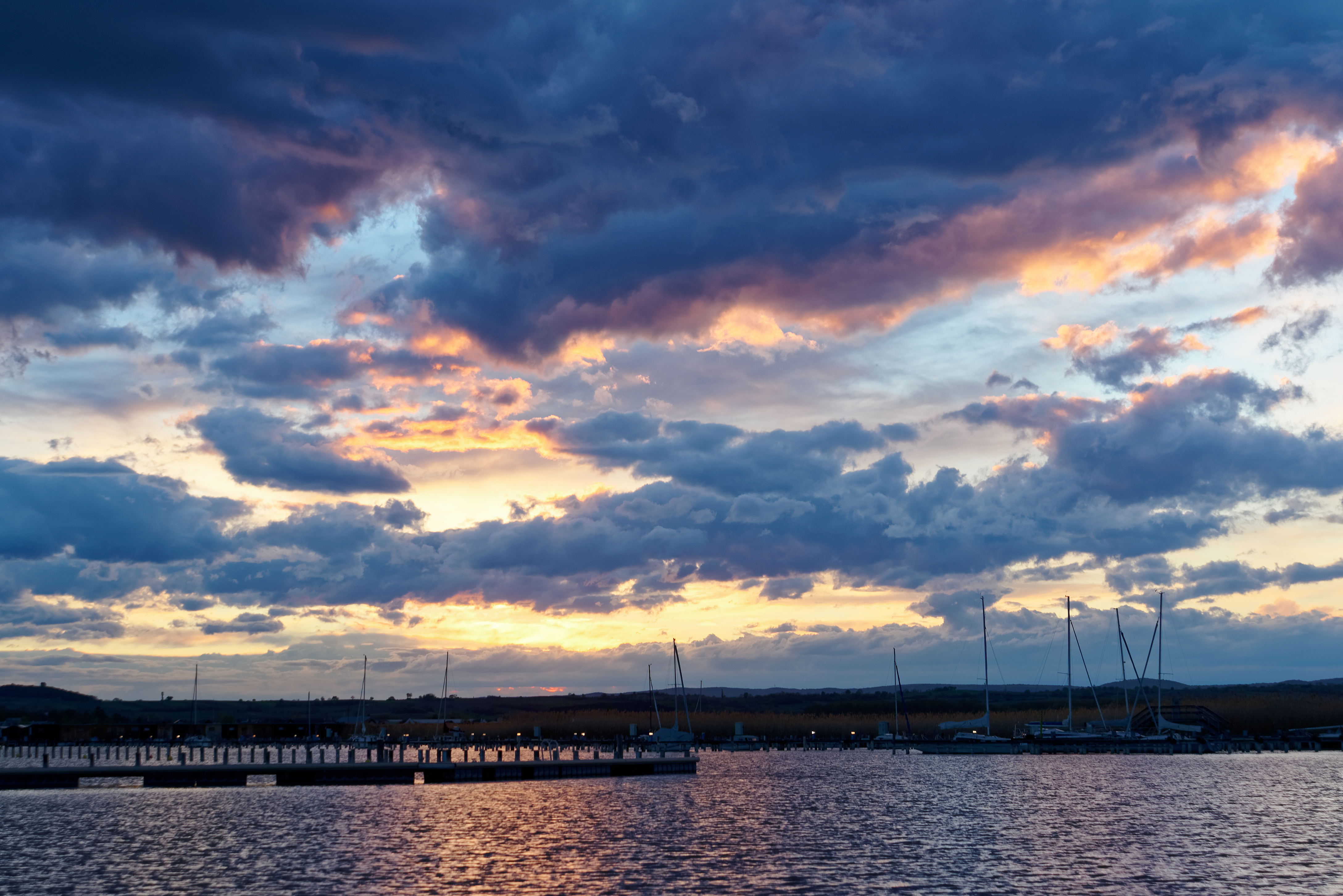
Fertő
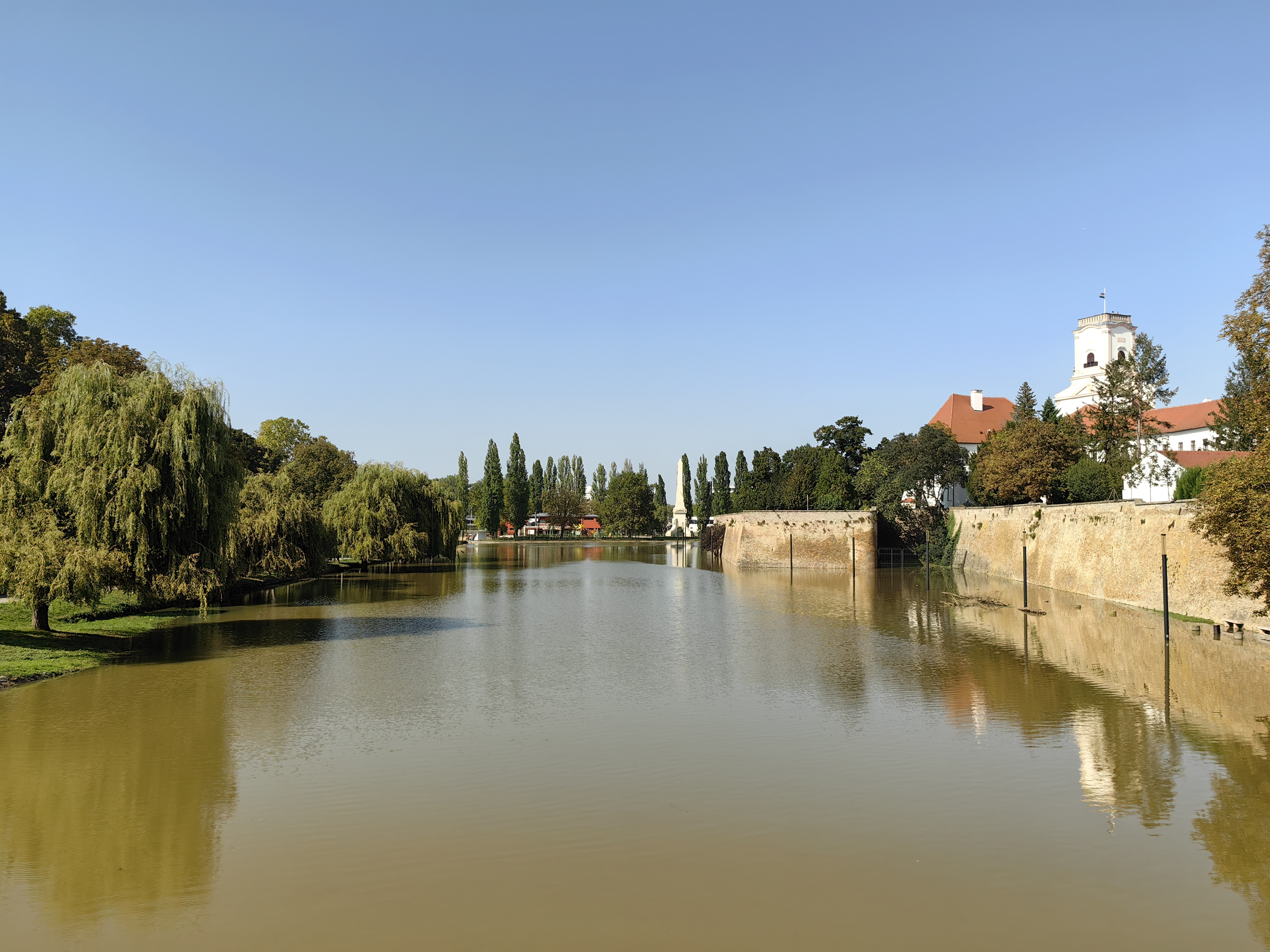
Rába
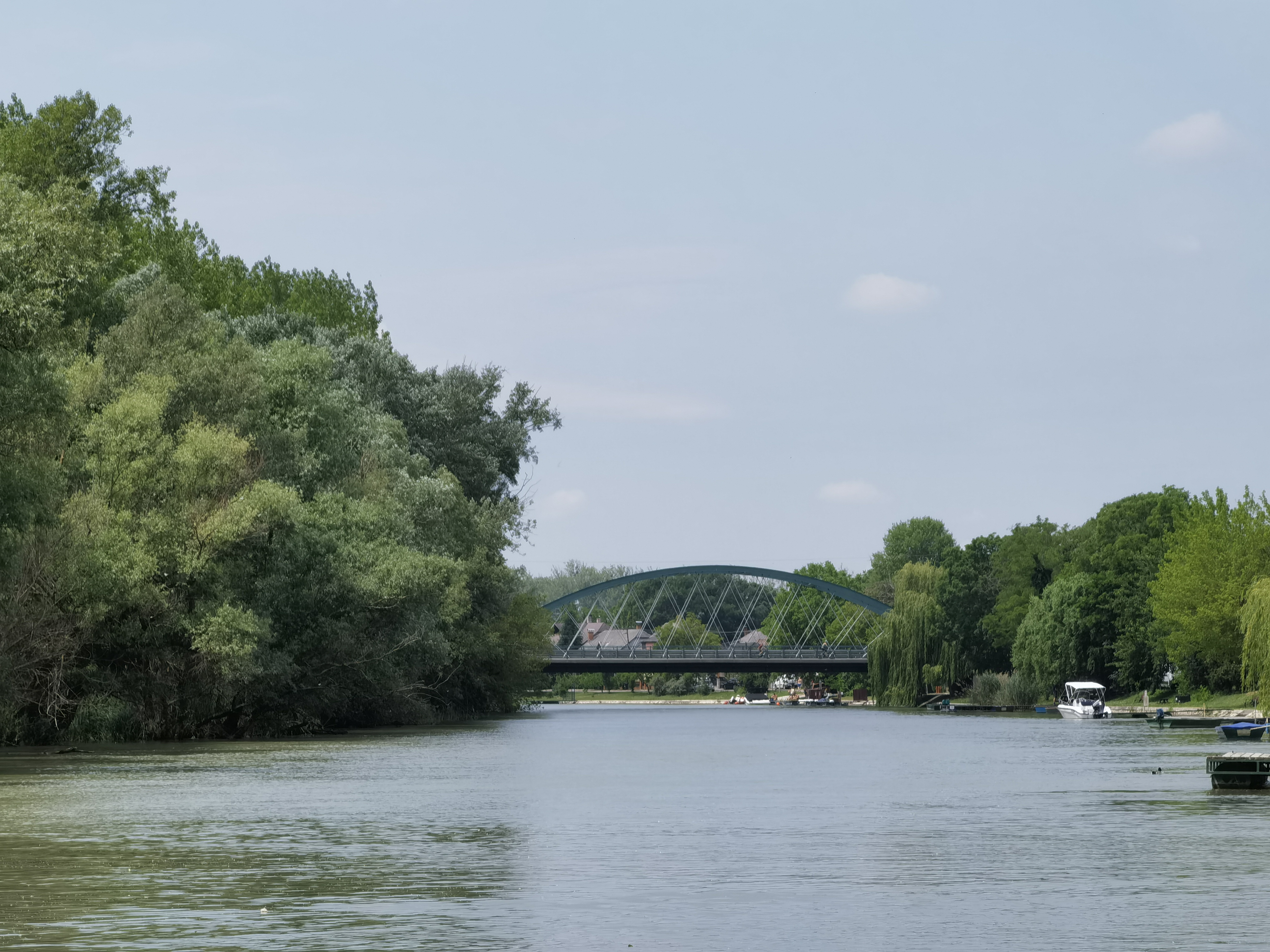
Mosoni-Duna
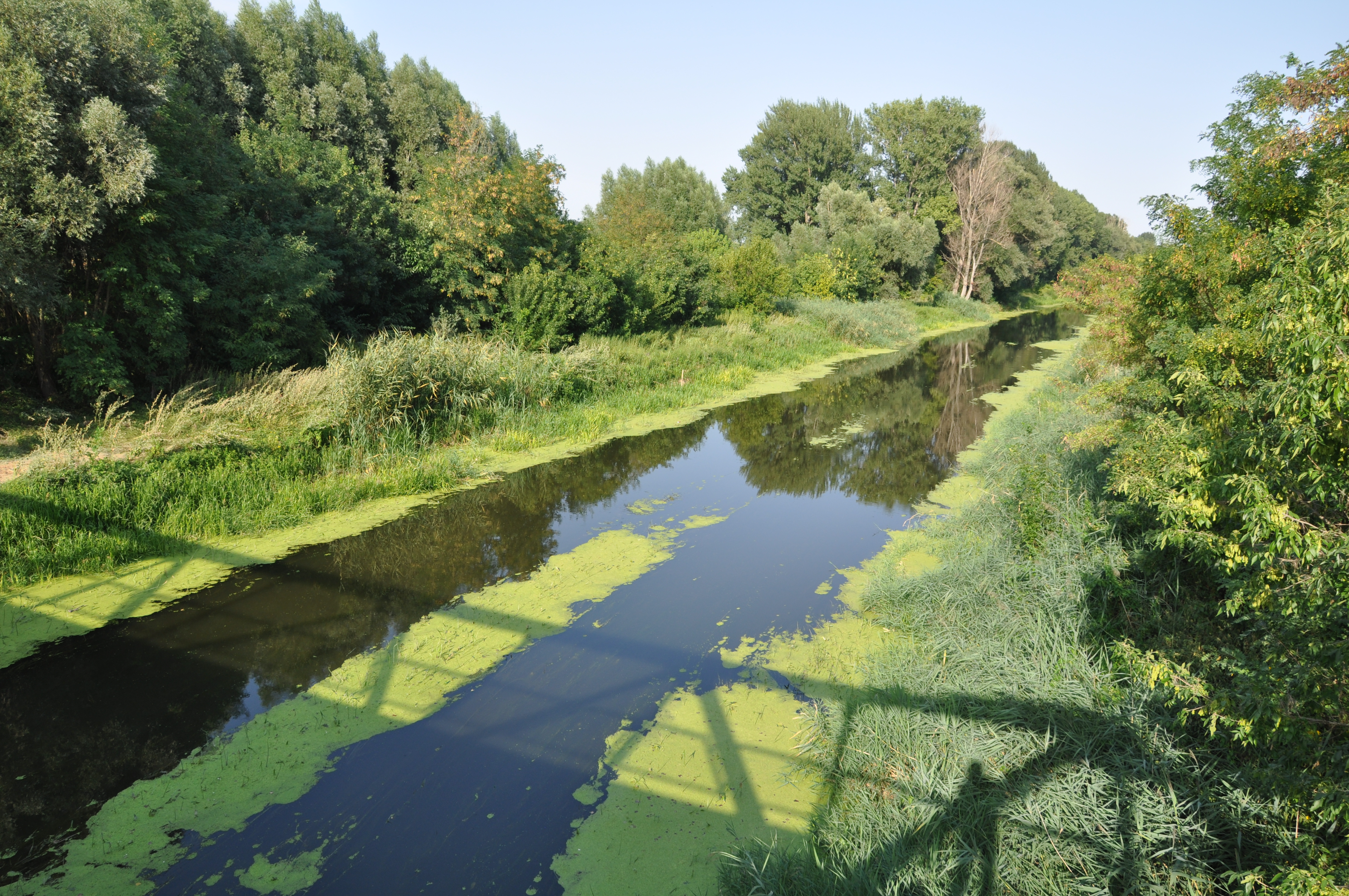
Rábca

### Élővilág, természetvédelem
Lásd: Győr-Moson-Sopron vármegye védett természeti értékeinek listája
Élővilága rendkívül gazdag és sokféle, amit földrajzi elhelyezkedése, változatos domborzata, éghajlata és vízhálózata egyaránt elősegít. A megye területén találkozik a Kisalföld alföldi jellegű flórája és faunája a nyugatabbra fekvő Alpokalja hegyvidéki ökológiai rendszerével, így sok különböző élőhely-típus alakult ki, amelyek számos védett és ritka fajnak adnak otthont.
A növényvilágot tekintve a síkvidéki részeken – különösen a Szigetköz, Rábaköz és a Hanság területén – ártéri ligeterdők, fűz- és nyárfák uralta erdők, láprétek és mocsárrétek jellemzőek. Ezeken a területeken gyakoriak a vízkedvelő fajok, mint a sárga nőszirom, a mocsári gólyahír vagy a fehér tündérrózsa. A Hanság egykori mocsárvidéke és a Fertő-tó nádasaiban a tőzegmohás lápok és a sásos társulások maradványai is megtalálhatók, amelyek különleges, reliktum jellegű fajokat őriznek, mint például a kúszó zeller vagy a szibériai nőszirom.

A Soproni-hegység és a Pannonhalmi-dombság területén a növényzet már inkább dombvidéki, illetve hegyvidéki jellegű. Itt tölgyesek, gyertyános-tölgyesek, helyenként bükkösök és fenyvesek is előfordulnak. Az Alpokalja flórájának egyik jellegzetes faja a havasi iszalag, amely Magyarországon csak ebben a térségben fordul elő természetes körülmények között.

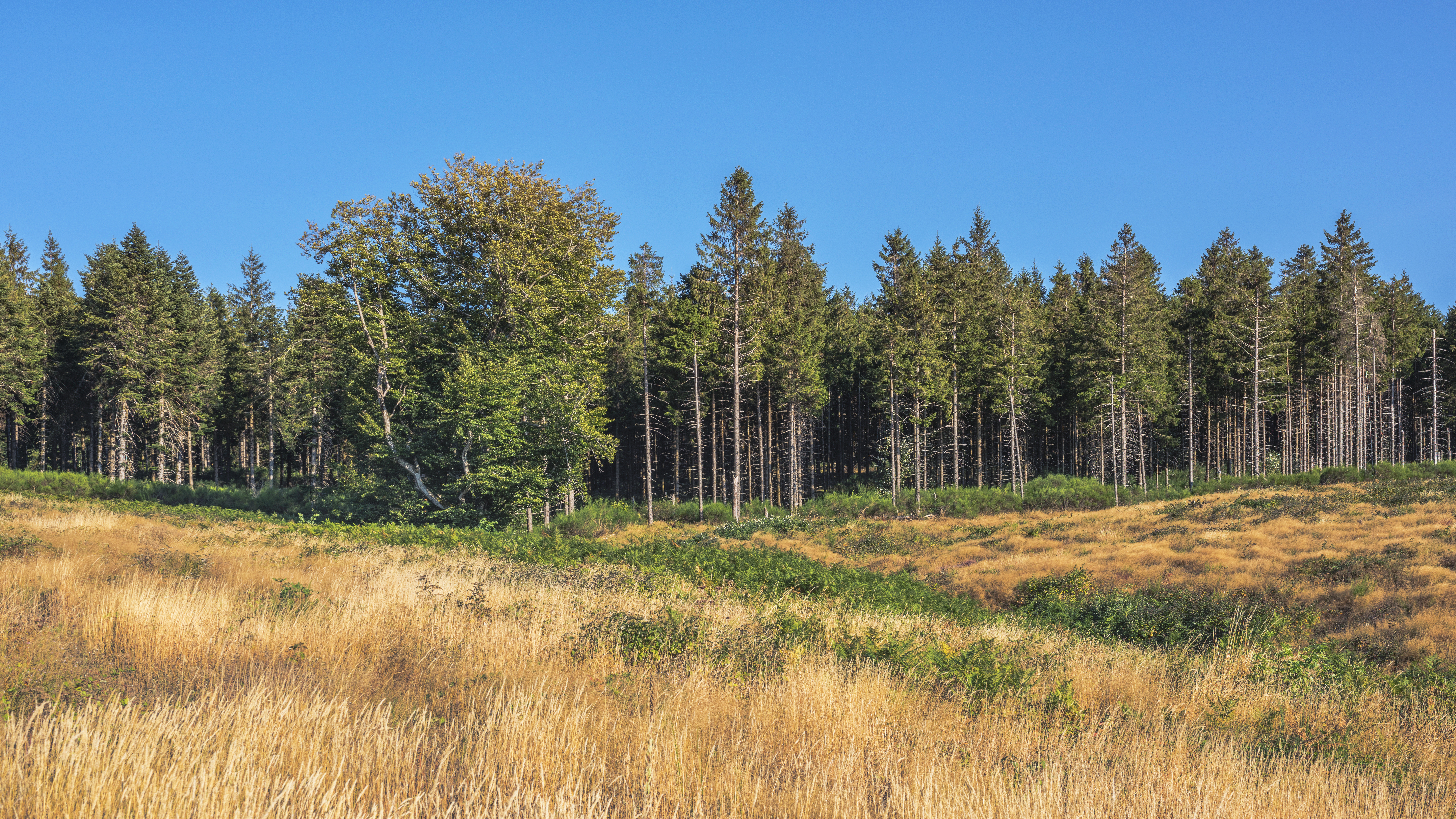
Fenyvesek
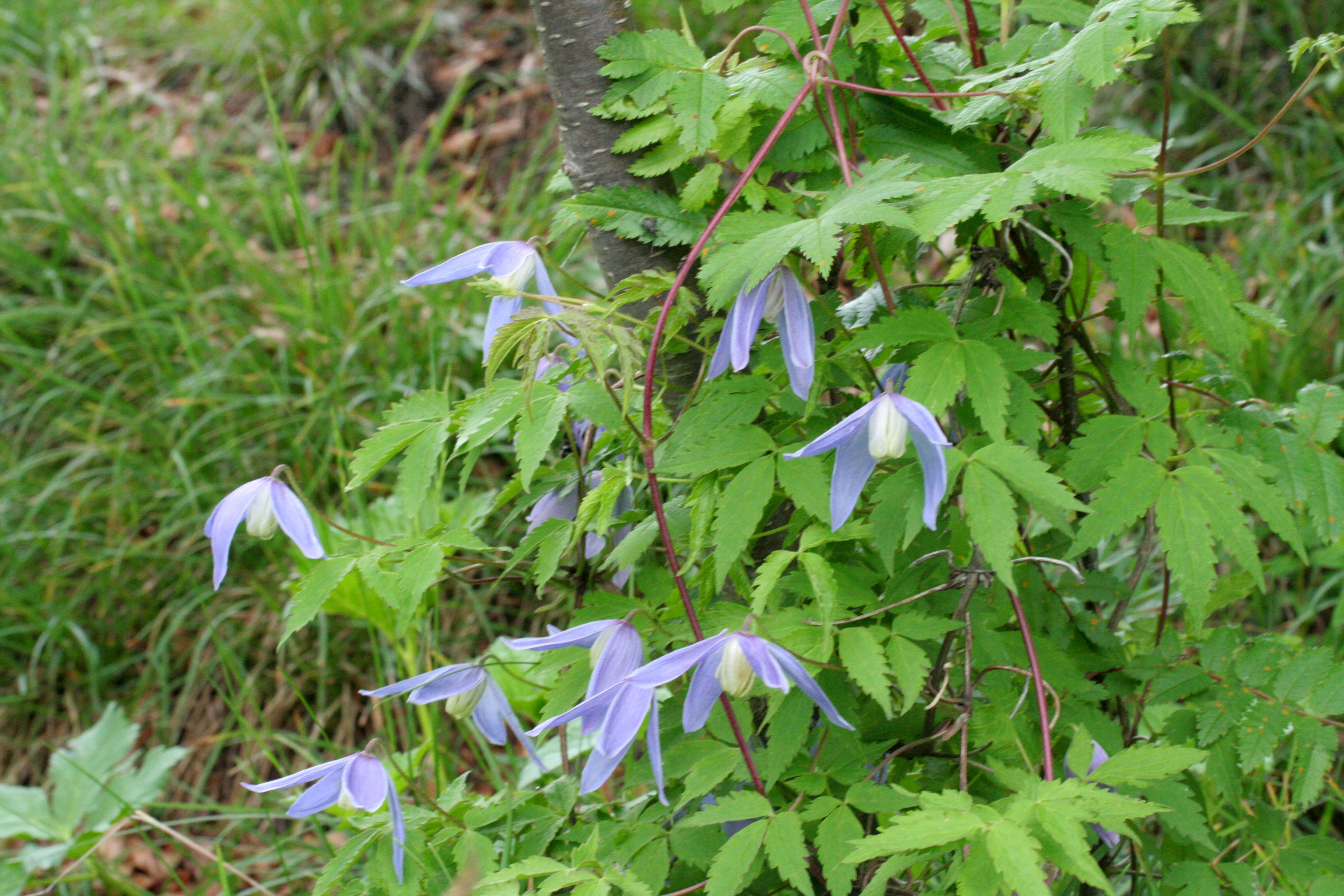
Havasi iszalag
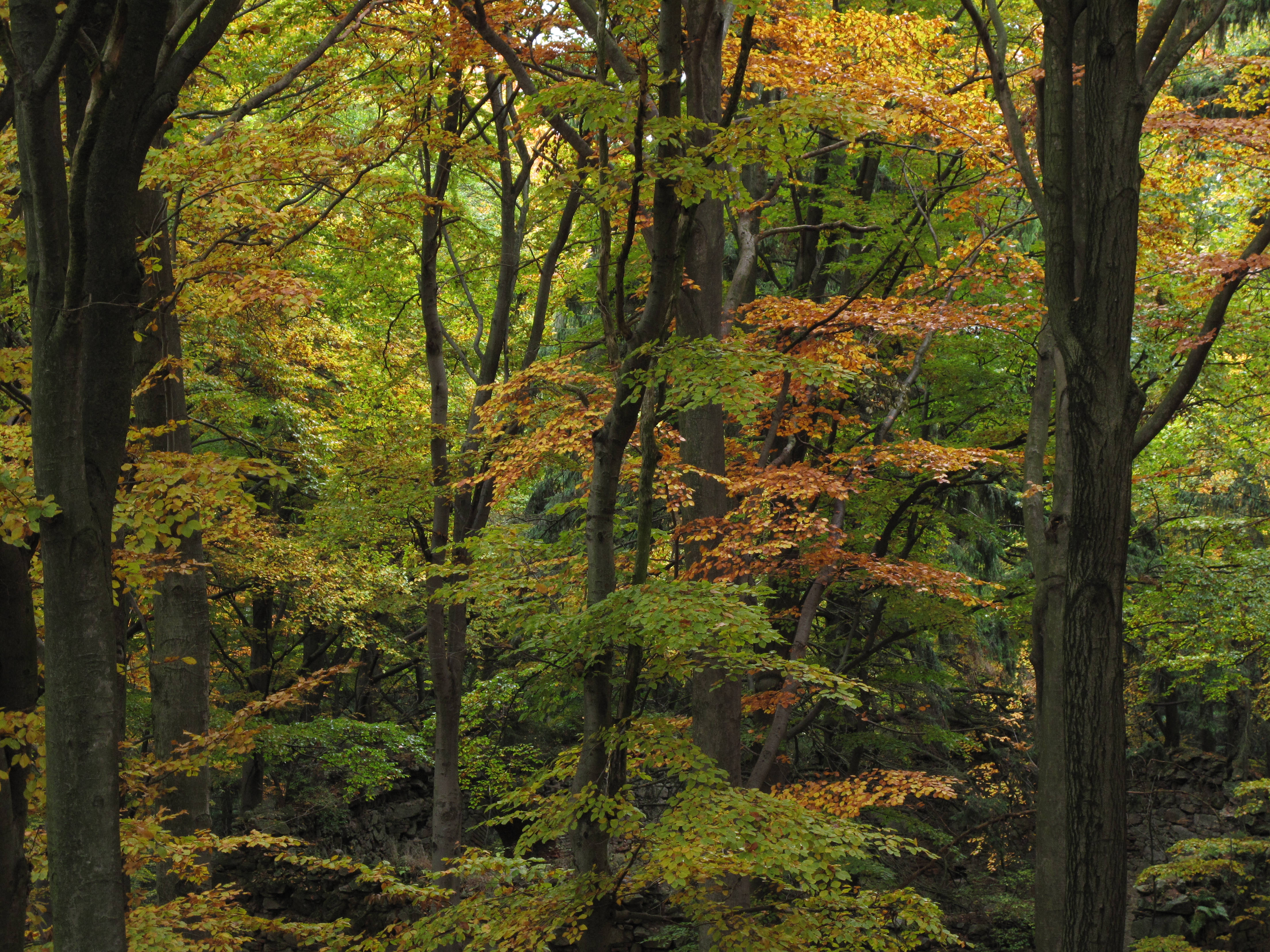
Bükk
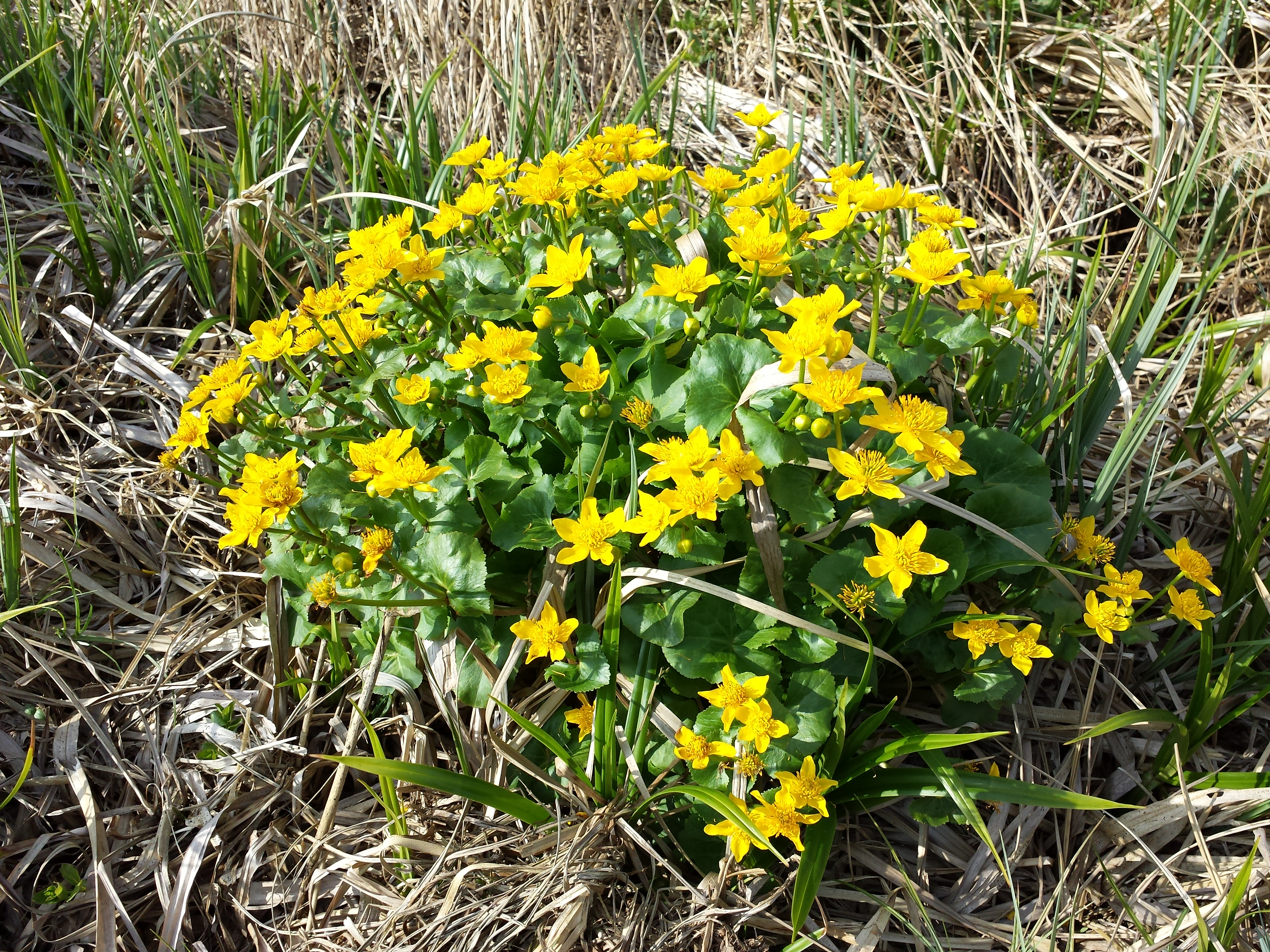
Mocsári gólyahír

Az állatvilág hasonlóan sokszínű. A vízpartokon és mocsarakban gazdag madárvilág figyelhető meg: a Szigetköz és a Fertő-tó vidéke különösen fontos madárvonulási és költőhely. A Fertő-Hanság Nemzeti Park védett területein rendszeresen előfordulnak olyan ritka fajok, mint a nagy kócsag, a kanalasgém, a fekete gólya vagy a réti sas. A tavak és folyók nádasai a guvatnak, nádirigónak és különféle gémféléknek nyújtanak menedéket.
A kisemlősök közül gyakori a vidra a Szigetköz ágrendszerében, de előfordulnak menyétek, nyestek, rókák és vaddisznók is. Az Alpokalja erdős részein a gímszarvas, az őz és a muflon is megtalálható. A Soproni-hegységben és környékén emellett több ritka denevérfaj él, amelyek védelmet élveznek.

A természetvédelem fontos szerepet tölt be a megyében. A Fertő-Hanság Nemzeti Park a megye legjelentősebb védett területe, amely nemcsak hazai, hanem nemzetközi jelentőséggel is bír: a Fertő-tó UNESCO Világörökségi helyszín, valamint Ramszari terület (azaz nemzetközileg jelentős vizes élőhely). A nemzeti park mellett több tájvédelmi körzet, természetvédelmi terület és Natura 2000-es ökológiai hálózatba tartozó élőhely is található itt, mint például a Pannonhalmi Tájvédelmi Körzet vagy a Szigetköz természetvédelmi területei.

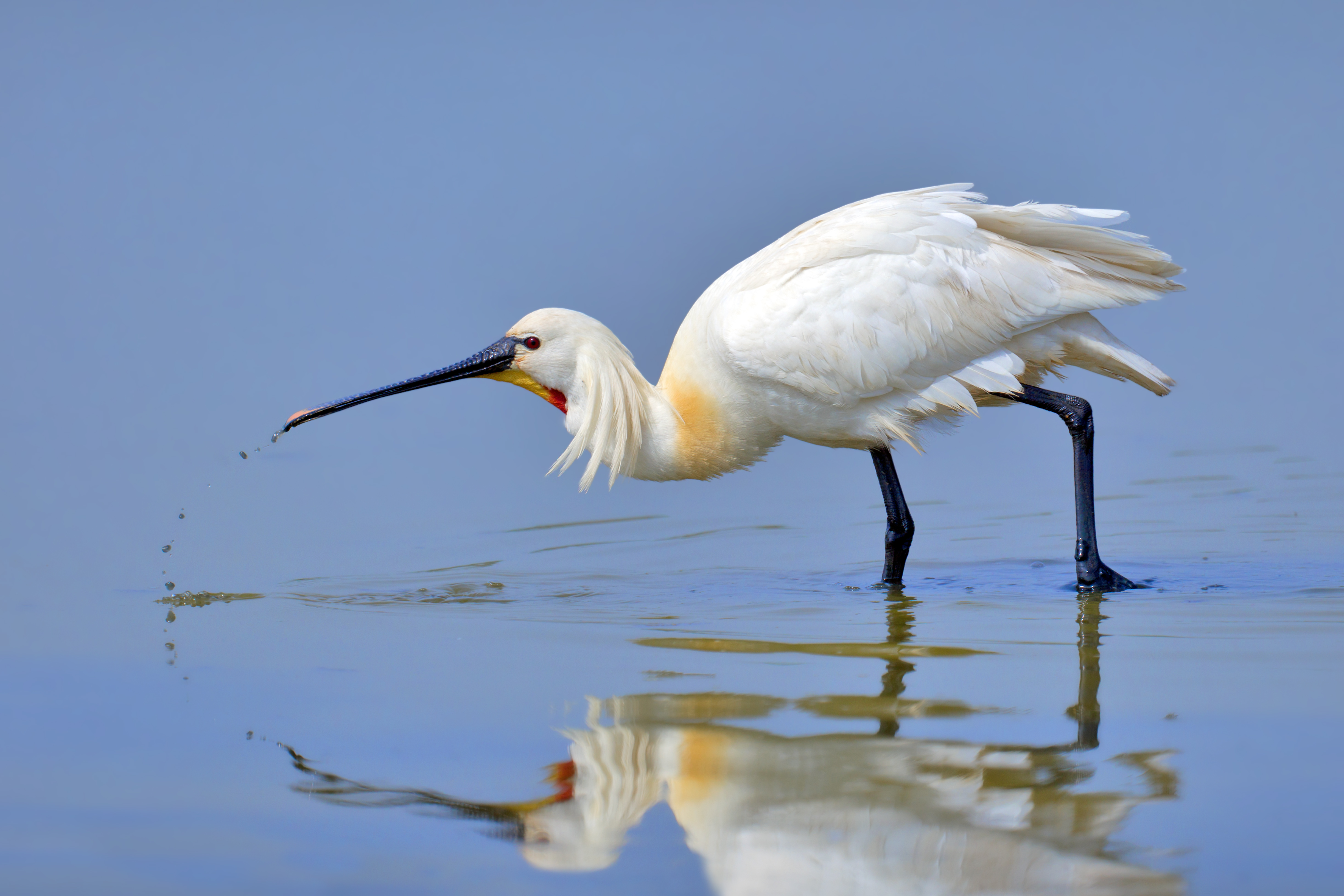
Kanalasgém
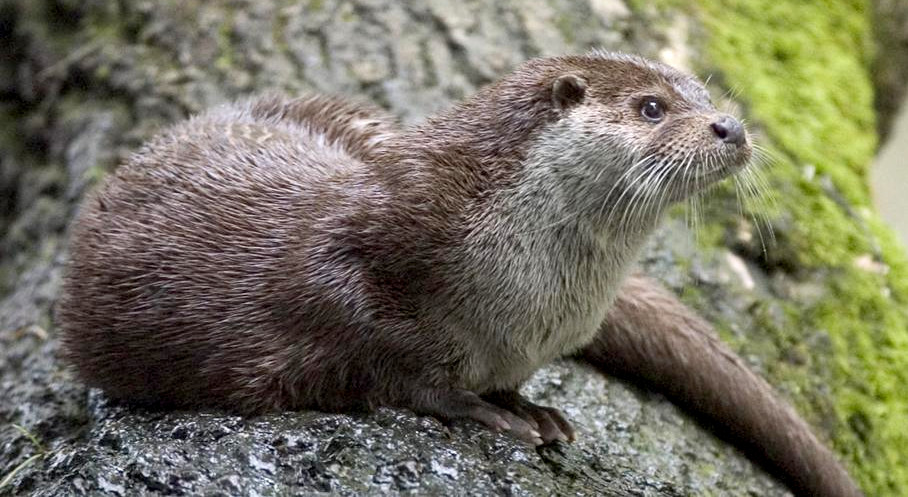
Európai vidra
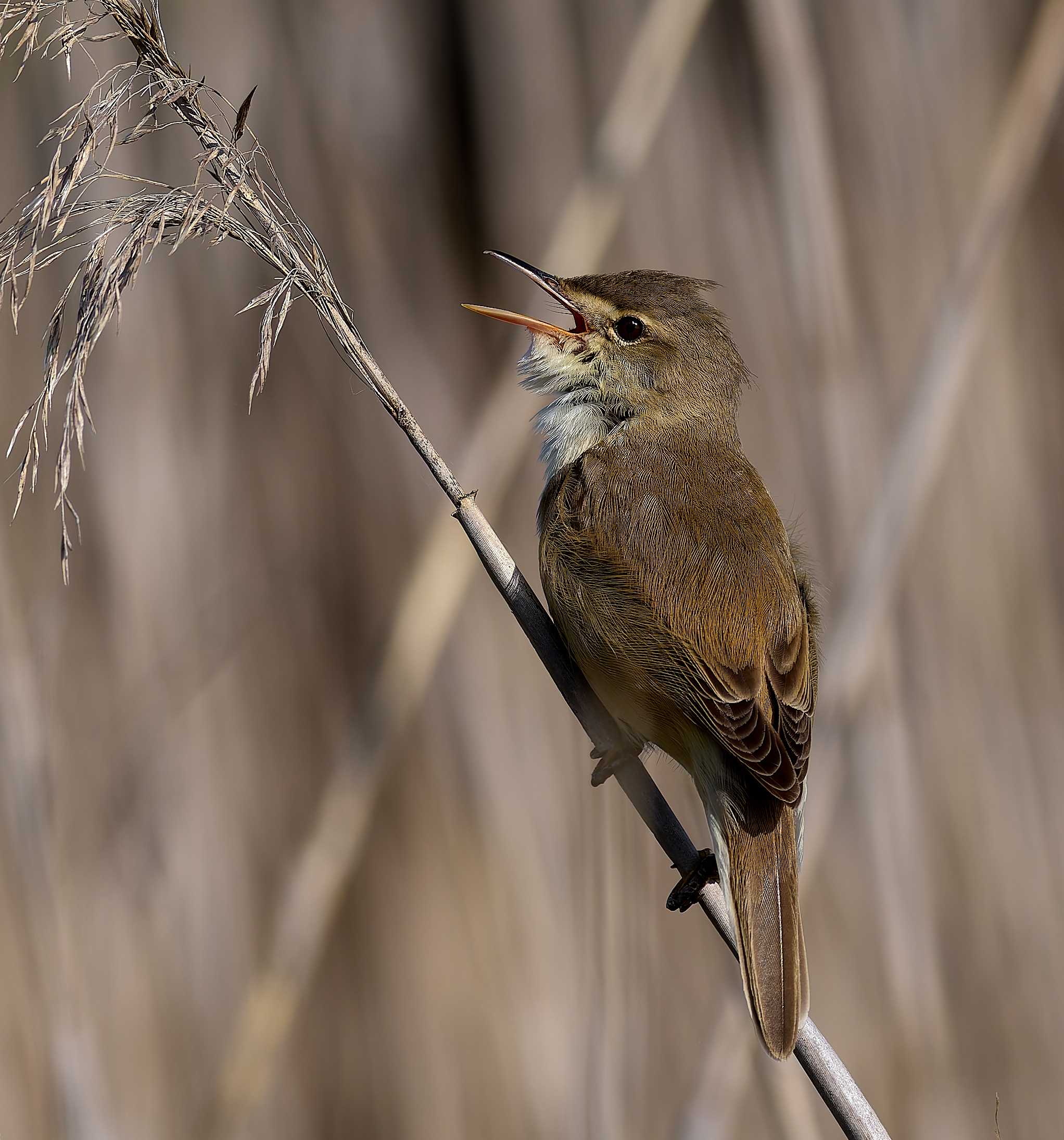
Nádirigó
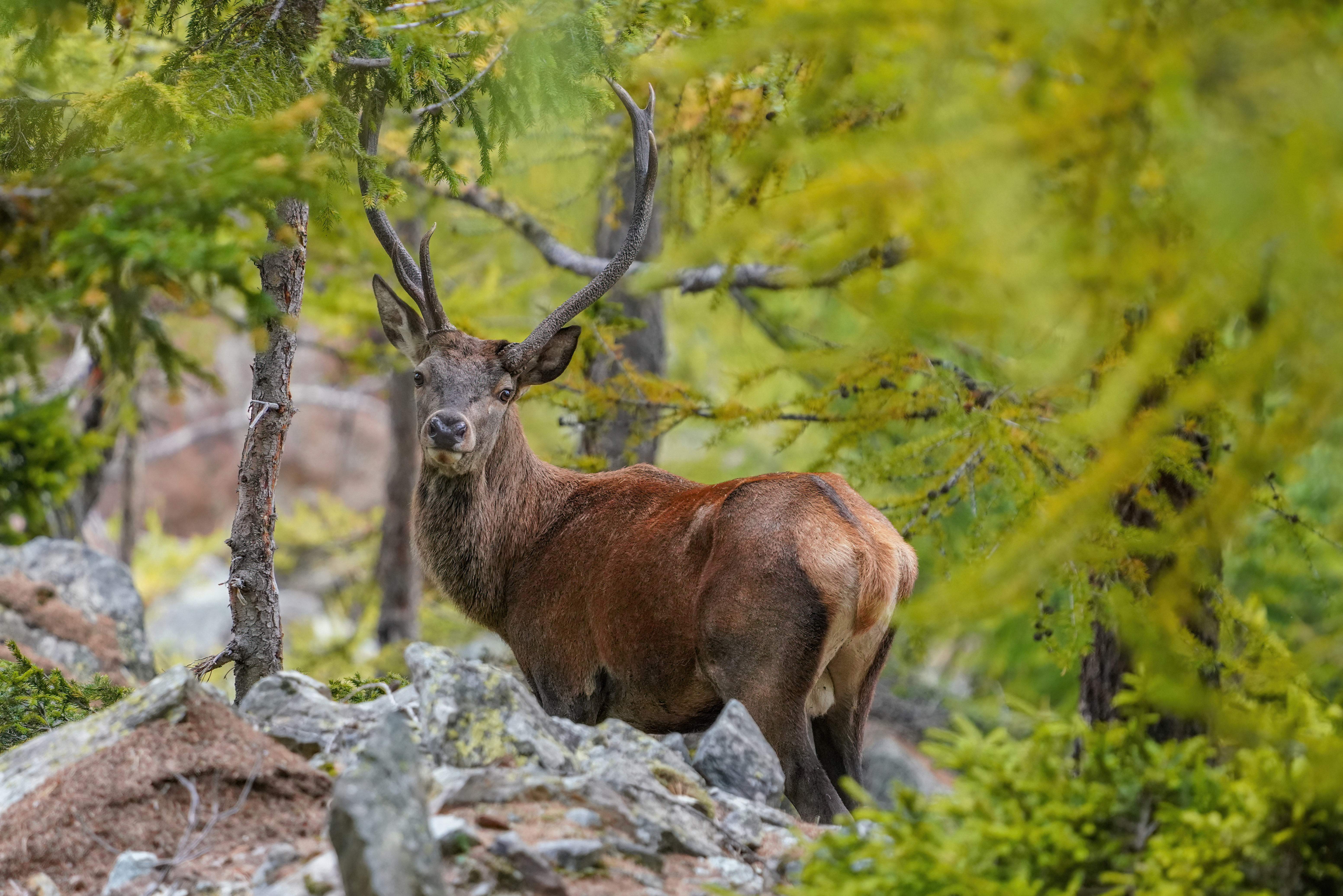
Gímszarvas

Szélső települései égtájak szerint:
- legészakibb települése Rajka (Mosonmagyaróvári járás),
- legdélibb települése Fenyőfő (Pannonhalmi járás),
- legkeletibb települése Rétalap (Győri járás),
- legnyugatibb települése pedig Ágfalva (Soproni járás).

Tengerszint feletti magasság:
- legmagasabb pontja: Kőris-hegy (669 m)
- legalacsonyabb pontja: Gönyű (108 m)

## Történelem

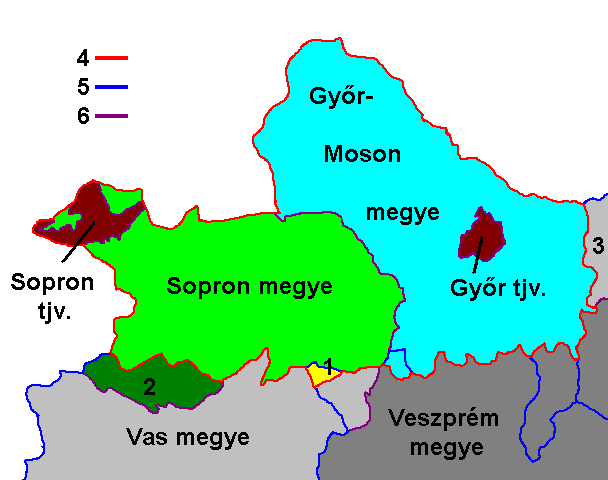
Győr-Sopron megye kialakítása 1950-ben
(1 Vas vármegyétől Győr-Sopronhoz, 2 Sopron vármegyétől Vashoz, 3 Komárom megye, 4 Győr-Sopron megye 1950-től, 5 mai megyehatár, 6 megszűnt 1949-es megyehatár)

### Győr vármegye
Győr térségét már az őskorban is lakták, amit gazdag régészeti leletek támasztanak alá. A Duna, Rába és Rábca találkozása mindig is kiváló természeti adottságokat kínált, így a neolitikumtól kezdve folyamatos emberi jelenlét mutatható ki. A bronzkorban már szervezett települések, kereskedelmi kapcsolatok és kézművesség nyomai is fellelhetők. A vaskorban a kelta törzsek, különösen a boiusok, határozták meg a térség arculatát.
A római korban (1–5. század) a mai Győr helyén feküdt Arrabona, Pannonia egyik fontos katonai és kereskedelmi központja. A Limes mentén húzódó védelmi vonal részeként erődített településsé vált, amit a mai Belváros alatt feltárt romok is bizonyítanak.
A rómaiak kivonulása után különféle népek vonultak át a térségen: germán törzsek (pl. kvádok, markomannok), majd az avarok, végül a frank befolyás is megjelent. A magyar honfoglalás után a terület stratégiai fontossága ismét felértékelődött, és a 10. század végétől az Árpád-házi királyok katonai és közigazgatási központot hoztak itt létre.
A 11. század elején Szent István király közigazgatási reformjai során alakult ki Győr vármegye, amely az elsők között jött létre Magyarországon. A középkorban a győri ispán és a püspök jelentős hatalmat gyakorolt. A vármegye földesúri és egyházi birtokokból állt, erődítményei és templomai épültek. A tatárjárás (1241–42) komoly pusztítást végzett, de hamarosan újjáépítették a várakat, köztük a győrit is. A 15. században a térség gazdaságilag is fejlődött: kereskedelmi útvonalak haladtak át rajta, és kézművesség, mezőgazdaság virágzott. Győr városa királyi szabadalmakat kapott, ami fokozta jelentőségét.

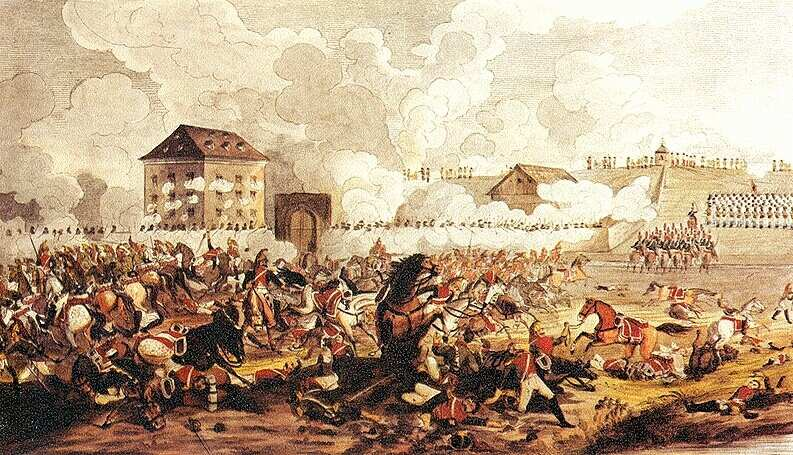
A győri csata - a napóleoni háborúk egyetlen Magyarországon lezajló ütközete

A 16. század közepén a török hódítás elérte a vármegye határát. 1594-ben a törökök elfoglalták Győrt, de 1598-ban Pálffy Miklós és Schwarzenberg Adolf visszafoglalták. A város és a megye ezt követően erősen militarizált térséggé vált. A 17. században a város már a habsburg–török határvonal egyik kulcspontja lett, és komoly erődítési munkák zajlottak itt.
A török kiűzése után a vármegye újjáépült. A 18. században mezőgazdasági fellendülés, betelepítések (német telepesek), valamint iskola- és templomalapítások jellemezték. A reformkorban Győr és környéke is bekapcsolódott a nemzeti mozgalmakba. 1848–49-ben a megye aktív szereplője volt a szabadságharcnak, a csornai és győri ütközetek is itt zajlottak. A 19. század második felében a vasútépítések és az ipari fejlődés (pl. győri vagongyár, textilipar) erősítették a megyét.

### Moson vármegye
Moson vármegye területe már az őskorban is lakott volt, köszönhetően a kedvező földrajzi adottságoknak, a Duna, Rába és Mosoni-Duna folyók által biztosított vízforrásoknak és termékeny síkságoknak. A neolitikumtól kezdve folyamatos emberi jelenlétet mutatnak a régészeti leletek, amelyek különféle kőeszközöket, kerámiákat és települési nyomokat tártak fel. A bronzkorban és a vaskorban a kelta népek, különösen a boiusok, jelentős hatást gyakoroltak a térség kultúrájára.
A római korban Moson térsége stratégiai jelentőségű volt, hiszen a dunai Limes védelmi vonalának részeként fontos katonai és kereskedelmi pontokat alakítottak ki. A rómaiak által alapított települések közül a mai Mosonmagyaróvár környéke volt kiemelt, ahol erődítmények és központi létesítmények működtek. A Római Birodalom bukása után a térséget különféle népcsoportok, például germánok, avarok és frankok népesítették be. A 9-10. században a magyar honfoglalás során a terület a magyar államalapítás egyik fontos bázisává vált. A középkorban a vármegye közigazgatási egységként szerveződött meg, az első ispánok már a 11. században megjelentek, és a terület jelentős szerepet töltött be a Dunántúl védelmében és irányításában.

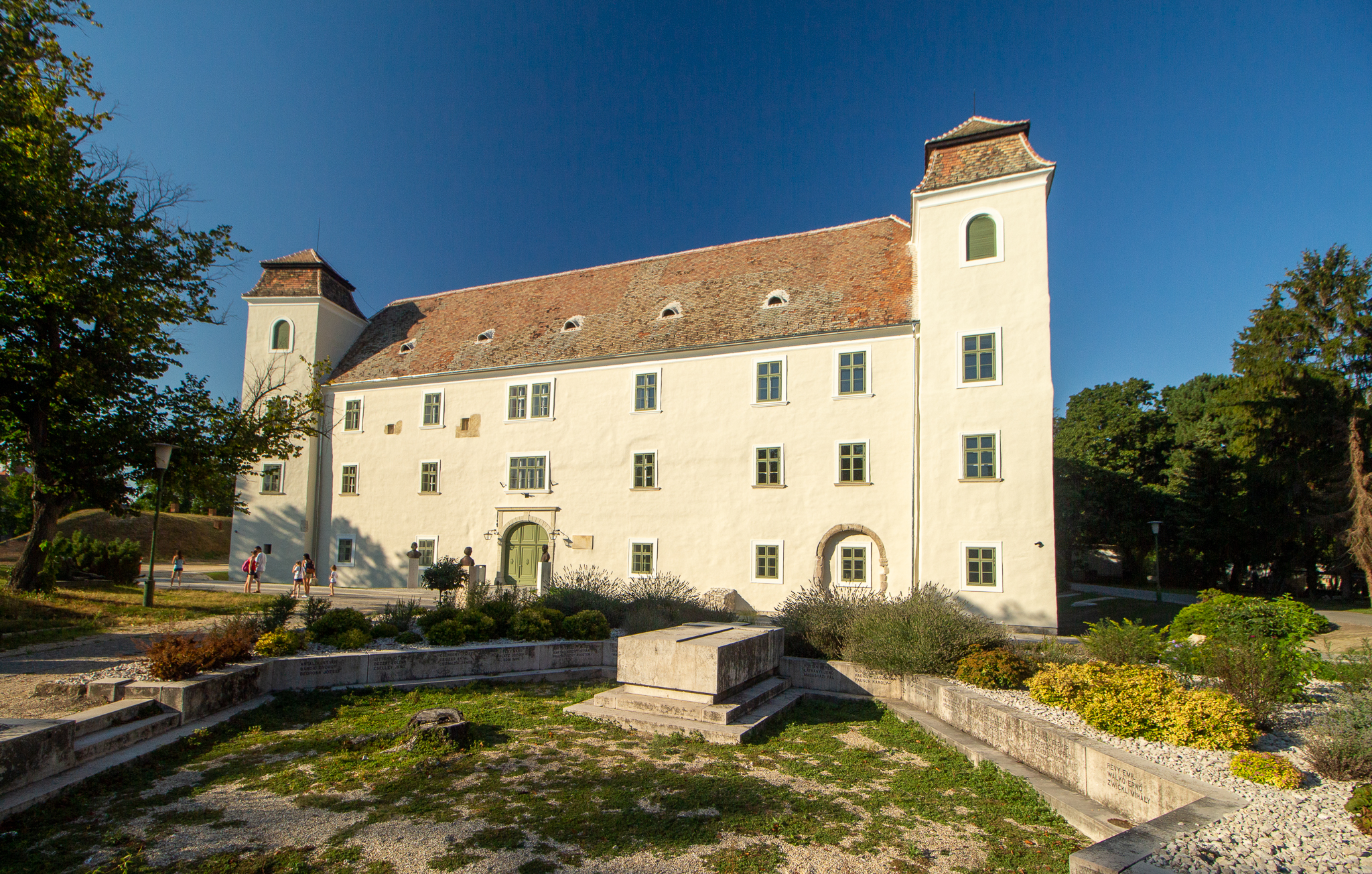
Magyaróvár középkori vára

Moson vármegye a középkorban gazdasági és katonai központként fejlődött. A megye székhelye kezdetben Moson vára volt, amely a királyi hatalom helytartóinak székhelyeként szolgált. Később a székhely áthelyeződött Magyaróvárra, amely fokozatosan a megye legfontosabb településévé vált. A megye nemesi közgyűlései fontos szerepet játszottak a helyi közigazgatásban, bíráskodásban és adóztatásban. A 16. és 17. század során Moson vármegye a Habsburgok oszmánellenes védelmi rendszerének fontos része lett. Bár a közvetlen török hódoltság nem érintette a területet, a környező vidékekre kiterjedő hadjáratok és a védelem megszervezése jelentős katonai és gazdasági terhet rótt a lakosságra. A megye területén erődítmények, katonai létesítmények épültek, amelyek segítették a határ menti védelmet.
A 18. században és a reformkor idején Moson vármegye gazdasága fejlődésnek indult. A mezőgazdaság modernizálódott, ipari létesítmények (pl. cukorgyárak, malomipar) alakultak ki. A megye népessége nőtt, és a nemesi, polgári és paraszti társadalom rétegei között egyre élénkebb gazdasági és társadalmi kapcsolatok alakultak ki. Az I. világháború és a trianoni békeszerződés következtében Moson vármegye jelentős területi veszteségeket szenvedett, mivel a terület egy része Ausztriához és Csehszlovákiához került. A veszteségek miatt a megye közigazgatási szerkezete átalakult, és 1950-ben Győr-Moson és Sopron vármegyéket egyesítették, létrehozva a ma is ismert Győr-Moson-Sopron megyét.

### Sopron vármegye
A mai Sopron vármegye területe már az őskorban is lakott volt. A Fertő-tó és a környező síkságok, dombvidékek ideális környezetet biztosítottak a neolitikum, majd a bronzkor települései számára. A római korban Sopron, vagyis Scarbantia városa jelentős kereskedelmi és katonai központ volt, Pannonia tartományban. A római város gazdag infrastruktúrával, fürdőkkel, templomokkal és fórumokkal rendelkezett, amit a régészeti feltárások is igazolnak.

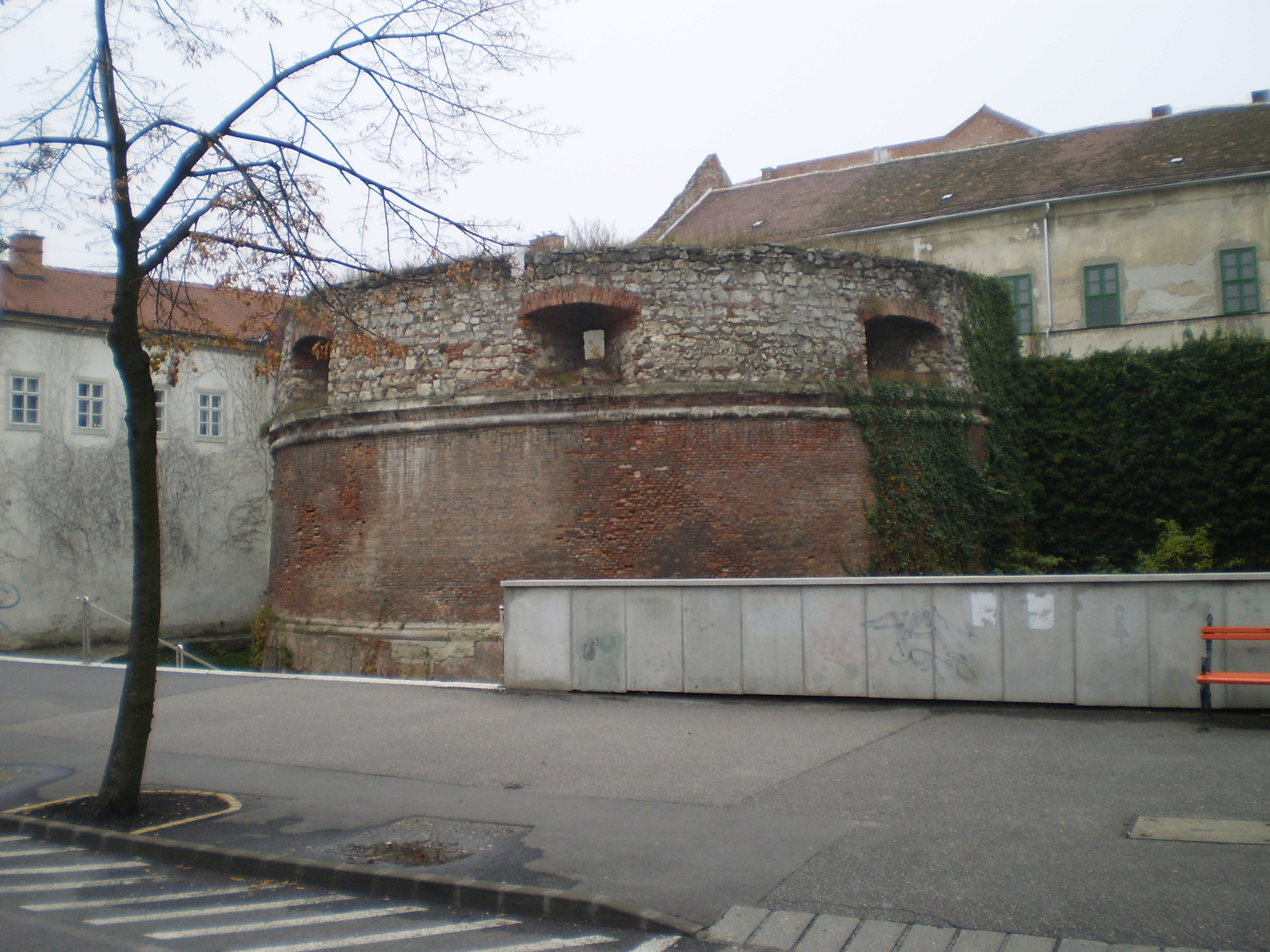
Scarbantia egykori rondellája

A Római Birodalom bukása után a területet különböző germán és avar törzsek, majd frankok is megszállták. A magyar honfoglalás idején a vidék fontos része volt az új államalapításnak. A 10-11. században a terület kezdett szervezett közigazgatási egységgé válni, amely végül Sopron vármegye néven vált ismertté. A középkorban Sopron vármegye és a város kiemelkedő szerepet töltött be a Dunántúl gazdasági és politikai életében. Sopron városát 1277-ben királyi szabad városi jogokkal ruházták fel, így az ország egyik legfontosabb kereskedelmi központjává vált. A vármegye területén több erődített vár és nemesi kastély épült, amelyek a határvédelemben játszottak szerepet.
A 16-17. században Sopron vármegye a Habsburg Birodalom határvidékén feküdt, így a török fenyegetés miatt fontos katonai szerepet kapott. Bár a terület közvetlenül nem esett török uralom alá, a folyamatos harci cselekmények és hadjáratok jelentős terhet róttak a lakosságra. A 18. században a térség mezőgazdasági és ipari fejlődésnek indult, megjelentek a nagyobb földbirtokosok, valamint új ipari létesítmények (pl. szeszgyárak, malmok). Sopron városa és a vármegye népessége folyamatosan növekedett, és jelentős nemzetiségi sokszínűség alakult ki (magyar, német, horvát közösségek).
A 19. században a vasút kiépítése és az iparosodás új lendületet adott a régiónak. Sopron városa gazdasági és kulturális központ maradt. Az I. világháború után, az 1921-es trianoni békeszerződés jelentős területi veszteségeket hozott Sopron vármegye számára. A Fertő-vidék nagy része Ausztriához került, és csak a népszavazás után maradt Sopron Magyarországhoz tartozó város. A trianoni békeszerződés után 1923-ban Győr, Moson és Pozsony vármegyék megmaradt részeit Győr, Moson és Pozsony k.e.e. (közigazgatásilag egyelőre egyesített) vármegye néven összevonták, ennek neve 1945–1950 között Győr-Moson volt.
Az 1950-es megyerendezéskor Győr-Moson és Sopron vármegye egyesült, Győr-Sopron megye néven. Sopron megyéből ugyanakkor a Csepregi járás déli részét (a járási székhely Csepreget, továbbá Bő, Bük, Chernelházadamonya, Horvátzsidány, Iklanberény, Kiszsidány, Lócs, Mesterháza, Nagygeresd, Nemesládony, Ólmod, Peresznye, Sajtoskál, Simaság, Tompaládony és Tormásliget településeket) Vas megyéhez csatolták. Ekkortól Győr-Sopron megye volt a megye neve 1990-ig, amikor átnevezték Győr-Moson-Sopron megyére.
További területi változást eredményezett 1990 után, hogy három hullámban összesen tizenegy, előzőleg Veszprém megyéhez tartozott község csatlakozott Győr-Moson-Sopron megye területéhez (Csikvánd, Gyarmat és Szerecseny 1992. január 1-jén, Bakonypéterd és Lázi 1999. június 30-án, továbbá Bakonygyirót, Bakonyszentlászló, Fenyőfő, Románd, Sikátor és Veszprémvarsány 2002. október 10-én). Ezek a Pápai kistérségből kerültek át a megye Pannonhalmai kistérségébe.

## Győr-Sopron megye közigazgatási beosztása 1950–1990 között

### Járások 1950–1983 között
Az 1950-es megyerendezés előtt Győr-Moson és Sopron vármegyéhez négy-négy járás tartozott (előbbihez a Mosonmagyaróvár székhelyű Magyaróvári, a Győrszentmárton székhelyű Pannonhalmi, a Tét székhelyű Sokoróaljai és a Győr székhelyű Tószigetcsilizközi járás, utóbbihoz a székhelyükről elnevezett Csepregi, Csornai, Kapuvári és Soproni járás). A megyerendezéskor a Csepregi járást felosztották Győr-Sopron és Vas megye öt járása között, így az újonnan alakult Győr-Sopron megyében 1950. március 16-ától hét járás volt (Csornai, Kapuvári, Magyaróvári, Pannonhalmi, Sokoróaljai, Soproni és Tószigetcsilizközi).
Az 1950-es járásrendezés során, június 1-jén valamennyi járás elnevezését a székhelyéhez igazították, a Pannonhalmi járás pedig beolvadt a Győri járásba, ennek következtében a tanácsrendszer bevezetésekor Győr-Sopron megye hat járásra oszlott (Csornai, Győri, Kapuvári, Mosonmagyaróvári, Soproni és Téti).
Ezt követően 1983-ig a hatból két járás szűnt meg: a Téti (1954-ben) és a Kapuvári (1969-ben). A járások megszűnésekor, 1983 végén tehát a megyéhez négy járás tartozott (Csornai, Győri, Mosonmagyaróvári és Soproni).

### Városok 1950–1983 között
Az 1950-es megyerendezéskor Győr-Moson megyéhez egy megyei város tartozott, Mosonmagyaróvár. Ezen kívül a két megyeszékhely, Győr és Sopron törvényhatósági jogú város volt, így nem tartoztak a megyékhez, hanem külön közigazgatási egységeket alkottak. Mivel a törvényhatósági jogú városi jogállás 1950. június 15-én megszűnt, Győr és Sopron attól kezdve Győr-Sopron megyéhez tartozott.
1983-ig még két település szerzett városi rangot a megyében: Kapuvár (1969-ben) és Csorna (1971-ben), így 1983-ra a városok száma ötre nőtt.
A tanácsok megalakulásától 1954-ig Győr és Sopron közvetlenül a megyei tanács alá rendelt város volt, Mosonmagyaróvár pedig közvetlenül a járási tanács alá rendelt városként a Mosonmagyaróvári járáshoz tartozott. 1954 és 1971 között a megye valamennyi városának jogállása járási jogú város volt.
Győr 1971-ben, a harmadik tanácstörvény hatálybalépésével megyei város lett, ami azt jelentette, hogy a megyéhez tartozott, de bizonyos kérdésekben a többi városnál nagyobb önállóságot élvezett. A többi város rangja egyszerűen város lett.

### Városkörnyékek 1969‑1983 között
Kapuvár volt (Hatvan mellett) a városkörnyéki közigazgatás bevezetésének "kísérleti terepe" 1969-ben. A megszüntetett Kapuvári járás községeinek nagy részét a Csornai és a Soproni járásokhoz osztották be, négyet azonban az egyidejűleg várossá alakított Kapuvár tanácsa alá rendelték. Ez nem jelentette a községek városhoz csatolását, mivel a községekben tovább működtek a helyi tanácsok, az itt korábban megválasztott járási tanácstagok viszont Kapuvár városi tanácsának tagjaivá váltak, ennél fogva az tulajdonképpen a város és a községek közös tanácsává vált. Ez a modell az 1971-ben a részben az itt szerzett tapasztalatok alapján megalkotott harmadik tanácstörvény alapján megszűnt. A városkörnyéki igazgatás ettől kezdve csupán a hivatali szervezetek közötti kapcsolatot jelentette, a községek képviselete a városi tanácsi testületben megszűnt.
1971 és 1983 között Győr-Sopron megye városai közül további három körül alakult városkörnyék: a Mosonmagyaróvári és a Soproni 1977-ben, a Csornai pedig 1981-ben. Ezek mindegyike csak a városhoz legszorosabban kapcsolódó községeket foglalta magába és mindhárom város járási székhely maradt 1983 végéig.

### Városok és városkörnyékek 1984‑1990 között
1984. január 1-jén valamennyi járás megszűnt az országban. Bár a reform előkészítése során felmerült, hogy egyes egykori járási székhelyeket (Pannonhalma, Tét) városi jogú nagyközséggé nyilvánítsanak, erre végül nem került sor. A megyében a megszűnő járások községeit az addigi járásszékhelyek városkörnyékeihez csatolták, illetve a Csornai járás egyes községeit a Kapuvári városkörnyékhez. Miközben az országban 1984–1990 között a városok száma másfélszeresére nőtt, itt 1990-ig nem került sor újabb várossá nyilvánításra, így Győr-Sopron (Baranya mellett) 1990-re az ország legkevesebb, csupán öt várossal rendelkező megyéje lett.
Jegyzők: A Győr-Moson-Sopron Megye jegyzőinek almanachja bemutatja a 2000. évben dolgozó közigazgatási kart és a megye 176 települését.

## Önkormányzat és közigazgatás

### Vármegyei közgyűlés
A vármegye önkormányzatának legfőbb döntéshozó testülete. Tagjai a választópolgárok által ötévente, az önkormányzati választásokon megválasztott képviselők. A közgyűlés feladatai közé tartozik a megyei fejlesztési tervek, közlekedési, területrendezési és gazdaságfejlesztési programok kidolgozása és elfogadása, valamint az európai uniós források felhasználásának koordinálása. Mivel a vármegyei önkormányzatok nem tartoznak közvetlenül az oktatási, egészségügyi vagy szociális intézmények fenntartásához, inkább stratégiai, területfejlesztési szerepük van. A közgyűlést az elnök vezeti, aki a testület tagjai közül kerül megválasztásra.
A 2019-es magyarországi önkormányzati választáson megválasztott Győr-Moson-Sopron megye közgyűlés 21 képviselőből áll, az alábbi pártösszetétellel:
| Párt | Párt                  | Mandátum | 2019-2024 Megyei Közgyűlés | 2019-2024 Megyei Közgyűlés | 2019-2024 Megyei Közgyűlés | 2019-2024 Megyei Közgyűlés | 2019-2024 Megyei Közgyűlés | 2019-2024 Megyei Közgyűlés | 2019-2024 Megyei Közgyűlés | 2019-2024 Megyei Közgyűlés | 2019-2024 Megyei Közgyűlés | 2019-2024 Megyei Közgyűlés | 2019-2024 Megyei Közgyűlés | 2019-2024 Megyei Közgyűlés | 2019-2024 Megyei Közgyűlés | 2019-2024 Megyei Közgyűlés | 2019-2024 Megyei Közgyűlés |
| ---- | --------------------- | -------- | -------------------------- | -------------------------- | -------------------------- | -------------------------- | -------------------------- | -------------------------- | -------------------------- | -------------------------- | -------------------------- | -------------------------- | -------------------------- | -------------------------- | -------------------------- | -------------------------- | -------------------------- |
|      | Fidesz-KDNP           | 15       |                            |                            |                            |                            |                            |                            |                            |                            |                            |                            |                            |                            |                            |                            |                            |
|      | Momentum Mozgalom     | 2        |                            |                            |                            |                            |                            |                            |                            |                            |                            |                            |                            |                            |                            |                            |                            |
|      | Demokratikus Koalíció | 2        |                            |                            |                            |                            |                            |                            |                            |                            |                            |                            |                            |                            |                            |                            |                            |
|      | Jobbik                | 2        |                            |                            |                            |                            |                            |                            |                            |                            |                            |                            |                            |                            |                            |                            |                            |

A 2024-es magyarországi önkormányzati választáson megválasztott Győr-Moson-Sopron vármegyei közgyűlés 22 képviselőből áll, az alábbi pártösszetétellel:
| Párt | Párt                  | Mandátum | Jelenlegi Vármegyei Közgyűlés | Jelenlegi Vármegyei Közgyűlés | Jelenlegi Vármegyei Közgyűlés | Jelenlegi Vármegyei Közgyűlés | Jelenlegi Vármegyei Közgyűlés | Jelenlegi Vármegyei Közgyűlés | Jelenlegi Vármegyei Közgyűlés | Jelenlegi Vármegyei Közgyűlés | Jelenlegi Vármegyei Közgyűlés | Jelenlegi Vármegyei Közgyűlés | Jelenlegi Vármegyei Közgyűlés | Jelenlegi Vármegyei Közgyűlés | Jelenlegi Vármegyei Közgyűlés |
| ---- | --------------------- | -------- | ----------------------------- | ----------------------------- | ----------------------------- | ----------------------------- | ----------------------------- | ----------------------------- | ----------------------------- | ----------------------------- | ----------------------------- | ----------------------------- | ----------------------------- | ----------------------------- | ----------------------------- |
|      | Fidesz-KDNP           | 13       |                               |                               |                               |                               |                               |                               |                               |                               |                               |                               |                               |                               |                               |
|      | Mi Hazánk Mozgalom    | 4        |                               |                               |                               |                               |                               |                               |                               |                               |                               |                               |                               |                               |                               |
|      | Momentum Mozgalom     | 3        |                               |                               |                               |                               |                               |                               |                               |                               |                               |                               |                               |                               |                               |
|      | Demokratikus Koalíció | 2        |                               |                               |                               |                               |                               |                               |                               |                               |                               |                               |                               |                               |                               |

### A Vármegyei Közgyűlés elnökei
A vármegyei közgyűlés elnöke a megyei önkormányzat vezetője, aki felelős a közgyűlés munkájának irányításáért és a döntéshozatalban való részvételért. Az elnök szerepe kulcsfontosságú a helyi közigazgatásban, mivel ő képviseli a vármegyét és összehangolja a megyei önkormányzati feladatok ellátását.
Feladatai közé tartozik a közgyűlés üléseinek összehívása és levezetése, valamint az önkormányzati döntések végrehajtásának felügyelete. Az elnök kapcsolatot tart az országos és helyi szervekkel, valamint a települési önkormányzatokkal, és biztosítja a megye érdekeinek képviseletét az országos döntéshozatalban. Emellett részt vesz a fejlesztési tervek kialakításában, és irányítja azokat a programokat, amelyek a megye gazdasági és társadalmi fejlődését szolgálják.
Az elnököt általában a közgyűlés tagjai választják meg, és munkáját a közgyűlés által választott alelnökök segítik.
| Elnök | Elnök                       | Elnöki ciklus |
| ----- | --------------------------- | ------------- |
|       | Németh Zoltán (Fidesz-KDNP) | 2014–         |

### Járások
Győr-Moson-Sopron megye járásainak főbb adatai a 2013. július 15-ei közigazgatási beosztás szerint az alábbiak voltak:
| Sorszám | Járás neve             | Székhely        | Település | Ebből város | Népesség (2013. január 1.) | Terület (km²) | Népsűrűség (fő/km²) |
| ------- | ---------------------- | --------------- | --------- | ----------- | -------------------------- | ------------- | ------------------- |
| 1       | Csornai járás          | Csorna          | 33        | 1           | 32 882                     | 579,76        | 57                  |
| 2       | Győri járás            | Győr            | 35        | 1           | 189 857                    | 903,4         | 210                 |
| 3       | Kapuvári járás         | Kapuvár         | 19        | 2           | 23 705                     | 372,14        | 64                  |
| 4       | Mosonmagyaróvári járás | Mosonmagyaróvár | 26        | 3           | 72 532                     | 899,95        | 81                  |
| 5       | Pannonhalmi járás      | Pannonhalma     | 17        | 1           | 15 522                     | 312,34        | 50                  |
| 6       | Soproni járás          | Sopron          | 39        | 3           | 99 271                     | 867,71        | 114                 |
| 7       | Téti járás             | Tét             | 14        | 1           | 14 543                     | 272,64        | 53                  |

Ez a beosztás változatlan maradt a 2023. január 1-jével életbe lépett (megye helyett vármegyévé történő) átnevezés után is.

### Győr-Moson-Sopron Vármegyei Önkormányzat
A megyei önkormányzat területi önkormányzat, jogi személy, melynek feladatait és hatáskörét a közgyűlés látja el. A megyei önkormányzat képviselő-testülete a közgyűlés.  A megyei testületek és tisztségviselők munkáját megyei önkormányzati hivatal segíti, melynek feladata a döntések szakmai előkészítése, valamint a döntések végrehajtásának szervezése és ellenőrzése.

| Tag: | Tag:              | Jelölő szervezet: | Tisztsége                                                                                |
| ---- | ----------------- | ----------------- | ---------------------------------------------------------------------------------------- |
| 1.   | Németh Zoltán     | Fidesz-KDNP       | A közgyűlés elnöke                                                                       |
| 2.   | Ivanics Ferenc    | Fidesz-KDNP       | A közgyűlés alelnöke                                                                     |
| 3.   | Dr. Pető Péter    | Fidesz-KDNP       | A közgyűlés alelnöke                                                                     |
| 4.   | Csorba Dezső      | Fidesz-KDNP       | Képviselő, Összeférhetetlenségi és Vagyonnyilatkozat-tételt Ellenőrzõ Bizottság – tag.   |
| 5.   | Dr. Gulyás Zoltán | Fidesz-KDNP       | Képviselő, Összeférhetetlenségi és Vagyonnyilatkozat-tételt Ellenőrzõ Bizottság – elnök. |
| 6.   | Hámori György     | Fidesz-KDNP       | Képviselő, Területfejlesztési és Nemzetiségi Bizottság – elnök.                          |
| 7.   | Horváth Tibor     | Fidesz-KDNP       | Képviselő, Területfejlesztési és Nemzetiségi Bizottság – tag.                            |
| 8.   | Major András      | Fidesz-KDNP       |                                                                                          |
| 9.   | Mák Ferenc        | Fidesz-KDNP       | Képviselő, Összeférhetetlenségi és Vagyonnyilatkozat-tételt Ellenőrző Bizottság – tag.   |
| 10.  | Mecséri Szabolcs  | Fidesz-KDNP       | Képviselő, Pénzügyi és Ügyrendi Bizottság – tag.                                         |
| 11.  | Méri Attila       | Fidesz-KDNP       | Képviselő, Közbeszerzési Bizottság – elnök.                                              |
| 12.  | Molnár Rita       | Fidesz-KDNP       | Képviselő, Pénzügyi és Ügyrendi Bizottság – elnök.                                       |
| 13.  | Szabó Dávid       | Fidesz-KDNP       |                                                                                          |
| 14.  | Szalay Imre       | Fidesz-KDNP       |                                                                                          |
| 15.  | Valiczkó Mihály   | Fidesz-KDNP       | Képviselő, Pénzügyi és Ügyrendi Bizottság – tag, Közbeszerzési Bizottság – tag.          |
| 16.  | Jávor Miklós      | Független         | Képviselő, Összeférhetetlenségi és Vagyonnyilatkozat-tételt Ellenőrző Bizottság – tag.   |
| 17.  | Király Patrik     | Jobbik            | Képviselő, Pénzügyi és Ügyrendi Bizottság – tag.                                         |
| 18.  | Ábrahám Tivadar   | DK                | Képviselő, Pénzügyi és Ügyrendi Bizottság – tag.                                         |
| 19.  | Szabó Zoltán      | DK                | Képviselő, Területfejlesztési és Nemzetiségi Bizottság – tag.                            |
| 20.  | Füzi Tamás        | Momentum          | Képviselő, Területfejlesztési és Nemzetiségi Bizottság – tag.                            |
| 21.  | Dr. Kosztyi János | Momentum          | Képviselő, Összeférhetetlenségi és Vagyonnyilatkozat-tételt Ellenőrző Bizottság – tag.   |

### Országgyűlési képviselők
Magyarországon az országgyűlési választások során az ország területét egyéni választókerületekre osztják, és mindegyik kerületnek egy képviselője van a parlamentben, akit közvetlenül választanak. Az egyéni választókerületek országgyűlési képviselői tehát azok a politikusok, akik egy-egy adott földrajzi terület választópolgárait képviselik az Országgyűlésben.
Az egyéni választókerületek képviselői általában valamelyik párt jelöltjei, de független képviselők is indulhatnak a választáson. A választókerületek képviselői meghatározó szereplők, mivel közvetlen kapcsolatban állnak választóikkal, és elsősorban az adott terület helyi érdekeit képviselik az országos politikai döntéshozatalban.
| Választókerület                                                         | Székhely        | Képviselő           | Párt | Párt        |
| ----------------------------------------------------------------------- | --------------- | ------------------- | ---- | ----------- |
| Győr-Moson-Sopron vármegyei 1. sz. országgyűlési egyéni választókerület | Győr            | Simon Róbert Balázs |      | Fidesz–KDNP |
| Győr-Moson-Sopron vármegyei 2. sz. országgyűlési egyéni választókerület | Győr            | Kara Ákos           |      | Fidesz–KDNP |
| Győr-Moson-Sopron vármegyei 3. sz. országgyűlési egyéni választókerület | Csorna          | Gyopáros Alpár      |      | Fidesz–KDNP |
| Győr-Moson-Sopron vármegyei 4. sz. országgyűlési egyéni választókerület | Sopron          | Barcza Attila       |      | Fidesz–KDNP |
| Győr-Moson-Sopron vármegyei 5. sz. országgyűlési egyéni választókerület | Mosonmagyaróvár | Dr. Nagy István     |      | Fidesz–KDNP |

## Népesség

### Nemzetiségek
Győr-Moson-Sopron vármegye lakóinak nemzetiségi összetétele 2011-ben
Győr-Moson-Sopron vármegye lakosságának túlnyomó többsége magyar nemzetiségű, ugyanakkor a megye etnikai arculatát kisebb nemzetiségi közösségek is színesítik. A 2011-es népszámlálási adatok szerint a megye lakosságának 94%-a vallotta magát magyarnak, ami egyértelmű többséget jelent a térség etnikai összetételében.
A német nemzetiség a legnagyobb kisebbségi közösség, amely a lakosság 3,5%-át teszi ki. A német közösségek jelenléte Győr-Moson-Sopronban évszázados múltra tekint vissza, különösen a nyugat-magyarországi betelepítések révén alakultak ki. Kulturális örökségük és identitásuk ma is élő része a megye társadalmi szövetének.
A roma közösség aránya 1,4%, amely ugyan kisebb mértékű, mint az ország keleti megyéiben, de így is része a megye etnikai sokszínűségének, elsősorban egyes városi és vidéki településeken vannak jelen.
A fennmaradó 1,1% más kisebbségi csoportokhoz tartozik vagy nem pontosan meghatározható etnikai hátterű. Ez magában foglalhat például horvátokat, szlovákokat, ruszinokat vagy más kisebb közösségeket, akik különféle történelmi és gazdasági okokból telepedtek meg a térségben.
A nem nyilatkozók arányáról a jelen adatok nem tartalmaznak információt, de országos tendenciák alapján feltételezhető, hogy ez a csoport is hozzájárul a megye etnikai képének további árnyalásához.

### Vallás
Győr-Moson-Sopron vármegye lakóinak vallási összetétele 2022-ben
A 2022-es népszámlálási adatok alapján Győr-Moson-Sopron vármegyében a vallási sokszínűség jelen van, azonban a keresztény felekezetek dominanciája itt is egyértelműen kirajzolódik.
A legnagyobb vallási közösséget a római katolikusok alkotják, a megye lakosságának 66,5%-át. Ezen a görögkatolikusok aránya is számottevő (0,7%), különösen a keleti szertartású közösségek körében. A katolicizmus mély történelmi és társadalmi gyökerekkel bír a térségben, templomaik és egyházi intézményeik meghatározó szerepet játszanak a helyi közösségi életben.
A protestáns felekezetek közül az evangélikusok jelenléte a legmarkánsabb: a lakosság 6,6%-a tartozik ehhez az egyházhoz, főként a német ajkú lakosság történelmi örökségének köszönhetően. A református közösség szintén jelentős, a megye lakosságának 5,8%-át képviseli, elsősorban a városiasabb és északi területeken találhatók közösségeik.
Egyéb keresztény felekezetekhez a lakosság 3,3%-a tartozik, amely magában foglalja például a baptistákat, pünkösdistákat és más kisebb keresztény irányzatokat. Egyéb vallások képviselőinek aránya 0,3%, ami a megye vallási sokszínűségének további rétegét adja.
A nem vallásos közösségek a megye népességének 16,8%-át alkotják, ami jelzi a modernizáció és szekularizáció hatását, különösen a városias környezetekben.

A népszámlálási adatok alapján sokan nem nyilatkoztak vallási hovatartozásukról, ami tovább árnyalja Győr-Moson-Sopron vármegye vallási és kulturális képét, azonban a pontos számuk itt nem ismert.

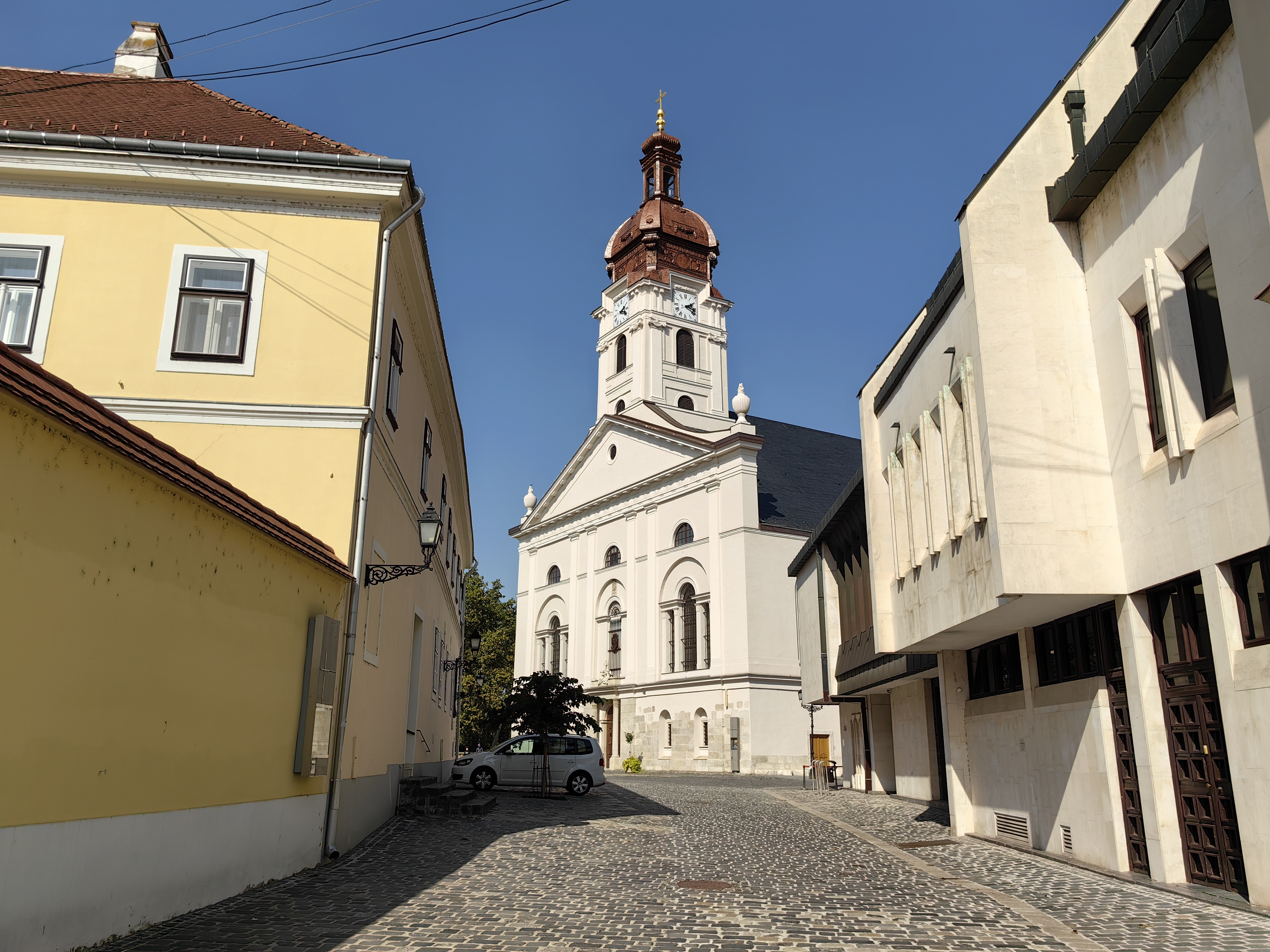
A győri székesegyház
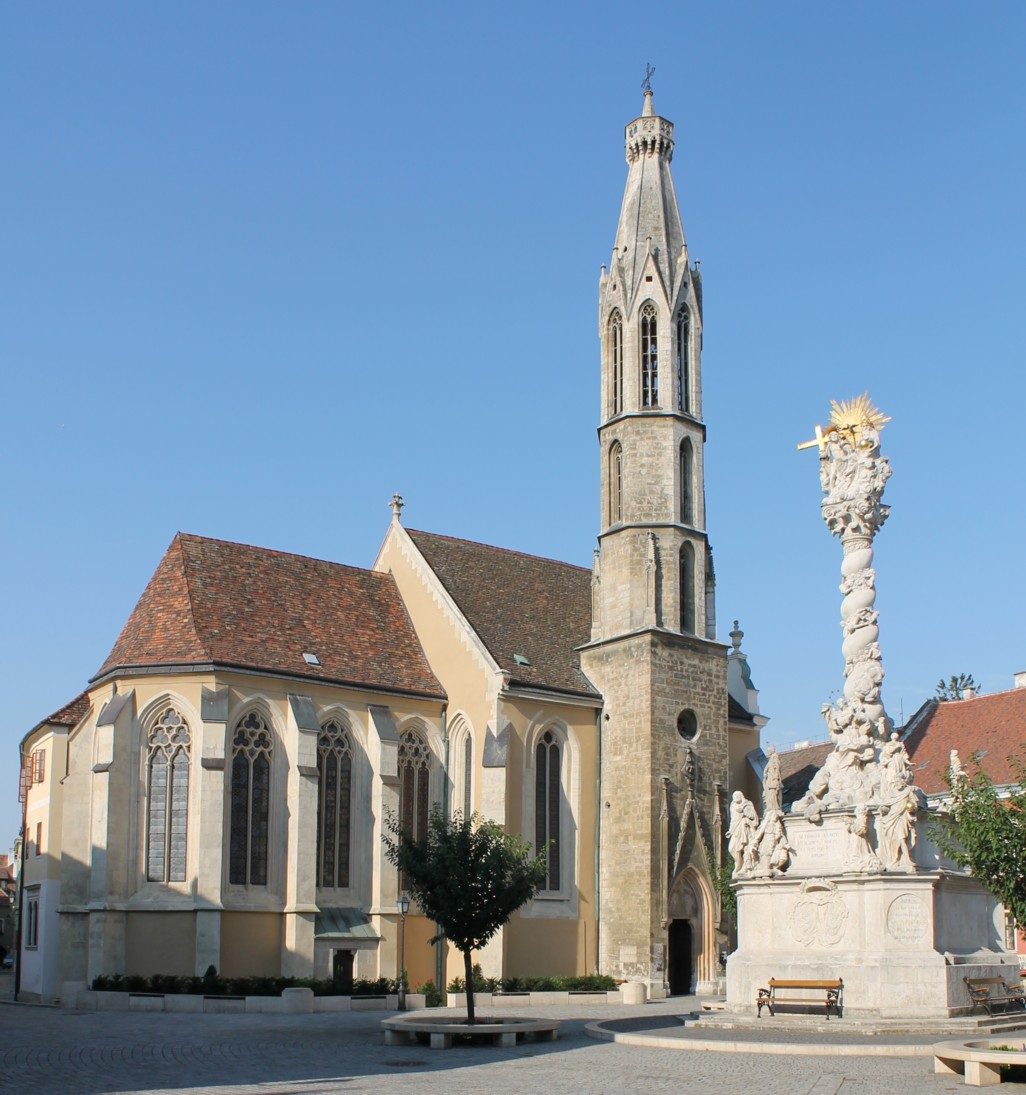
A soproni Kecske-templom
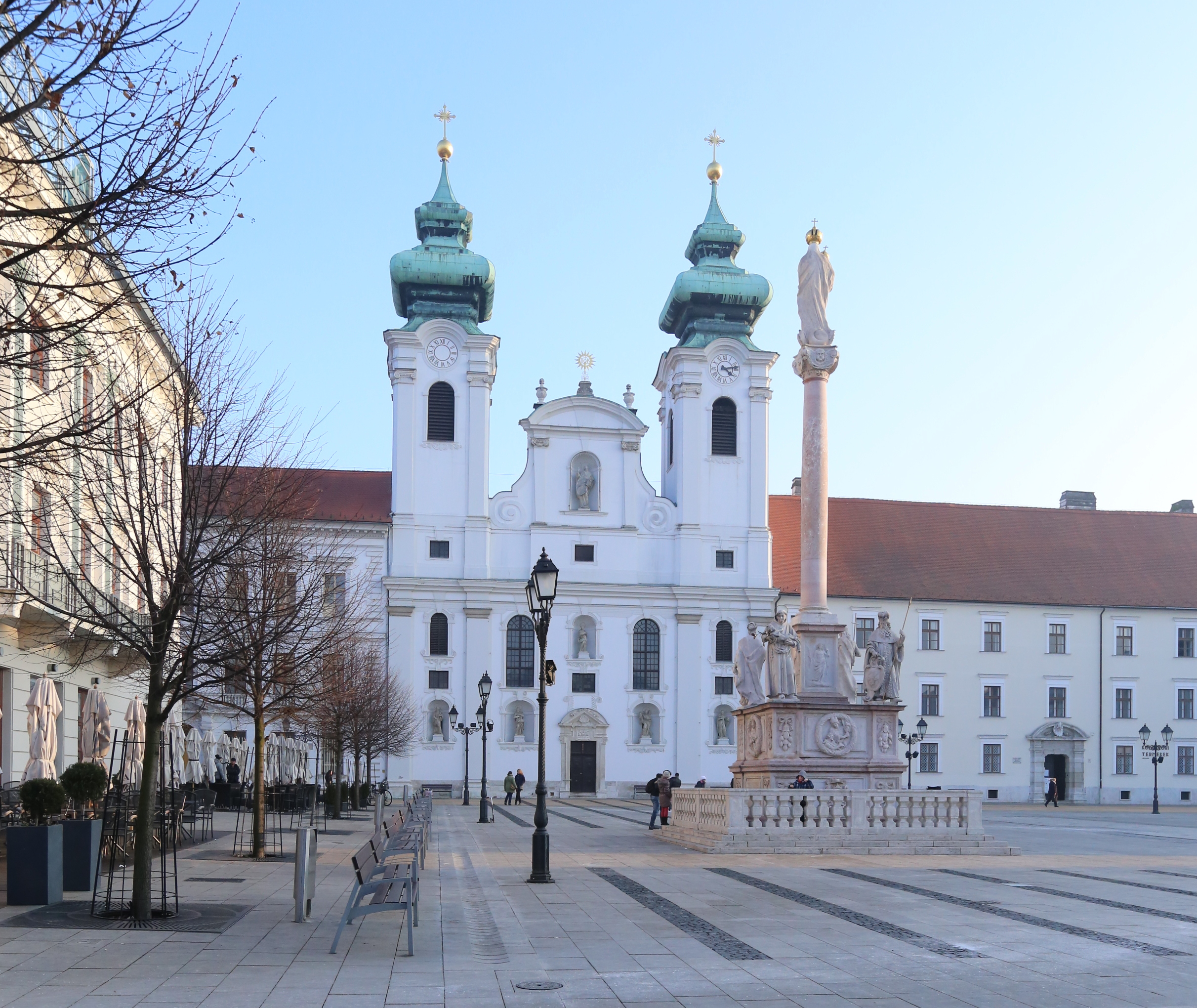
A győri Loyolai Szent Ignác bencés templom
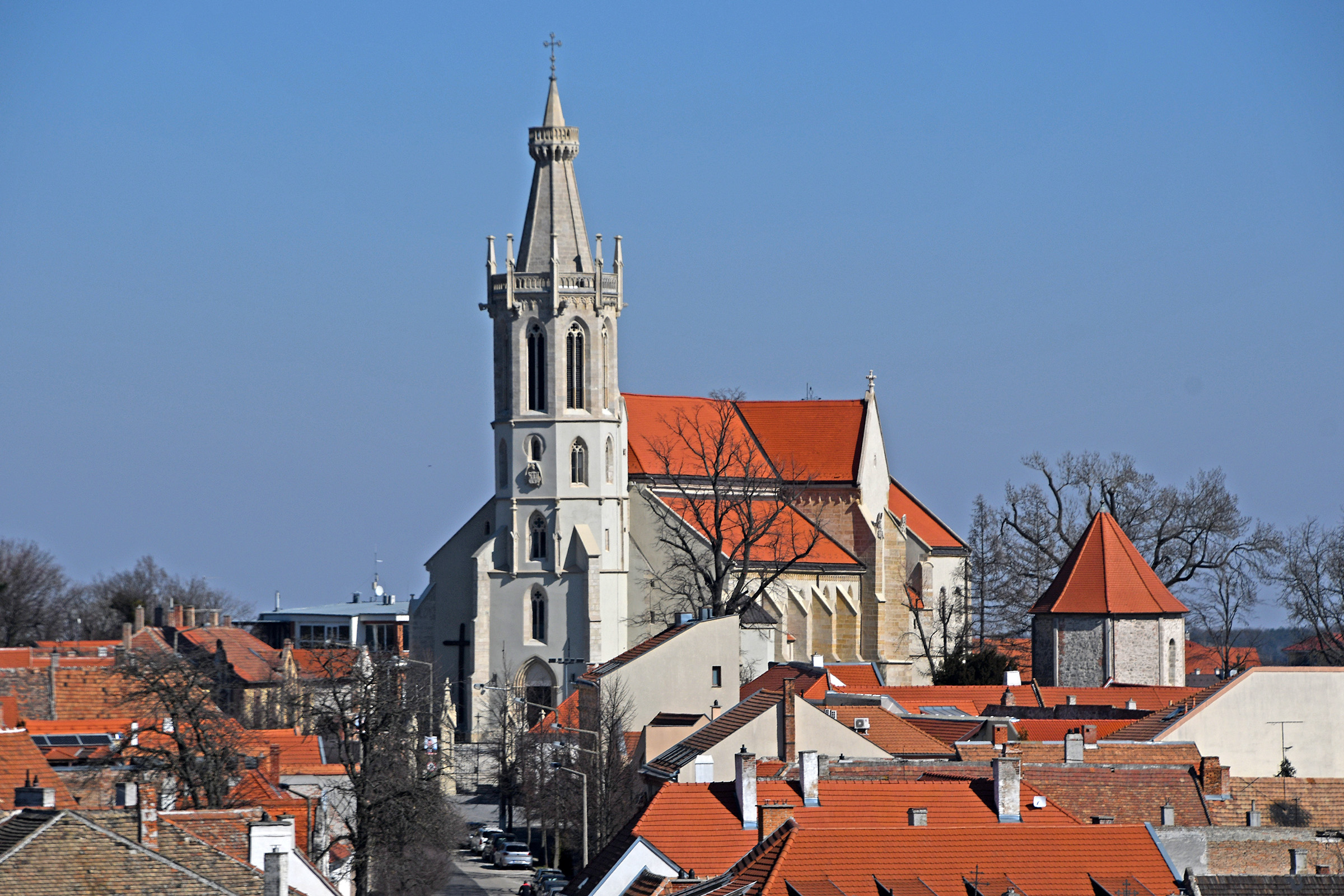
A soproni Szent Mihály-templom
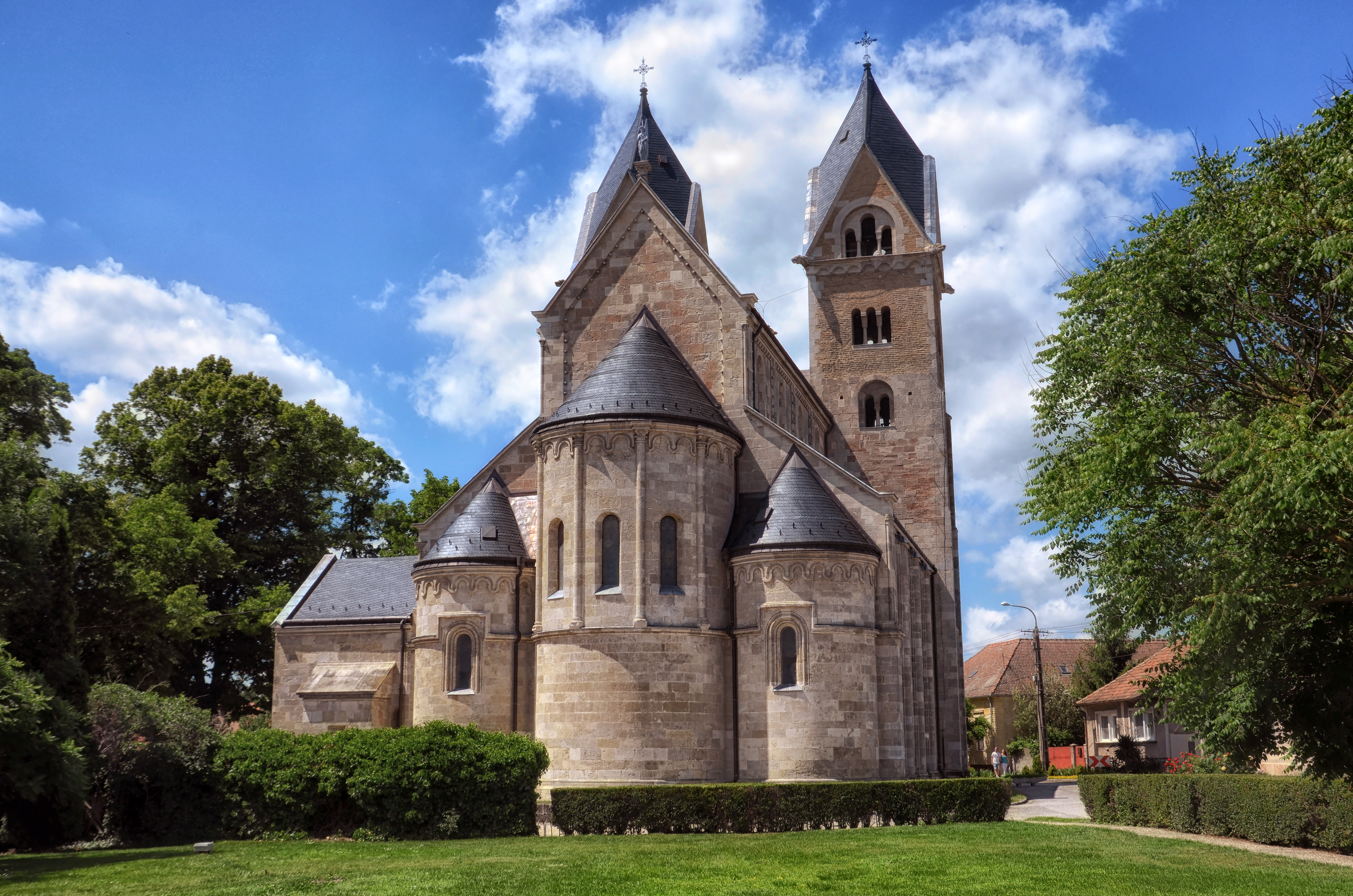
A lébényi Szent Jakab-plébániatemplom

## Gazdaság
Az ország harmadik legfejlettebb régiója, az ipari teljesítmény részesedésének aránya: 2000-ben 5,5 %-kal, 2022-ben 5,1%-kal járult hozzá az ország éves GDP-jéhez.
Legnagyobb nyereségű cégei a 2006-os adózott eredmény szerint (zárójelben az országos toplistán elfoglalt helyezés):
1. Audi Hungária Motor Kft. (3),
2. Észak-dunántúli Áramszolgáltató Zrt. ( 60),
3. Rába Futómű Kft. (70).

Mezőgazdaságában a táj kedvező adottságai, fekvése és klímája következtében jelentős a szőlő- és bortermelés. Már a pannonhalmi apátság alapítólevelében is szó esik a szőlőtermelésről, ami megélhetést jelentett a szerzetesek számára.

### Mezőgazdaság
Győr‑Moson‑Sopron területének jelentős része mezőgazdasági művelés alatt áll. A megye kedvező termőhelyi adottságokkal rendelkezik: a szántóterületek közel 20 %-a kiváló minőségű, különösen Mosonmagyaróvár és Győr térségében. A földművelés fő elemei a búza, kukorica, árpa, repce és napraforgó termesztése. A megye területének kb. 54 %-a szántó, az erdők aránya pedig hozzávetőlegesen 19 %, ami nagyjából megfelel az országos átlagnak.
A primér növénytermesztés dominál a megye mezőgazdaságában: az elsődleges kultúrák a búza és kukorica, de jelentős a repce-, árpa- és napraforgó‑termelés is. A repce kitűnik: a megye repcetermése és betakarított területe az országosan is kiemelkedő kategóriába tartozik. A szántóföldi növénytermesztést professzionális technológiák támogatják, jelentős a vegyszeres növényvédelmi tevékenység – például az árpában és kalászosokban gyomirtó és rovarölő szereket széles körben alkalmaznak.
A megye hagyományosan borkultúráiról is ismert: a Soproni és a Pannonhalma–Sokoróalja borvidék komoly szereplője nemzeti szinten. A szőlőültetvények ugyan csak az országos terület körülbelül 2,8 %-át teszik ki, minőségi jelentőségük kifogástalan.
Az állattenyésztés szintén fontos része a helyi agráriumnak. A legnagyobb létszámban tartott állatok a szarvasmarha és a sertés; 2015-ben például a megye adta az ország teljes szarvasmarhállománya 7,2 %-át és a sertésállomány 5,3 %-át. Kiemelkedő továbbá a pulykatenyésztés: a megye baromfiállománya – főként pulykában – az ország ötödét adta 2015 decemberében.
A mezőgazdaság GDP‑hez való hozzájárulása dinamikusan változik: 1995-ben még a megye GDP‑jének 8,7 %-át adta, 2000‑re ez 4,1 %-ra, majd 2009‑re 3,6 %-ra csökkent. Országos relációban 2014-ben a megye mezőgazdasági hozzáadott értéke a GDP körülbelül 4,4 %-át tette ki ksh.hu. Bár az ipar továbbra is dominál (pl. feldolgozóipar, energiaipar), a mezőgazdaság stabil alappillérként szolgál a termelési szerkezetben.
A megye agráriuma jelentős munkaerő‑szükséglettel bír. A Nemzeti Agrárgazdasági Kamara tanulmányai szerint a helyi élelmiszergazdaság stabil munkaerő‑igényt mutat, és az agrárszakképzés is jelen van, felfutó tendenciával.
A megye területfejlesztési dokumentumai hangsúlyozzák a mezőgazdasági előrelépés fontosságát: támogatják a fenntartható és precíziós mezőgazdálkodást, a földút-hálózat fejlesztését, valamint a hal- és vadgazdálkodás integrációját. Ezek az intézkedések hozzájárulnak a korszerű agrárgazdaság kihívásokkal szembeni stabilitásához.

### Ipar
A vármegye gazdasági struktúráját az ipar uralja. 2013-ban a foglalkoztatottak 42%-a dolgozott az iparban, ebből 17% a járműiparban, ami az országos átlagnál lényegesen magasabb arányt jelent. Az ipari keresetek is átlag felettiek: az iparban dolgozók bruttó átlagkeresete 2013-ban kb. 284 000 Ft volt, míg a megyei átlag 235 000 Ft.

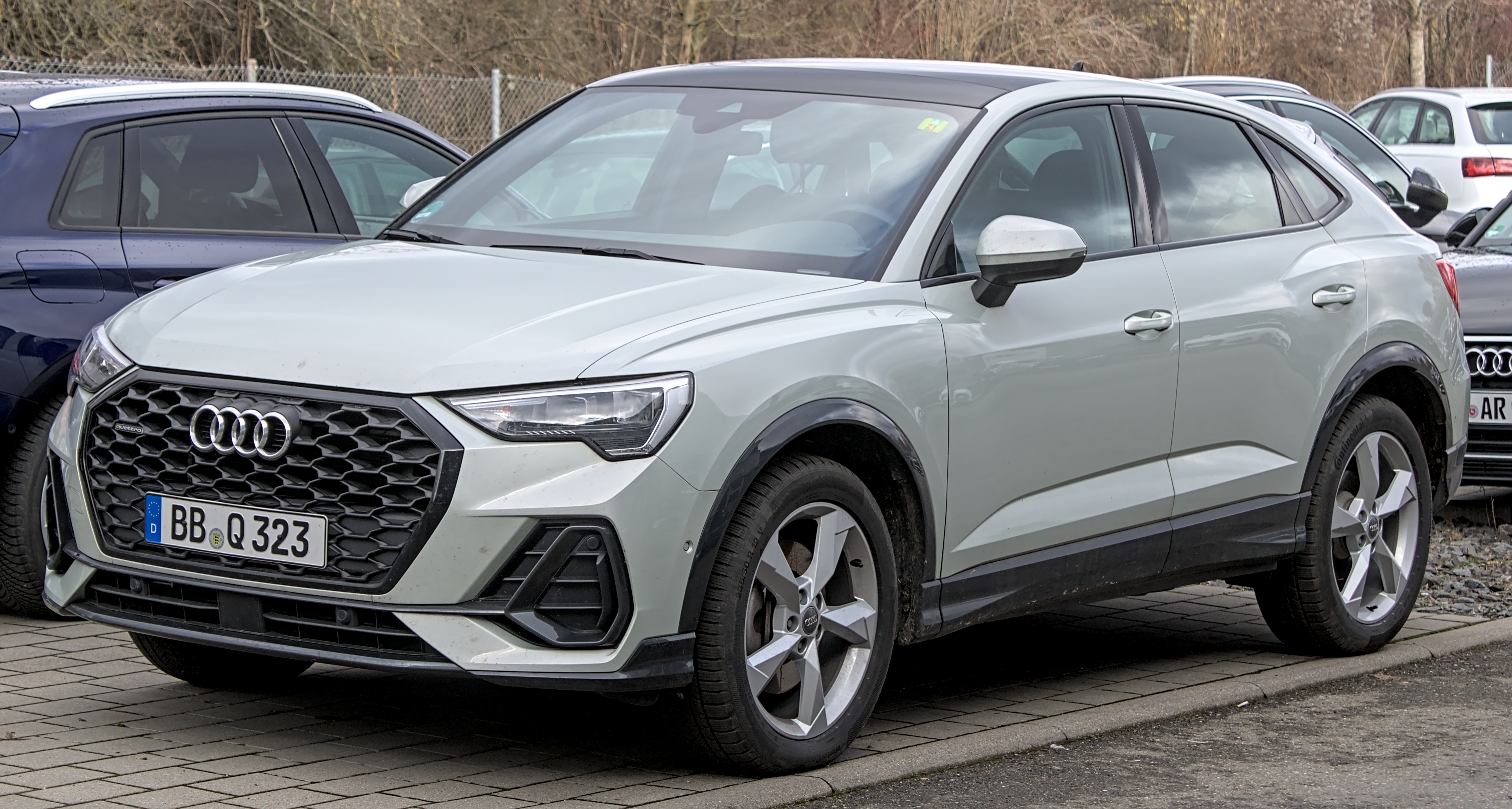
A Győrben összeszerelt Audi Q3 Sportback - amelyet teljes egészében helyben gyártanak, akárcsak korábban az ikonikus Audi TT-t, a karosszériától a fényezésen át az összeszerelésig

A megye ipari gépezetének szíve Győr: itt működik az Audi Hungaria Zrt. – Európa egyik legnagyobb motorgyára, ahol évente több mint 1,5 millió erőátviteli egység és közel 180 000 autó készül (Audi Q3 és változatai), a 2024-es évben bruttó 8,6 milliárd eurós árbevétellel és több mint 11 400 foglalkoztatottal. A gyártás a jövőbe mutat: elektromos motorok (PPE platform) előállítása is folyamatban van.
A Győri Nemzetközi Ipari Park és több kisebb ipari övezet bázist biztosít multinacionális és hazai cégek számára, különösen az autóiparhoz kapcsolódva. A megye gépipara az észak-dunántúli régió egyik legdinamikusabbja: az egy főre jutó ipari termelés értéke 48–64 millió Ft között volt, az exportarány pedig elérte a 83–87%-ot.
Győrben számos jelentős vállalat működik: például a Nemak alumíniumöntöde, a Rába futóműgyártó, SMR Automotive, Dana Hungary, Velux és még a Märklin is jelen van – ez utóbbi modellvasút-gyártással. Sopronban pedig innovációs és ipari parkok működnek, elősegítve a technológiai és logisztikai fejlődést. Az ipari igények mellett a megye energiatermelésben is jelentős szerepet tölt be: Gönyűn egy 433 MW-os gázturbinás kombinált ciklusú erőmű szolgálja az országos hálózatot, Mosonszolnokon pedig egy 24 MW-os szélerőmű üzemel.

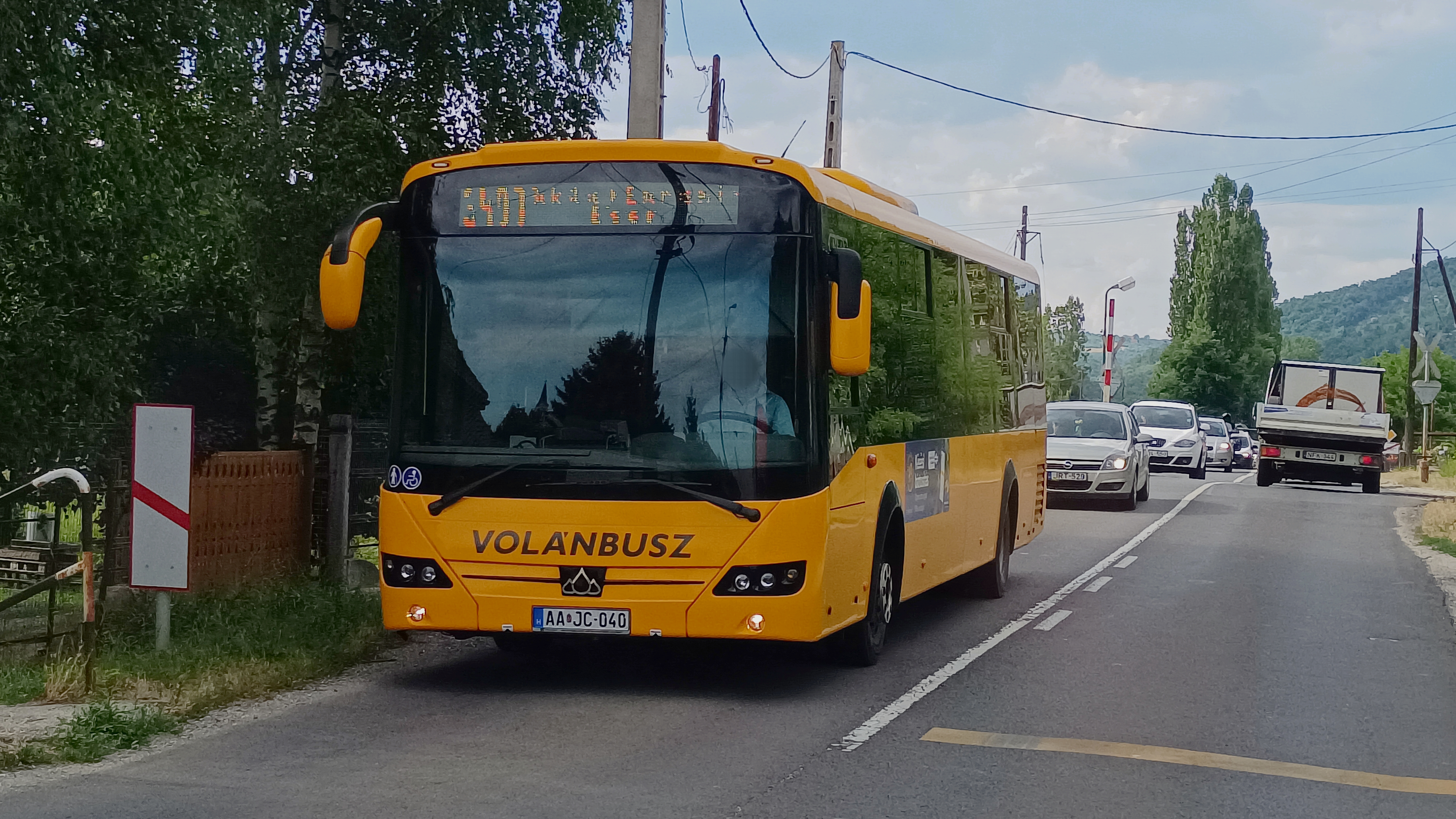
A 2011-ben bemutatott Credo Econell 12

A győri Credobus – hivatalos nevén Kravtex‑Kühne Csoport – autóbuszgyára 1999 óta működik Győrben és Mosonmagyaróváron, évente akár több száz buszt gyártva több mint 500 alkalmazottal a kelet-közép-európai régió egyik legnagyobb autóbuszüzemeként üzemelve. A Credobus termékek hazánkban piacvezetők: a VOLÁNBUSZ flottájának közel felét a cég gyártja, és eddig több mint 3000 járművet adtak át.
A gyártás nem pusztán összeszerelés: a győri üzemben történik a végszerelés, de a karosszériák, önhordó vázszerkezetek és fémalkatrészek döntő hányadát a Kühne mosonmagyaróvári leányvállalata állítja elő, így a magyar beszállítói arány akár 70–75 % is lehet a járművek egyes modelljeinél. A legújabb fejlesztés, az Electronell 12 és 18 – köztük az ország első magyar csuklós elektromos busza – már 2024 óta Győrben is gyártásban van: ezekhez a fő vezérlőrendszereket, szoftvereket és vázszerkezeteket is belföldön fejlesztik és szerelik össze.

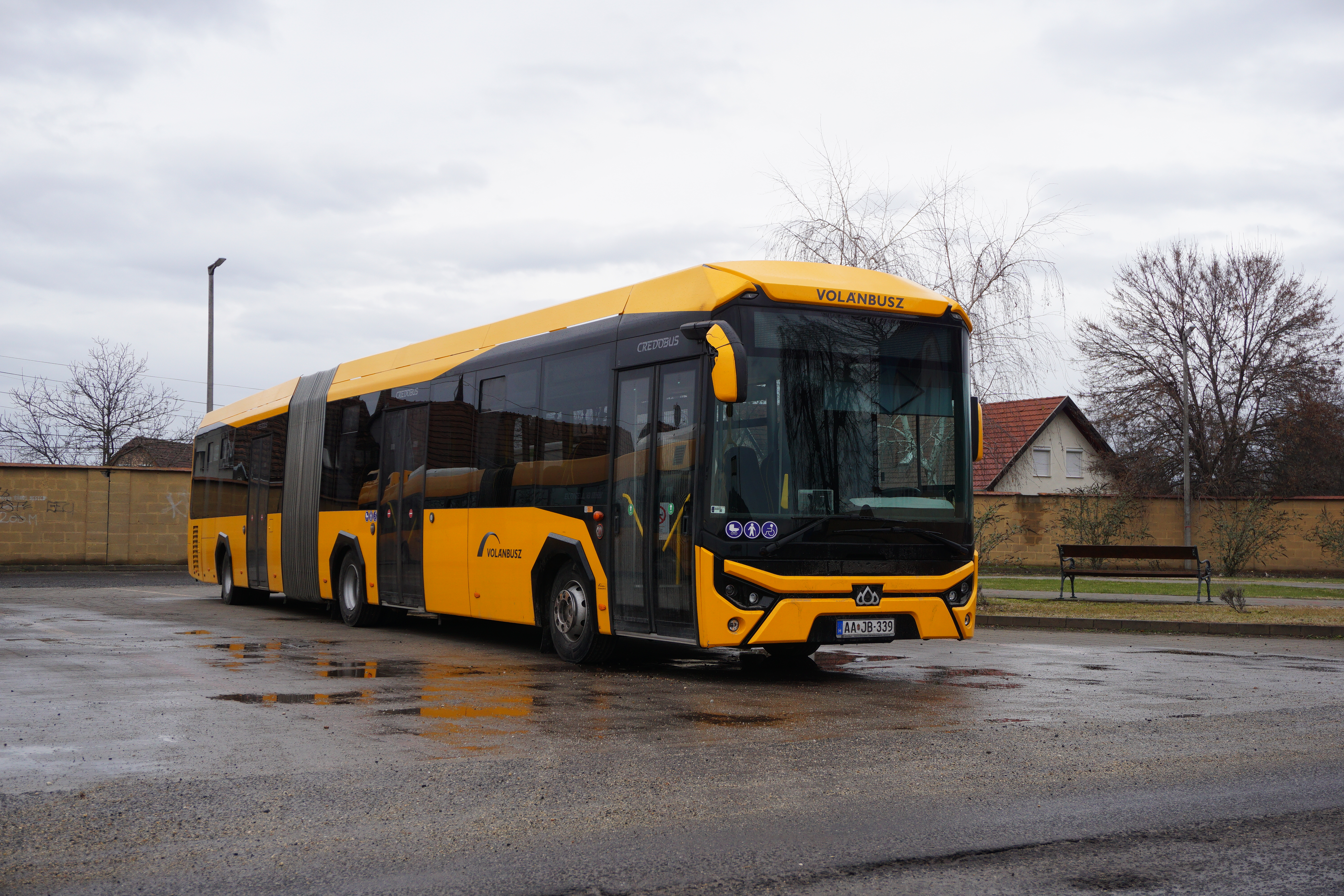
Illetve a 2021-ben bemutatott Credo Econell 18 Next

Az elmúlt években 33 telephely szerepelt ipari park cím alatt a megyében – ezek a tudatos fejlesztések jelentős munkahely-bővülést hoztak. Az osztrák‑szlovák közelség és az átjárható piac létrejötte tovább növelte a befektetési kedvet és versenyképességet.

## Nyelvjárás
Győr-Moson-Sopron vármegye Magyarország nyugati határán fekszik, és nyelvjárási szempontból különösen érdekes, mivel több nyelvjárási régió találkozási pontján helyezkedik el. A megye területén elsősorban két nagyobb nyelvjárási régió jelenik meg: a nyugat-dunántúli nyelvjárás, amely Sopron és környékén, valamint a közép-dunántúli–kisalföldi nyelvjárás, amely inkább Győr, Mosonmagyaróvár és a Szigetköz térségében jellemző. A nyelvjárások kialakulására jelentős hatással volt a térség történelme, soknemzetiségű lakossága (német, horvát, szlovák), valamint az osztrák határ közelsége is.
- A nyugat-dunántúli nyelvjárás egyik legjelentősebb jellemzője a zárt ë és nyílt e hangok következetes megkülönböztetése, amely a köznyelvben nem jelenik meg. A soproni és rábaközi beszélők például a "kert" szót zárt e-vel ejtik („kërt”), míg más szavakban a nyílt e is hallható. Szintén gyakori a mássalhangzók közötti enyhe palatalizáció, vagyis a „gy”, „ty”, „ny” hangok lágyabb, elmosódottabb kiejtése. Az „l” hang is gyakran velarizálódik a szó végén, pl. „asztal” helyett [asztaw]-szerű ejtés fordul elő. Sopron környékén és a Fertő-parti falvakban érezhető az osztrák-német fonetikai hatás is, különösen az intonációban és ritmusban.[36]
- A közép-dunántúli–kisalföldi nyelvjárás, amely Győr és a Szigetköz vidékén élő beszélők nyelvhasználatában figyelhető meg, legismertebb kiejtési sajátossága az úgynevezett „ízés”. Ez azt jelenti, hogy a beszélők a köznyelvi „é” hangot gyakran „í”-nek ejtik: például a „szép kék az ég” mondat így hangzik: „szíp kík az íg”. Ez az ejtésforma archaikus jegyeket hordoz, és a fiatalabb generációknál már visszaszorulóban van, de az idősebb falusi lakosság körében még ma is előfordul. A nyílt és zárt „e” itt is különválik, így gyakran hallani például a „fërfi” alakot a köznyelvi „férfi” helyett.[36]

A megye nyelvjárási szókincse rendkívül gazdag, és számos olyan kifejezést őriz, amely a magyar köznyelvből már kikopott. Ezek a szavak gyakran német, horvát vagy szlovák eredetűek, és sok közülük csak szűk területi határokon belül ismert. A német hatás például Sopron környékén a legerősebb. Itt gyakori az „igen” helyetti „ja” válasz (mint a német „ja”), valamint olyan köznapi szavak használata, mint a „tixó” (cellux), „kajdena” (rántotta), vagy „faragó” (ceruzahegyező). A Győr környéki falvakban a „bere” szó használatos a tócsnira, míg a „tikmony” a tojást jelöli. Szintén helyi kifejezés a „paszita”, amely a gyermekágyas nőnek vitt étel neve volt.
Érdekesség, hogy a megye területén a falvak közötti különbségek is jól észrevehetők: például a Rábaköz és a Szigetköz közötti falvak eltérő nyelvjárási kincset őriznek. A „plutyka” kelkáposztafőzeléket jelent, míg a „rapsic” orvhorgászt, ezek gyakran csak egy-egy járásban vagy településen ismertek. A „csuriz” veréb, a „füles” pedig fonott kosarat jelentett – ezek mára nagyrészt kihaltak a mindennapi beszédből, de a néprajzi gyűjtésekben és idősebb generációk szókincsében még fellelhetők.
| Tájszólás   | Jelentés                       |
| ----------- | ------------------------------ |
| füles       | kosár                          |
| csuriz      | veréb                          |
| rapsic      | orvhorgász                     |
| speciál     | nápolyi                        |
| tikmony     | tojás                          |
| düddő       | kevés ésszel megáldott ember   |
| csámborog   | sétál                          |
| észér       | falánk, önző                   |
| kráfli      | hájastészta                    |
| gyövőtín    | futó gyomnövény                |
| csiripiszli | malátás édes sütemény          |
| hemmes      | képzeletbeli fenyegető rémalak |
| plutyka     | kelkáposztafőzelék             |
| kajdena     | rántotta                       |

## Gasztronómia
A megye gasztronómiája egyedülállóan sokszínű, amit a földrajzi adottságok – folyók, dombvidékek, termőföldek – és a történelmi-hagyományos hatások egyaránt alakítottak. A kulináris öröksége a Duna, Rába és Rábca mentén, valamint a Szigetköz, Rábaköz és a Soproni borvidék környékén formálódott. E területen találkozik a magyar konyha hagyományos vonala az osztrák és nyugat-európai ízlésvilággal.

#### Halételek és folyami specialitások
A megyét átszelő folyók miatt a halételek fontos szerepet játszanak. A dunai halászlé (főleg pontyból vagy harcsából) hagyományosan készül a part menti csárdákban, például Mosonmagyaróvár környékén. A szigetközi ecetes hal egy különlegesség, amely savanykás lében pácolt sült vagy főtt halat jelent, gyakran hidegen fogyasztva. Ezek az ételek a térség halászhagyományaira utalnak vissza.

#### Hagyományos levesek és egytálételek
A győri húsleves kiemelkedő fogás, amelyet gazdag zöldség- és húsalapanyagokkal főznek hosszú ideig. Ünnepi alkalmakkor szinte kötelező. A Rábaközben népszerű a tojásos árpalé vagy a "legényfogó leves", amely különböző hüvelyesekkel és füstölt húsokkal készül. A megyében kedvelt egytálételek közé tartozik a dödölle, amely tört burgonya és liszt keverékéből áll, hagymás zsírral és tejföllel tálalva.

#### Tésztafélék és kenyérsütemények
A rábaközi perec különleges, hosszú elkészítési idejű kelt tészta, melyet főznek és sütnek – főként húsvétkor és vásárok idején fogyasztják. A kisalföldi sterc egy sós vagy édes köret, amely lisztből vagy burgonyából készül, gyakran hagymával, tejföllel vagy túróval ízesítve. Ezen ételek régi paraszti konyhák jellegzetességei.

#### Káposztás és töltött fogások
A töltött káposzta a magyar konyha ikonikus része, Győr-Moson-Sopron megyében különösen sokféleképpen készítik. A káposztás rétes vagy káposztás kocka is sok család asztalán megtalálható, különösen télen vagy ünnepekkor. Ezekben a fogásokban a savanyú káposzta dominál, amely hosszú ideig eltartható, és jól illik zsírosabb húsokhoz.

#### Húsételek, disznótoros hagyományok
A megyében hagyományosan fontos a disznóvágás. A kapuvári böllérmáj egy autentikus fogás, amely sült sertésmájból és hagymából készül, disznótor alkalmával, friss kenyérrel fogyasztva. A pörkölt, a paprikás, vagy a gulyás is gyakori, gazdagon fűszerezett, sűrű, tartalmas ételek, gyakran bográcsban főzve.

#### Édességek és sütemények
A megye híres különféle réteseiről. A győri rétes vékony tésztarétegei között mák, túró, meggy vagy baracklekvár található. A soproni mandulás rétes különleges finomság, akárcsak a babos pogácsa vagy az édes babos rétes, melyek népies ízvilágot képviselnek. Ünnepeken gyakori a lakodalmas fonott kalács, amely díszes külsejével és gazdag ízével hívja fel magára a figyelmet.

#### Bor- és pálinkakultúra
A Soproni borvidék elsősorban fehérboraival vált ismertté: a rizlingszilváni és az olaszrizling kiemelkedően kedvelt. A borok friss savszerkezetük miatt kiválóan illenek a halételekhez és a könnyedebb fogásokhoz. Ezen kívül jelentős a házi pálinkafőzés hagyománya, különösen alma, körte és szilva alapú változatokkal.

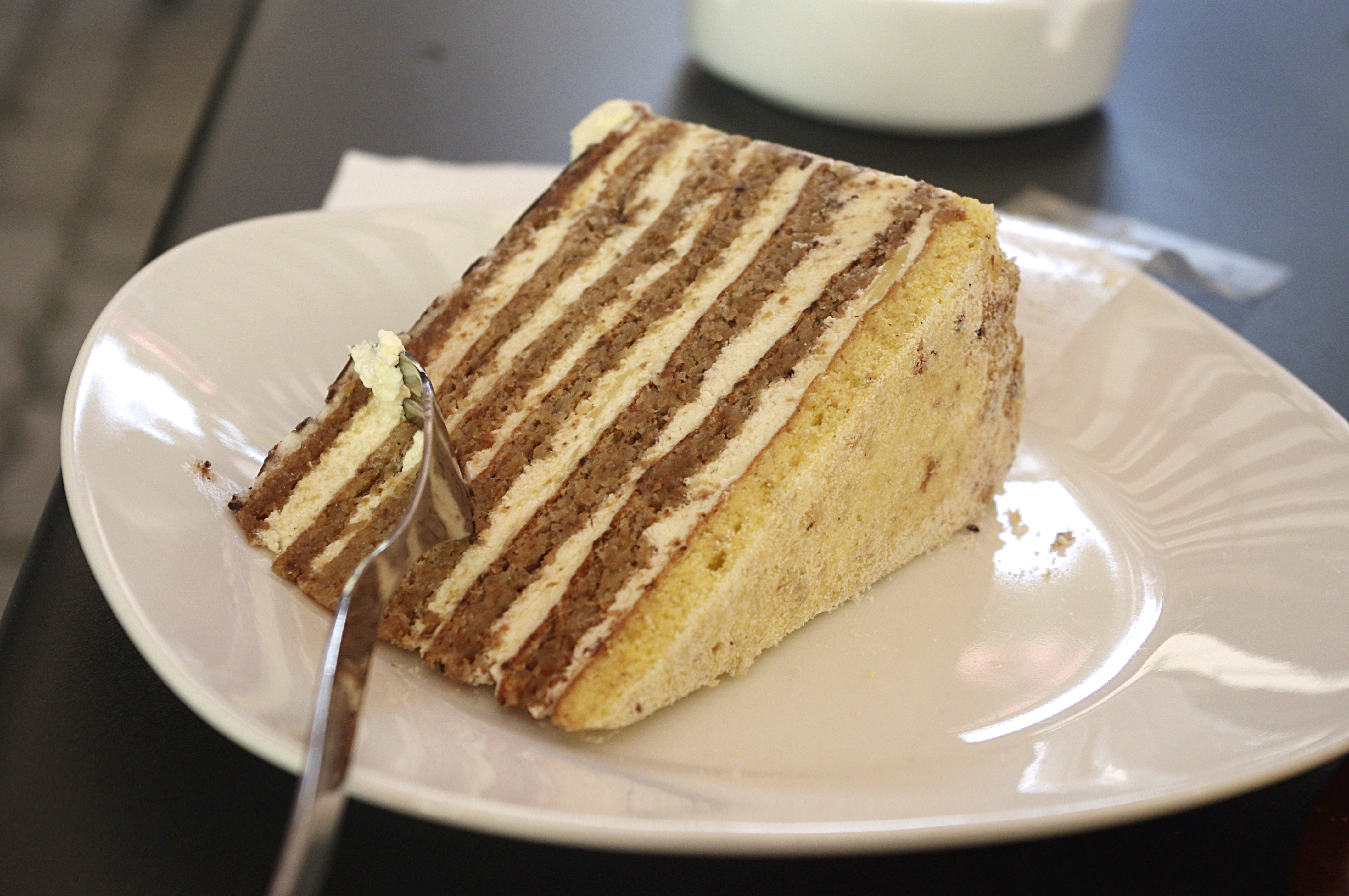
Esterházy-torta
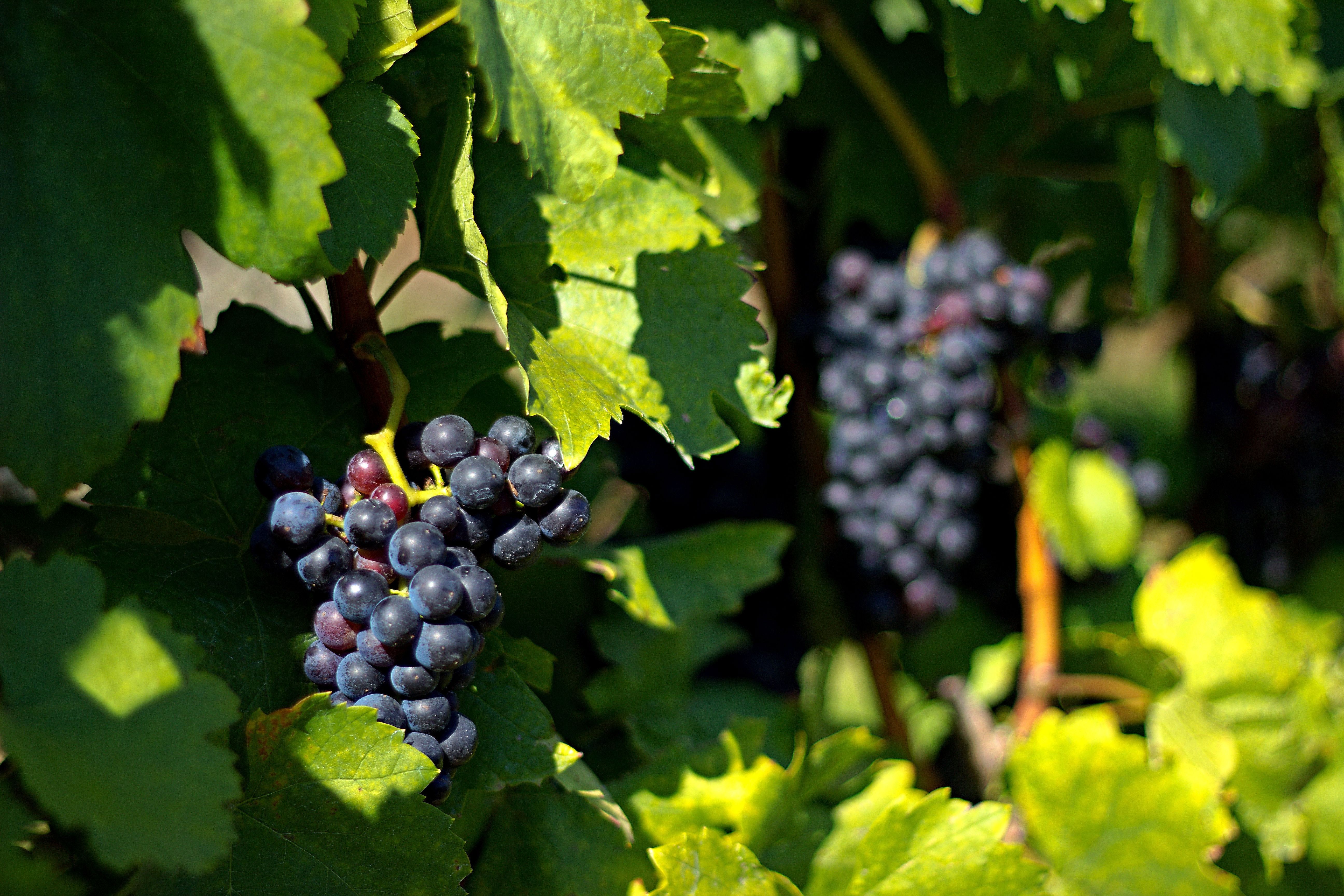
A kékfrankos
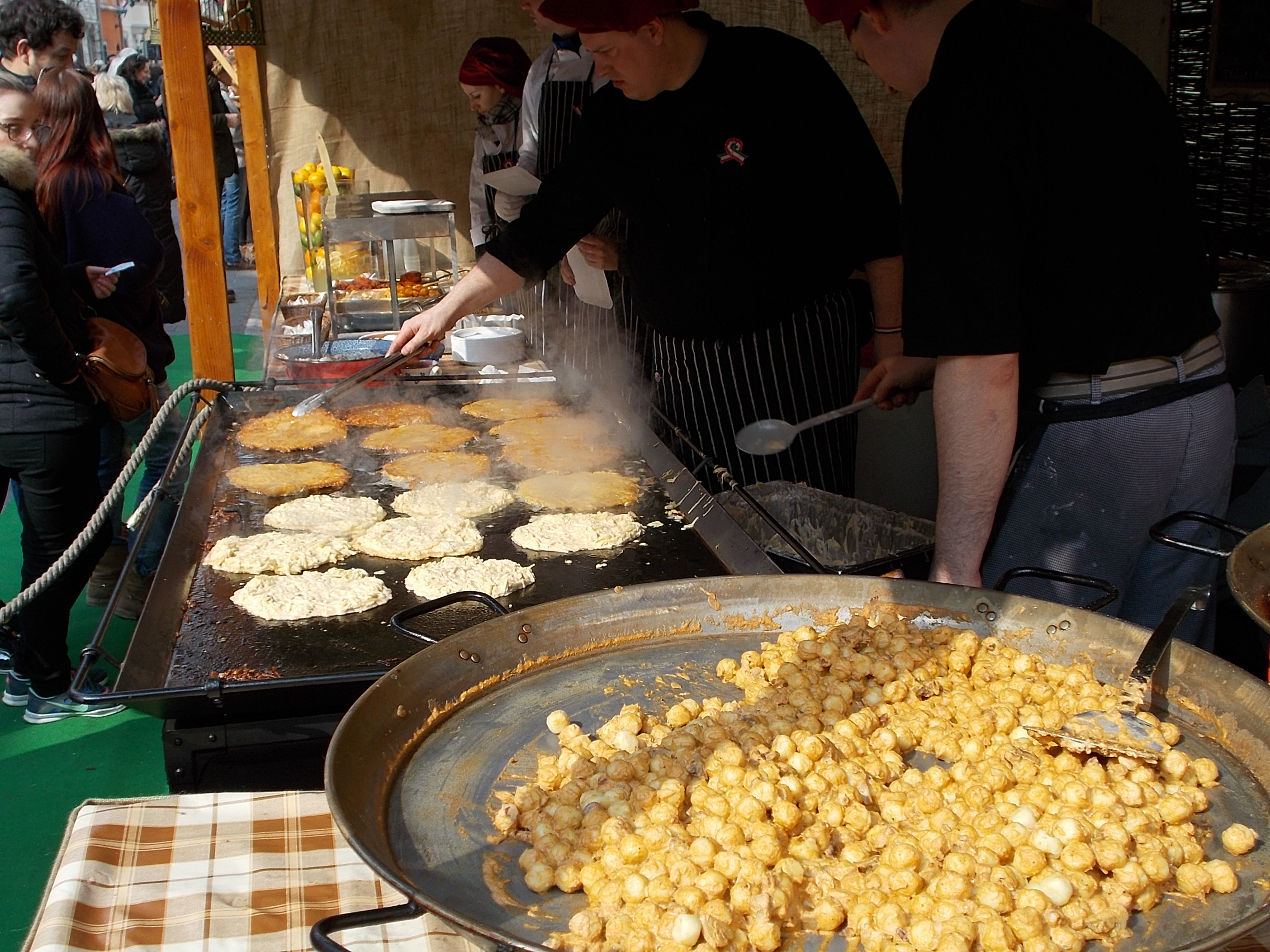
Dödölle
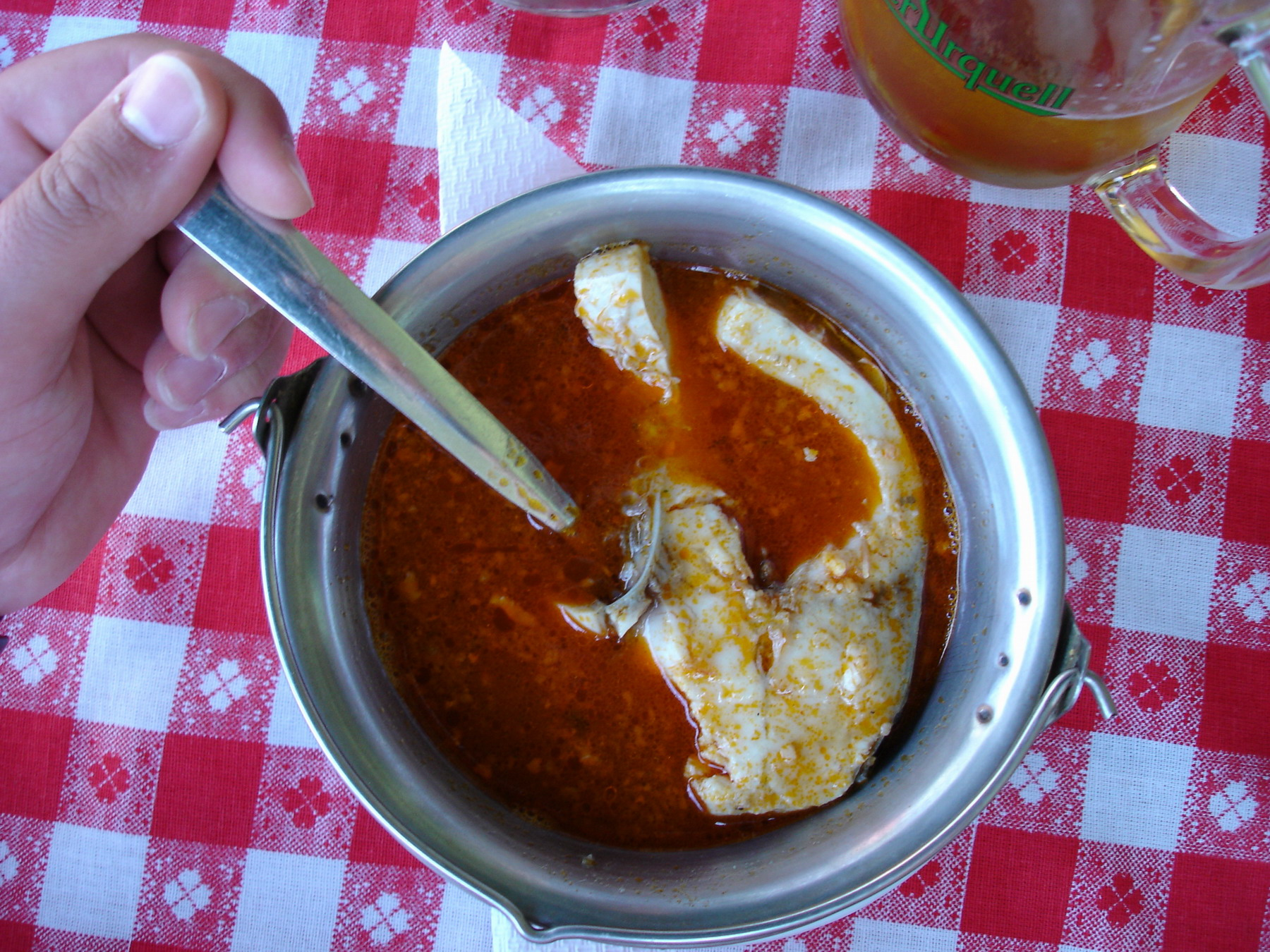
Dunai halászlé
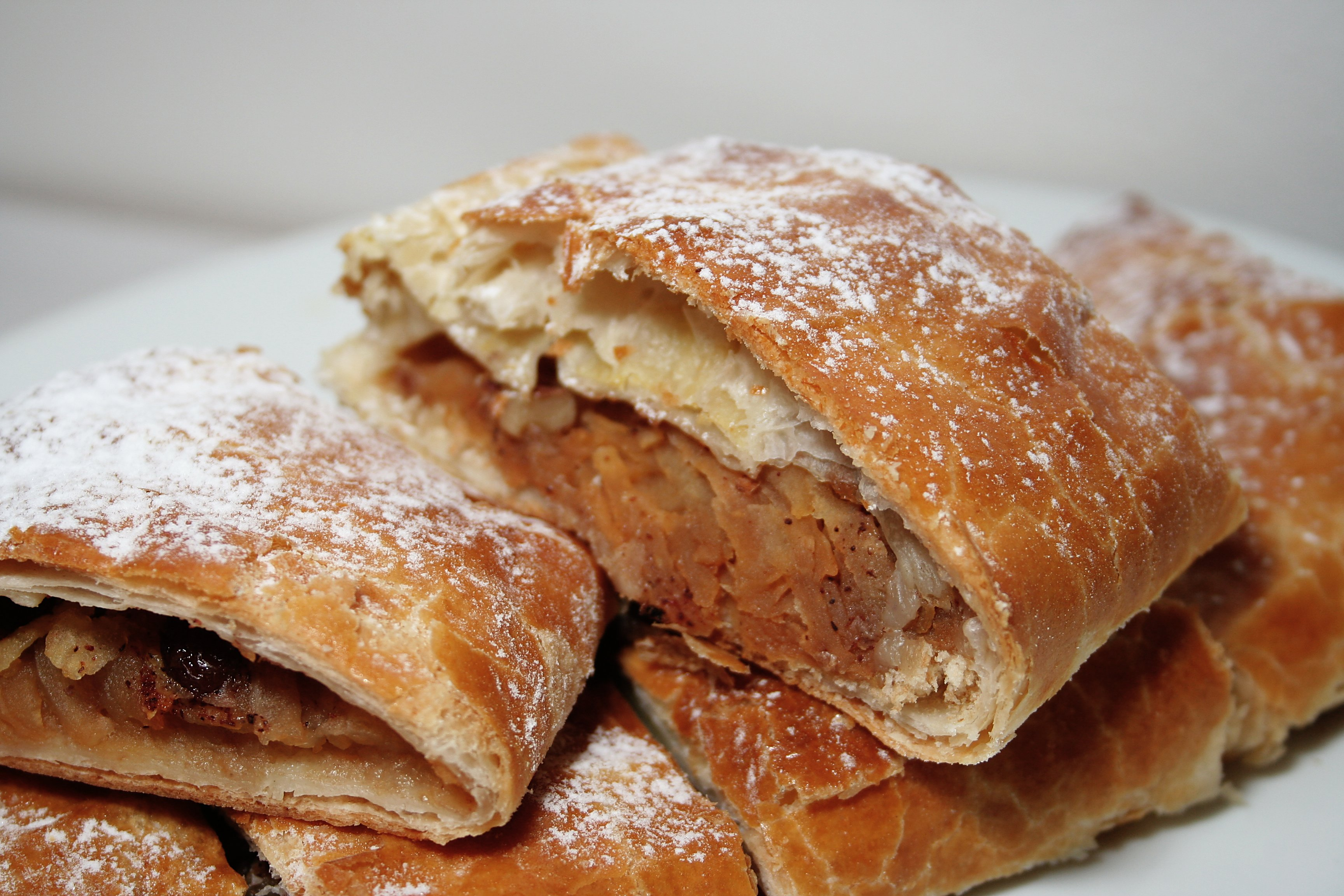
Rétes

## Oktatás és köznevelés
A megye oktatási rendszere a nyugat-magyarországi régió egyik legfejlettebb hálózata, amelyben az általános, középfokú és felsőoktatási intézmények is kiemelkedő színvonalat képviselnek. Az oktatási intézményhálózat földrajzilag jól lefedi a megyét: a nagyobb városok – mint Győr, Sopron és Mosonmagyaróvár – oktatási központként funkcionálnak, de kisebb településeken is biztosított az alapszintű oktatás.
Az általános iskolai képzés a megyében kiterjedt, összesen mintegy 100-110 állami és egyházi fenntartású általános iskola működik. Ezek közül sok a Győri Tankerületi Központ, illetve a Soproni Tankerület irányítása alá tartozik. Az intézmények jelentős része korszerű infrastrukturális háttérrel rendelkezik, és több helyen kiemelt figyelmet kap az emelt szintű idegennyelv-oktatás, valamint a digitális kompetenciák fejlesztése is. Győr városában található például a Bolyai János Általános Iskola, amely nemcsak helyi, hanem megyei szinten is elismert színvonalú intézmény. A Móra Ferenc Általános Iskola szintén fontos szerepet tölt be, míg a Radó Tibor Általános Iskola és Egységes Gyógypedagógiai Módszertani Intézmény a sajátos nevelési igényű tanulók integrált oktatását biztosítja, regionális szerepkörrel.

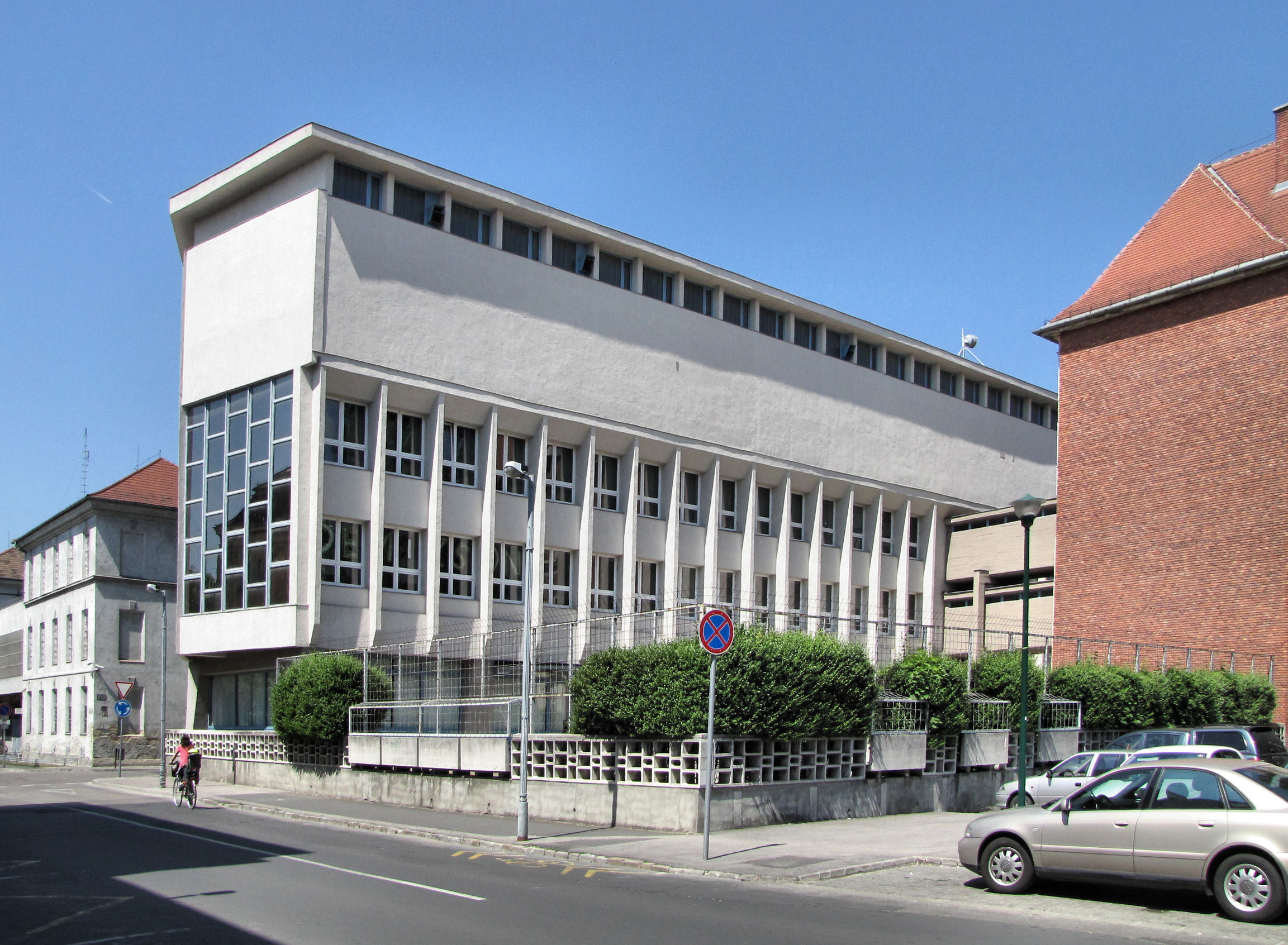
A győri Révai Miklós Gimnázium

A középfokú oktatás intézményei közül több is országosan elismert. A győri Révai Miklós Gimnázium például évtizedek óta az egyik legmagasabb szintű képzést nyújtó gimnázium Magyarországon, rendszeresen szerepel az országos középiskolai rangsorok élmezőnyében. Szintén Győrben található a Kazinczy Ferenc Gimnázium, valamint a Jedlik Ányos Gépipari és Informatikai Technikum, amely a szakképzés és a technológiai irányultság terén nyújt korszerű oktatást. A Baross Gábor Közgazdasági Technikum két tanítási nyelvű képzése révén a gazdasági és nyelvi területeken biztosít versenyképes tudást a diákok számára.

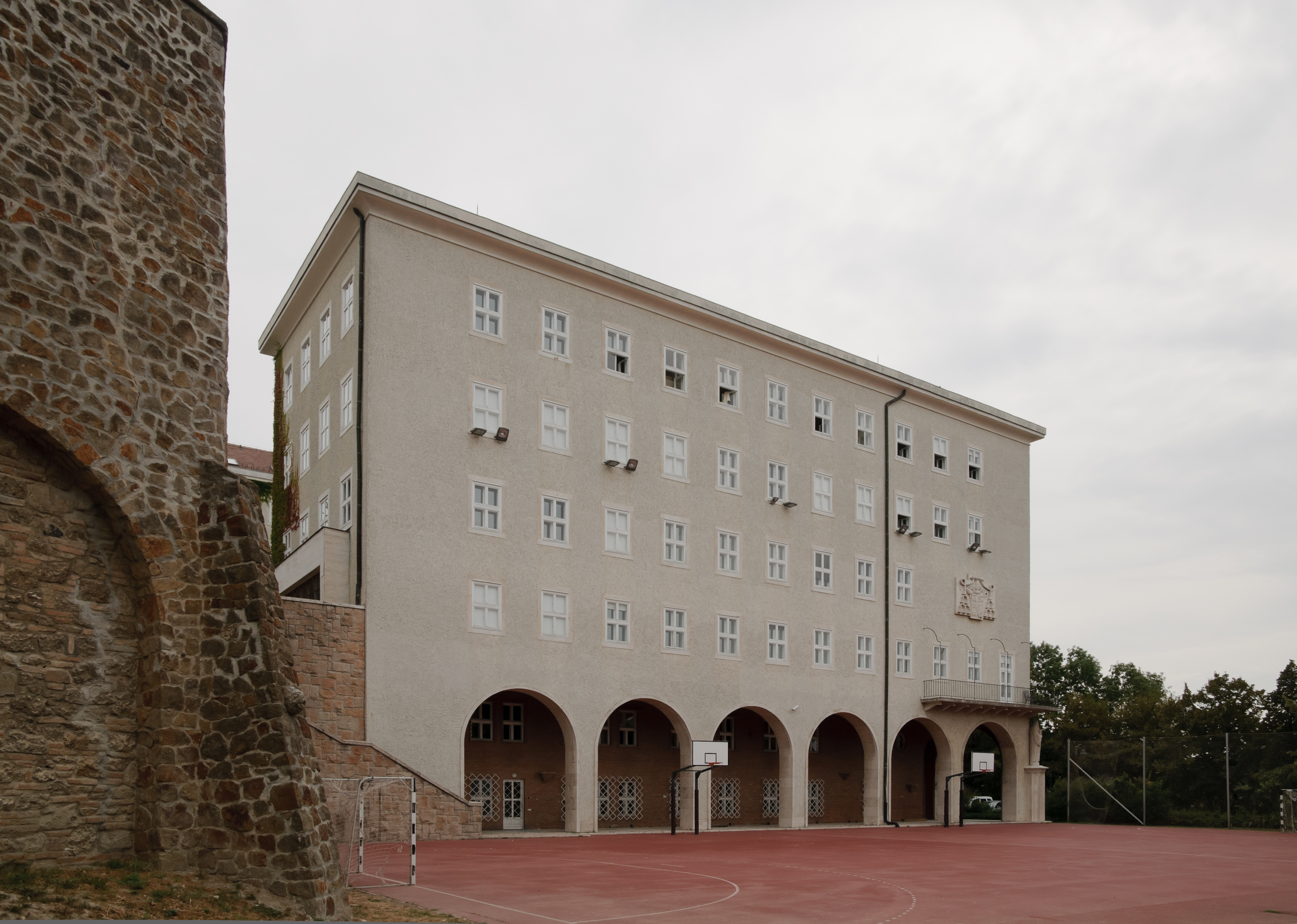
A 996-ban alapított Pannonhalmi Bencés Gimnázium

Egyházi fenntartású középiskolák is jelentős szerepet töltenek be. A Czuczor Gergely Bencés Gimnázium és Kollégium Győrben klasszikus értékrenddel és magas szintű oktatással működik. Ugyancsak fontos szerepe van a Pannonhalmi Bencés Gimnáziumnak, amely nemcsak hazai, de nemzetközi szinten is ismert, és a legjobb magyar középiskolák között tartják számon. Sopronban a Berzsenyi Dániel Evangélikus Líceum és Széchenyi István Gimnázium, Mosonmagyaróváron pedig a Piarista Gimnázium biztosítja az egyházi jellegű, mégis korszerű oktatást.
A szakképzés intézményrendszere szintén jól kiépített a megyében, különösen a Győri és a Soproni Szakképzési Centrum keretein belül. Ezek az intézmények szoros kapcsolatot tartanak a helyi ipari szereplőkkel, különösen Győrben, ahol az Audi Hungaria jelenléte jelentős hatással van a szakképzés irányaira és struktúrájára.
A felsőoktatás terén Győr-Moson-Sopron megye két nagy egyetemnek ad otthont. A Széchenyi István Egyetem Győrben működik, és az ország egyik legdinamikusabban fejlődő felsőoktatási intézménye. Kiemelkedő a mérnöki, informatikai, gazdasági és jogi képzése, de művészeti, egészségügyi és társadalomtudományi szakokat is kínál. A QS és Times Higher Education nemzetközi rangsorokon is szerepel, többek között az 501–600. helyen az interdiszciplináris tudományterületeken. A mosonmagyaróvári campus a mezőgazdasági tudományok hagyományos központja, amely a volt Mosonmagyaróvári Agrártudományi Karral bővült integrációval.

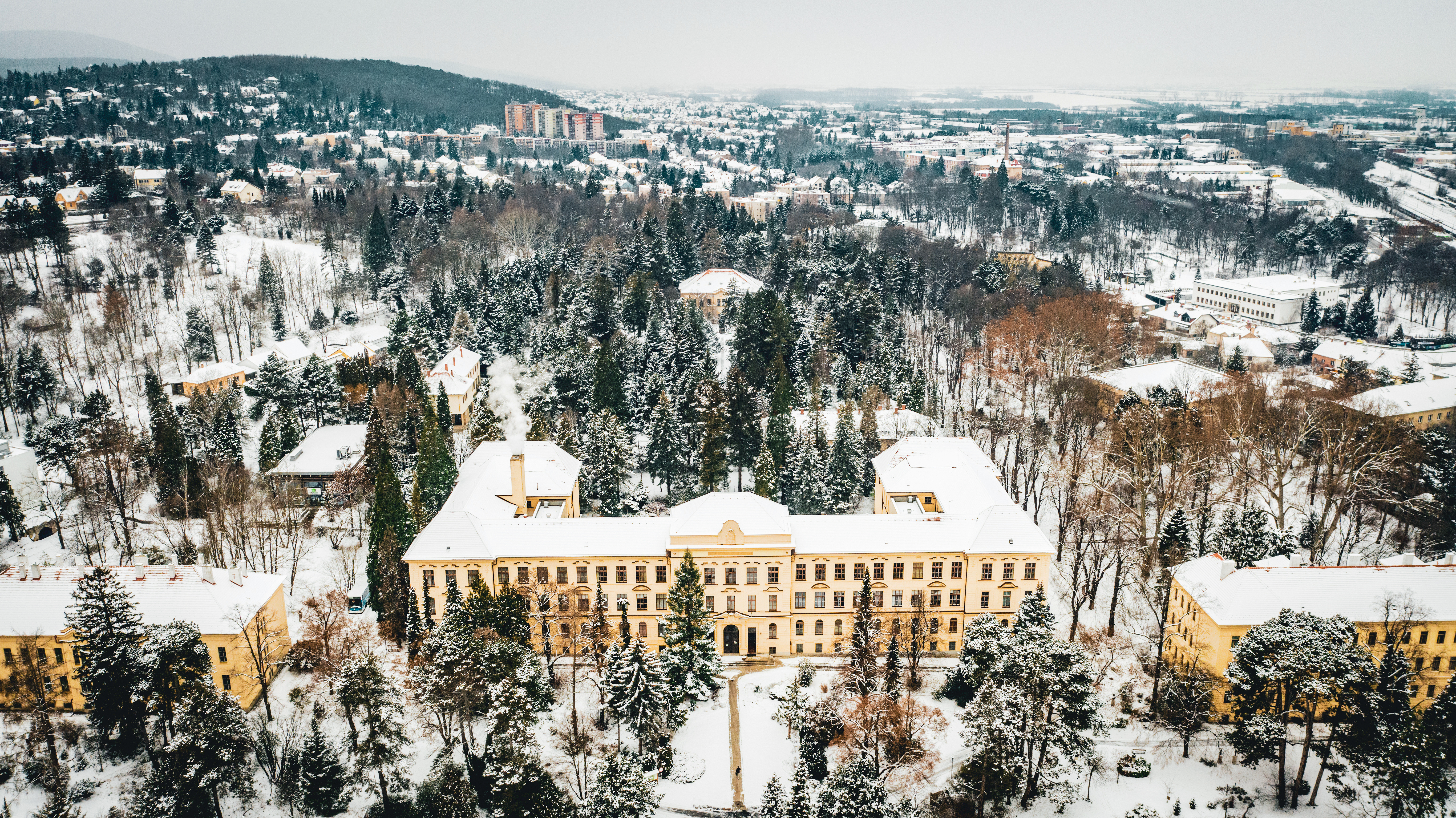
Soproni Egyetem

A másik jelentős egyetemi központ Sopron, ahol a Soproni Egyetem működik. Ez az intézmény négy karból áll: az Erdőmérnöki Kar, a Faipari Mérnöki és Kreatívipari Kar, a Lámfalussy Sándor Közgazdaságtudományi Kar, valamint a Benedek Elek Pedagógiai Kar. Az egyetem különösen az erdészet, faipar és pedagógia területén nyújt elismert képzést, és szoros kapcsolatokat ápol a térségi gazdasági szereplőkkel. Emellett Győrben működik a Brenner János Hittudományi Főiskola, amely római katolikus teológiai képzést nyújt papnövendékek és világi hallgatók számára is.

## Sport
Győr-Moson-Sopron sportélete rendkívül sokoldalú, erős hagyományokra és modern infrastruktúrára épül. A megye székhelye, Győr különösen jelentős sportközpont, ahol számos nagy múltú csapat és korszerű létesítmény található. A legismertebb ezek közül az Audi Aréna Győr, amely egy 5 500 fő befogadására alkalmas, multifunkcionális sportcsarnok. Ez a létesítmény a világ élvonalába tartozó női kézilabdacsapat, a Győri Audi ETO KC hazai mérkőzéseinek helyszíne, és emellett különféle rendezvényeket is kiszolgál – koncertektől sportgálákig.

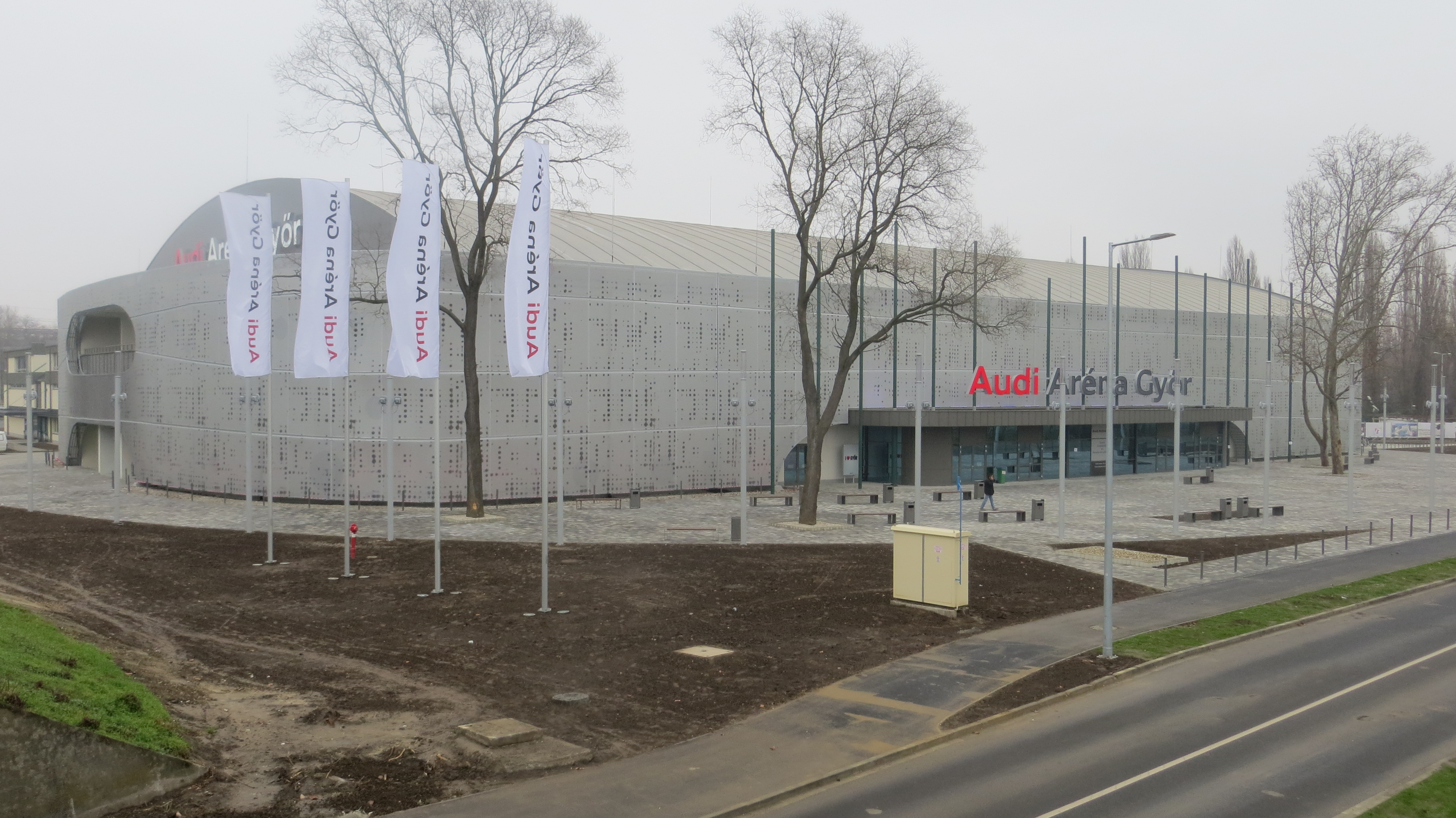
Audi Aréna Győr

Ugyancsak Győrben található a régebbi, de továbbra is aktívan használt Magvassy Mihály Sportcsarnok, amely elsősorban kézi-, kosár- és röplabdamérkőzéseknek ad helyet.

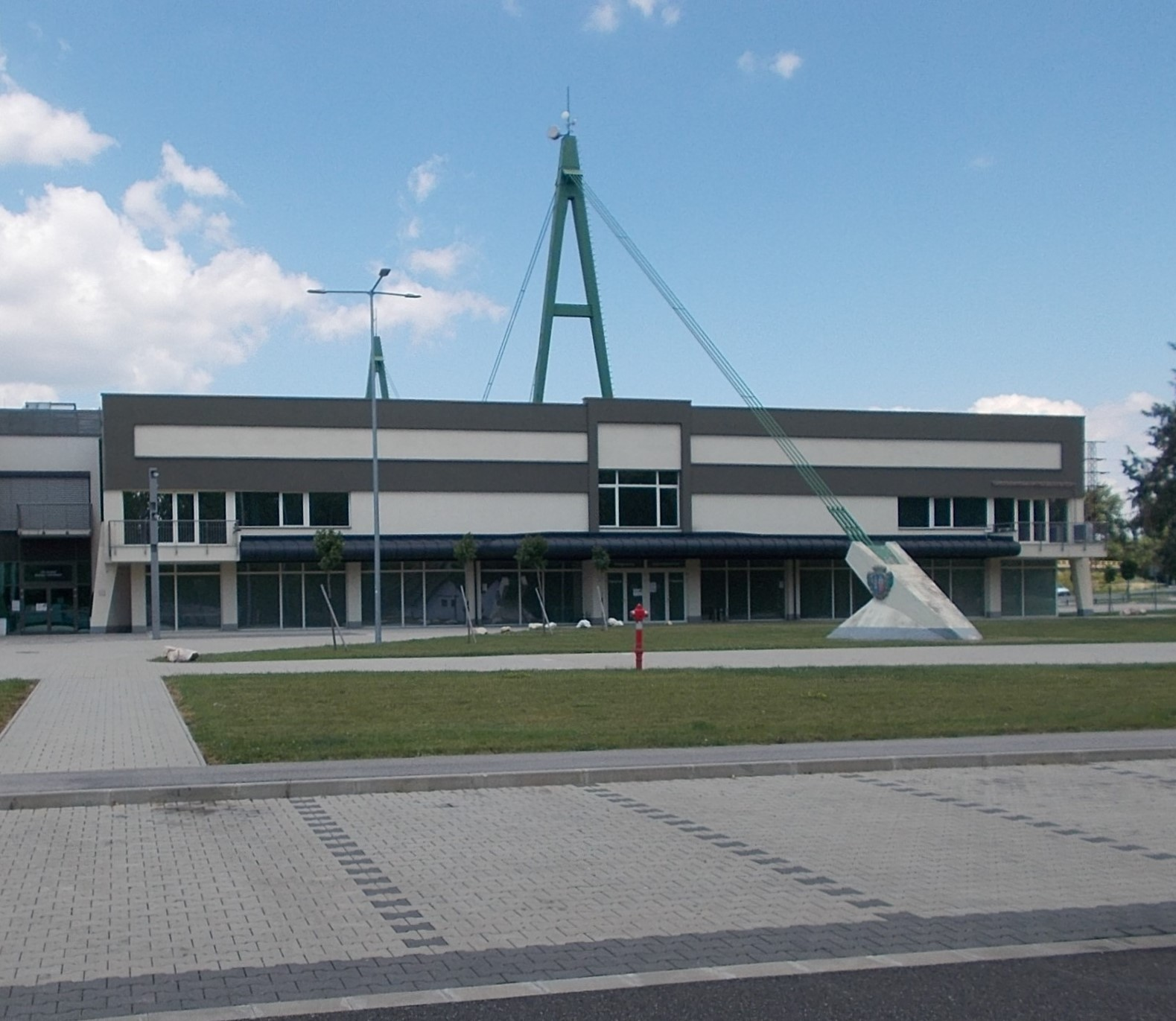
Magvassy Mihály Sportcsarnok

A város egyik legmodernebb sportlétesítménye az Olimpiai Sportpark, amelyet a 2017-es Európai Ifjúsági Olimpiai Fesztiválra (EYOF) építettek, és amely különféle sportágak – többek között torna, judo, birkózás, atlétika és tenisz – számára biztosít edzési és versenyzési lehetőséget. A csarnok több ezer néző befogadására képes, VIP és médiazónákkal is felszerelt.

#### Labdarúgás
A labdarúgás terén Győr-Gyirmóton működik a Gyirmót FC Győr, amely hazai mérkőzéseit az Alcufer Stadionban játssza. Ez a stadion 4 500 férőhelyes, és többek között U21-es és női válogatott mérkőzéseknek is otthont adott már. Sopronban a Káposztás utcai Stadion szolgálja ki a helyi futballéletet, különösen a Soproni VSE csapatát, amely az elmúlt évtizedekben többször szerepelt az NB II-ben és a megyei első osztályban is. Rajtuk kívül olyan települési csapatok is jelen vannak a megyei vagy országos bajnokságokban, mint a Csornai SE vagy a Ménfőcsanaki SE.

#### Egyéb sportágak
A megye nemcsak a profi sportban aktív, hanem az utánpótlás és amatőr sport is egyre nagyobb hangsúlyt kap. Például Csorna városában új sportcsarnok épült, amely többek között kézilabda és kosárlabda utánpótlás edzéseknek ad teret. Ezen kívül a Győrújfalui sportcsarnok is fejlesztésen esett át, aminek célja, hogy a környék fiataljai számára biztosítsa a mozgási és sportolási lehetőségeket. A megye aktív a vízi sportok területén is, különösen a Mosoni-Duna mentén, ahol kajak-kenu és sárkányhajó versenyeket is tartanak, a horgászegyesületek pedig gyakran rendeznek megyei és országos versenyeket, gyermek- és ifjúsági kategóriákban is. A sportversenyek terén a megyei válogatottak is aktívan szerepelnek különböző tornákon, például a TAVONT tornán, ahol nemrégiben bronzérmet szereztek. Az ilyen versenyek lehetőséget nyújtanak a tehetségek bemutatkozására, mint például Kalmár Dominik esetében, aki a megyéből indulva jutott el a válogatottságig.
A Pusztacsaládi Rallycross pálya, ahogyan neve is mutatja, Pusztacsalád település közelében található. Itt egy klasszikus, technikás rallycross pályát alakítottak ki, amelyen a látogatók különféle rallyautókkal próbálhatják ki vezetési tudásukat. A pálya jellemzője, hogy váltakozva használ aszfaltos és laza, kavicsos-homokos szakaszokat, így ideális környezetet nyújt a rallyspecifikus manőverek, például a kigyorsítások, kanyarvételek és sodródások elsajátításához.

## Sajtó

#### Nyomtatott sajtó
A legismertebb regionális napilap a Kisalföld, amely naponta jelenik meg több mint százéves múlttal, egymilliós példányszámban és mély helyismerettel számol be megyei, városi és járási eseményekről — mellyel ma is az egyik legfőbb tájékoztatási forrás a régióban.
Emellett terjesztenek hetilapokat is – például a K2 hetilapot, amely jelentős példányszámban jut el Győr belvárosi körzeteibe és környékére. Ez a magazin helyi riportokkal, interjúkkal és szórakoztató tartalmakkal a közösségi életet erősíti.

#### Online helyi portálok
A megye online sajtója is rendkívül sokszínű és dinamikusan fejlődő területet képvisel. A nyomtatott sajtó digitális megfelelőjeként működik például a Kisalföld.hu, amely folyamatosan frissülő hírekkel látja el az olvasókat. Tartalma lefedi a megye teljes területét, külön rovatokban foglalkozik gazdasági, kulturális, sport és közéleti eseményekkel, s így a régió egyik legfontosabb online hírforrásává vált.
Sopron és térségének online hírközlésében az Enyugat.hu játszik meghatározó szerepet. Ez a hírportál kifejezetten a nyugat-magyarországi kisvárosok és falvak történéseire összpontosít, külön figyelmet fordítva a helyi közéletre, önkormányzati hírekre, valamint kulturális eseményekre is.
Győr városában több helyi hírportál is működik. A Győr+ Média online felülete és a Gyoron.hu naponta közöl híreket a város életéből. Ezek az oldalak elsősorban közéleti tudósításokat, bűnügyi híreket, katasztrófavédelmi jelentéseket, valamint civil és kulturális rendezvényekről szóló beszámolókat tesznek közzé. A céljuk, hogy a város lakosságát hiteles, gyors és helyi információkkal lássák el – gyakran multimédiás tartalmakkal, videókkal is kiegészítve a tudósításokat.

#### Helyi televíziózás
A Győr+ TV rendszeresen sugároz híreket és riportokat, amelyek elsősorban a megye és Győr város eseményeire koncentrálnak. Műsoraikban gyakran megjelennek közlekedési, környezetvédelmi és társadalmi témák is, így igyekeznek széles körű tájékoztatást nyújtani a helyi lakosság számára.
Sopron környékén a SopronMédia nevű városi televízió működik, amely főként közösségi híradókat készít. Bár a nézők között vannak olyanok, akik a Redditen megosztott vélemények alapján egyszerűnek találják a műsorokat, a csatorna elsősorban a helyi, mindennapi témákat, például a piac forgalmát vagy kisebb közösségi eseményeket emeli ki, ezzel is erősítve a helyi kötődést és tájékoztatást.

#### Német nyelvű sajtó és határon túl
A megye határmenti elhelyezkedése következtében német nyelvű kiadványok is terjednek, különösen ingyenes reklám- és közösségi lapként. A Győr–Moson–Sopron–Burgenland régió között információcsere zajlik, de szabályosan kiemelkedő német újság helyi napilap még nincs.
Európa-szerte találunk például olyan kiadványlistákat, ahol a régió magyar és német elnevezéseit sorolják fel, de konkrét rendszeres német nyelvű sajtótermék csak csekély példányszámban létezik.

## Infrastruktúra és közlekedés

### Autópályák
Az M1-es autópálya Magyarország egyik legfontosabb gyorsforgalmi útvonala, amely Budapestet köti össze Bécs irányával. A pálya áthalad Győr-Moson-Sopron megyén, és kulcsszerepet játszik a régió közlekedésében. Az autópálya ezen szakasza díjköteles, azonban Győr-Moson-Sopron megyei e-matricával jogszerűen használható a megye területén. A szakaszon jellemzően 130 km/h a megengedett sebesség.
Az M85-ös út összeköti Győrt Sopronnal, és a nyugati országrész egyik legfontosabb kelet-nyugati közlekedési tengelye. Teljes hossza közel 94 kilométer, 2x2 sávos, és a megengedett sebesség 110 km/h. Az út teljes egészében díjköteles, de Győr-Moson-Sopron megyei matricával végig használható a megyehatárig.
Az M86-os út Szombathelyt köti össze Csornával és Mosonmagyaróvár térségével. Ez is 2x2 sávos, gyorsforgalmi jellegű út, szintén 110 km/h sebességhatárral. A megye területén belüli szakasz használatához elegendő a megyei matrica. Az út fontos összeköttetést biztosít a dunántúli és észak-nyugati régiók között.
Az M15-ös autóút az M1-estől vezet Rajkáig, a szlovák határig, és kapcsolatot biztosít Pozsony irányába. Ez az út is díjköteles, és a teljes szakasza Győr-Moson-Sopron megyében található, tehát szintén lefedhető megyei e-matricával.
Az M19-es rövid, mindössze 10 kilométeres gyorsforgalmi kapcsolat Győr és az M1-es autópálya között. Ez az út is díjköteles, és teljes hossza a megye területén van, így a megyei matrica erre is érvényes. Az útszakasz 90 km/h-s korlátozással használható.
| Út | Európai út | Érintett települések, nagyobb kereszteződések                                                                                | Hossz  | Hossz     | Hossz | Hossz     | Térkép |
| Út | Európai út | Érintett települések, nagyobb kereszteződések                                                                                | Teljes | Elkészült | Épül  | Tervezett | Térkép |
| -- | ---------- | --- | ------ | --------- | ----- | --------- | ------ |
|    |            | Budapest – Kisigmánd (M81) – Győr (M19 / M83 / M85) – Levél (M15 / M86) – Hegyeshalom / Ausztria(M1-M7 közös szakasz nélkül) | 161 km | 161 km    | —     | —         |        |
|    |            | Levél (M1 / M86) – Rajka / Szlovákia                                                                                         | 14 km  | 14 km     | —     | —         |        |
|    |            | Győr-kelet (M1) – Győr-észak                                                                                                 | 9 km   | 9 km      | —     | —         |        |
|    |            | Győr (M1) – Csorna (M86) – Sopron / Ausztria                                                                                 | 95 km  | 89 km     | 6 km  | —         |        |
|    |            | Körmend (M76 / M80) – Szombathely (M87) – Csorna (M85) – Levél (M1 / M15)                                                    | 122 km | 64 km     | 0 km  | 58 km     |        |

### Főútak
Az 1-es számú főút párhuzamosan halad az M1-es autópályával, és átszeli a megyét Gönyű–Győr–Mosonmagyaróvár–Hegyeshalom irányban. Régen ez volt a fő nemzetközi út Bécs felé, ma inkább helyi és regionális forgalmat szolgál. A 14-es főút Győrtől indul és észak felé halad Vámosszabadin keresztül a szlovák határig. Jelentős szerepe van a Győr-Pozsony közötti forgalomban, főként a teher- és ingázó közlekedésben.
A 81-es főút Győr és Székesfehérvár között teremt kapcsolatot, áthalad Pannonhalmán. Fontos nyugat-keleti összekötő út, de több helyen kanyargós és forgalmas. A 82-es főút Győrt köti össze Veszprémmel, a Bakonyon keresztül. A természeti adottságok miatt szép, de szűk és balesetveszélyes szakaszokkal is rendelkezik. A 85-ös főút az M85 kiépülése óta több szakasza visszaminősült, de a városokon (pl. Kapuvár, Fertőd) belüli részeken továbbra is fontos helyi szerepet tölt be. A 86-os főút M86 gyorsforgalmi út mellett megmaradt korábbi 86-os főút helyi, regionális forgalmat bonyolít le. Jellemzően párhuzamosan fut az új gyorsúttal.
| Út | Érintett települések | Hossz   | Térkép |
| -- | --- | ------- | ------ |
|    | Gönyű – Győr – Abda – Öttevény – Mosonmagyaróvár – Levél – Hegyeshalom                                                              | 177 km  |        |
|    | Győr – Vámosszabadi | 12,5 km |        |
|    | Mosonmagyaróvár – Rajka | 17,5 km |        |
|    | Mezőörs – Pér – Töltéstava – Győr                                                                                                   | 81 km   |        |
|    | Veszprémvarsány – Bakonypéterd – Ravazd – Pannonhalma – Écs – Nyúl – Győr                                                           | 80 km   |        |
|    | Gyarmat – Tét – Győr | 76 km   |        |
|    | Újkér – Lövő – Sopronkövesd – Nagycenk – Kópháza – Sopron                                                                           | 132 km  | –      |
|    | Nagycenk – Pereszteg – Fertőszentmiklós – Petőháza – Vitnyéd – Kapuvár – Veszkény – Szárföld – Farád – Csorna – Kóny – Enese – Győr | 72 km   |        |
|    | Beled – Páli – Szil – Szilsárkány – Csorna                                                                                          | 192 km  |        |

### Vasúti közlekedés
A vármegye vasúti közlekedése kiemelkedően fontos országos és nemzetközi szinten is. A legfőbb vasúti csomópont Győr, amelyen áthalad a Budapest–Bécs fővonal, nemzetközi vonatokkal (pl. Railjet, EuroCity).
A megye területén a MÁV mellett a GYSEV Zrt. is jelentős szereplő, különösen a Sopron–Szombathely–Győr vonalakon. A GYSEV korszerű járműveket, megbízható szolgáltatást biztosít.
Fontosabb vasútvonalak:
- 1-es fővonal (Budapest–Győr–Hegyeshalom–Bécs)
- Sopron–Győr, Sopron–Szombathely (GYSEV)
- Győr–Veszprém, Győr–Celldömölk (MÁV)

GYSEV vasúthálózatának térképe

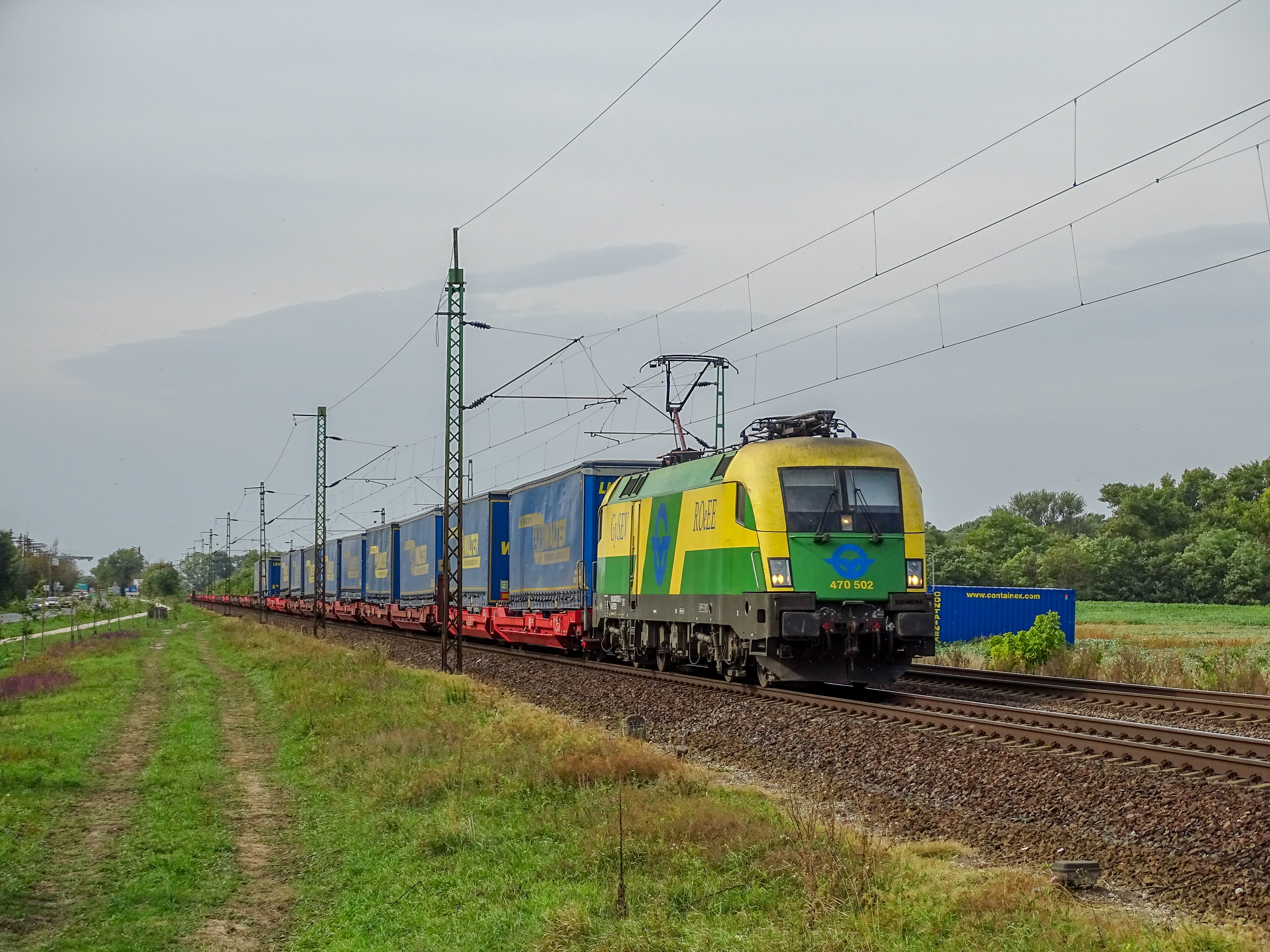
A GYSEV egyik járata

A régióból közvetlen vasúti kapcsolatok elérhetők Bécs, Pozsony és Budapest felé. Az elővárosi közlekedés is jelentős, főleg Győr környékén.

### Légi közlekedés
Győr-Moson-Sopron megyében a légi közlekedés központja a Győr-Pér repülőtér, amely elsősorban üzleti, magán- és teherszállító járatokat, valamint pilótaképzést szolgál ki. Menetrend szerinti utasszállító járatok jelenleg nem indulnak innen.
A megye lakossága főként közeli nemzetközi repülőtereket használ:
- Bécs (VIE) – kb. 1 óra autóval
- Pozsony (BTS) – kb. 1 óra
- Budapest (BUD) – kb. 1,5–2 óra

### Határátkelők

#### Magyar-osztrák határátkelők
- Kópháza – Sopronkeresztúr
- Sopron – Kelénpatak
- Fertőrákos – Fertőmeggyes
- Hegyeshalom – Miklóshalma

#### Magyar-szlovák határátkelők
- Rajka – Dunacsún
- Vámosszabadi – Medve

## Híres szülöttei
- Fejérkövy István (Kóny, 1522 – Pozsony, 1596. november 20.) esztergomi érsek, királyi helytartó
- Lackner Kristóf (Sopron, 1571. november 19. – Sopron, 1631. december 29.) polgármester, városbíró, jogtudós, ötvös, író
- Siegfried Kollonich (Kismarton, 1572. február 22. – Léva, 1623. ősze) dunáninneni főkapitány, a lévai és a lednicei uradalom, illetve Sárospatak birtokosa
- Esterházy Pál (Kismarton, 1635. szeptember 8. – Kismarton, 1713. március 26.), a magyar arisztokrata Esterházy családból származó magyar gróf és birodalmi herceg
- Kisfaludy Károly (Tét, 1788. február 5. – Pest, 1830. november 21.) költő, drámaíró, festő, a reformkori irodalmi élet fő szervezője
- báró Ottinger Ferenc (Sopron, 1793. szeptember 28. – Bécs, 1869. április 8.) császári és királyi altábornagy, lovassági tábornok
- Bezerédj István (Szerdahely, 1796. október 28. – Hidja-puszta (Szedres mellett), 1856. március 6.) reformkori politikus
- Benedek Lajos (Sopron, 1804. július 14. – Graz, 1881. április 27.) császári-királyi táborszernagy (k.k. Feldzeugmeister), az 1848–49-es szabadságharcban a császári hadsereg egyik tábornoka
- Liszt Ferenc (Doborján, 1811. október 22. – Bayreuth, 1886. július 31.) magyar zeneszerző, zongoraművész, karmester és zenetanár
- Id. Storno Ferenc (Kismarton, 1821. február 20. – Sopron, 1907. január 29.) festőművész, építőművész, restaurátor, műgyűjtő
- gróf Széchényi Manó (Sopron, 1858. július 30. – Szombathely, 1926. december 29.) őfelsége, a király személye körüli miniszter, diplomata
- gróf Széchenyi Miklós (Sopron, 1868. január 6. – Budapest, 1923. december 1.) kánonjogi doktor, győri és nagyváradi püspök
- Kánya Kálmán (Sopron, 1869. november 7. – Budapest, 1945. február 28.) magyar politikus, külügyminiszter, az Osztrák Császári Vaskorona-rend lovagja
- Aggteleky Béla (Sopron, 1890. szeptember 14. – Genf, 1977. augusztus 4.) altábornagy a második világháborúban
- Temes Judit (Sopron, 1930. október 10. – Budapest, 2013. augusztus 11.) olimpiai bajnok magyar úszó, orvos, sportvezető
- Rakovszky Zsuzsa (Sopron, 1950. december 4. –) Kossuth-díjas magyar író, költő, műfordító; a Digitális Irodalmi Akadémia alapító tagja
- Áder János (Csorna, 1959. május 9.–) magyar jogász, politikus, 2012 és 2022 között Magyarország köztársasági elnöke. 1990 és 2009 között a Fidesz országgyűlési képviselője
- Szájer József (Sopron, 1961. szeptember 7. –) magyar politikus, a Fidesz alapító tagja
- Borkai Zsolt (Győr, 1965. augusztus 31. –) olimpiai bajnok magyar tornász, tanár, politikus, sportvezető
- Csollány Szilveszter (Sopron, 1970. április 13. – Budapest, 2022. január 24.) magyar olimpiai, világ- és Európa-bajnok tornász
- Pálinger Katalin (Mosonmagyaróvár, 1978. december 6. –) olimpiai ezüstérmes magyar válogatott kézilabdakapus
- Babos Tímea (Sopron, 1993. május 10. –) párosban világelső magyar hivatásos teniszezőnő
- Pottyondy Edina (Mosonmagyaróvár, 1988. április 8. –) magyar youtuber, közéleti influenszer, stand-up komikus, humorista, politikus, korábban a Momentum Mozgalom elnökségi tagja
- Éder Krisztián, művésznevén SP (Sopron, 1988. november 30. –) magyar előadó, dalszerző-szövegíró, divatfotós, rendező
- Pásztor Ádám (Mosonmagyaróvár, 1988. november 25. –) magyar színész
- Fehérvári Gábor Alfréd vagy Freddie (Győr, 1990. április 8. –) kétszeres Petőfi-díjas énekes, előadó, a Rising Star negyedik helyezettje, a 2016-os Eurovíziós Dalfesztivál magyarországi előválogatójának győztese
- Kisfaludy Anett (Kapuvár, 1990. augusztus 31. –) magyar válogatott kézilabdázó

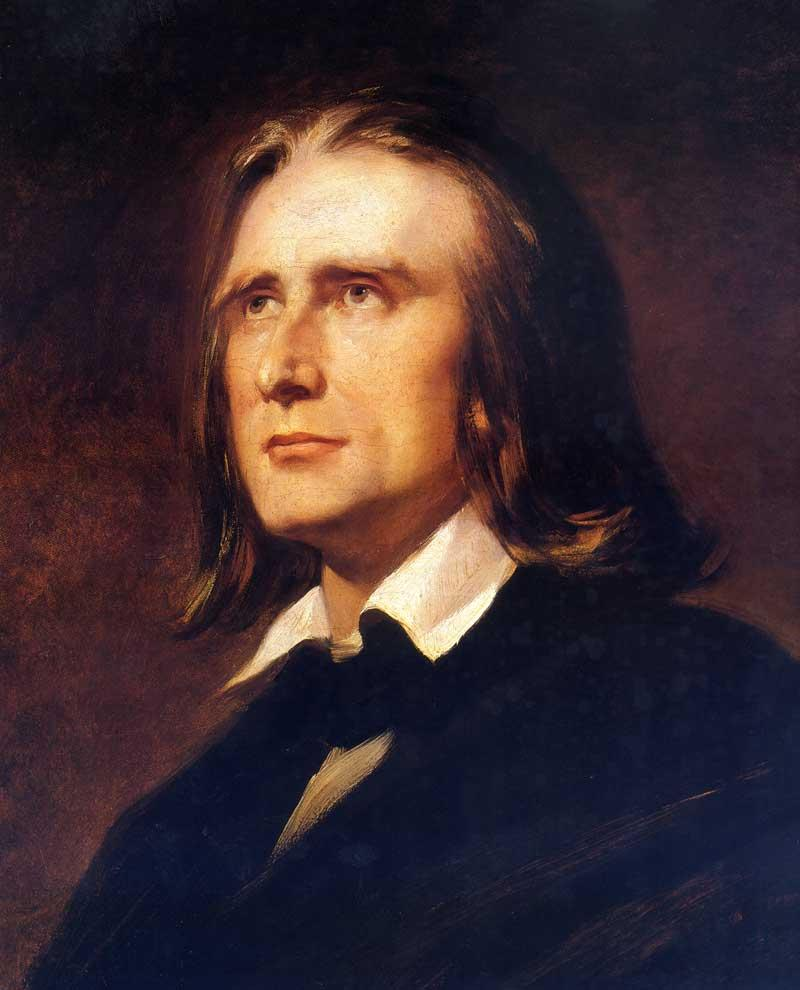
Liszt Ferenc
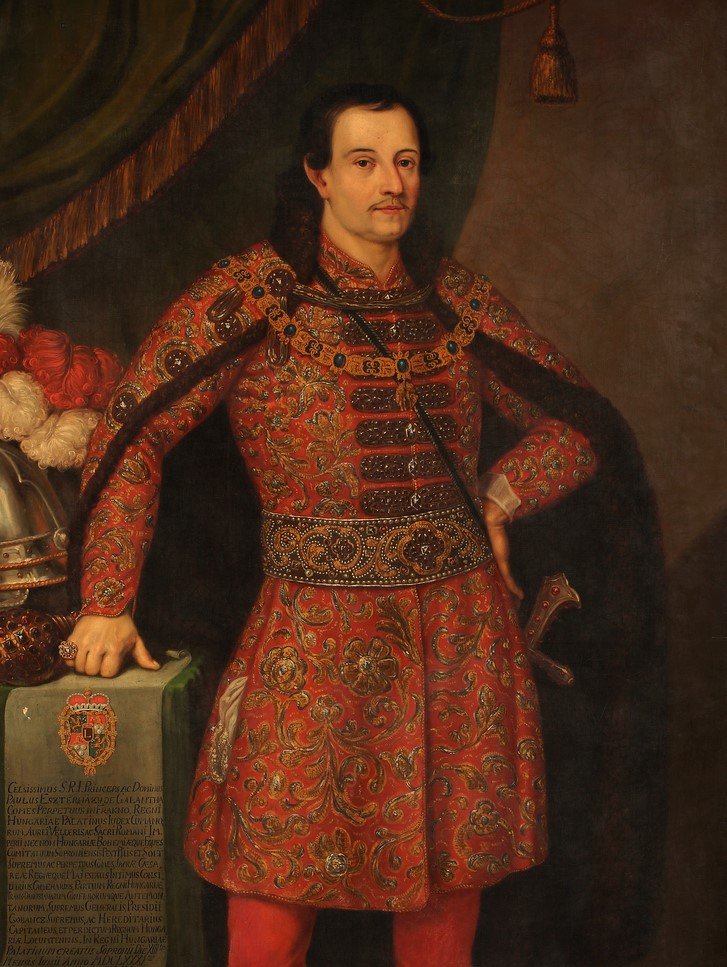
Esterházy Pál
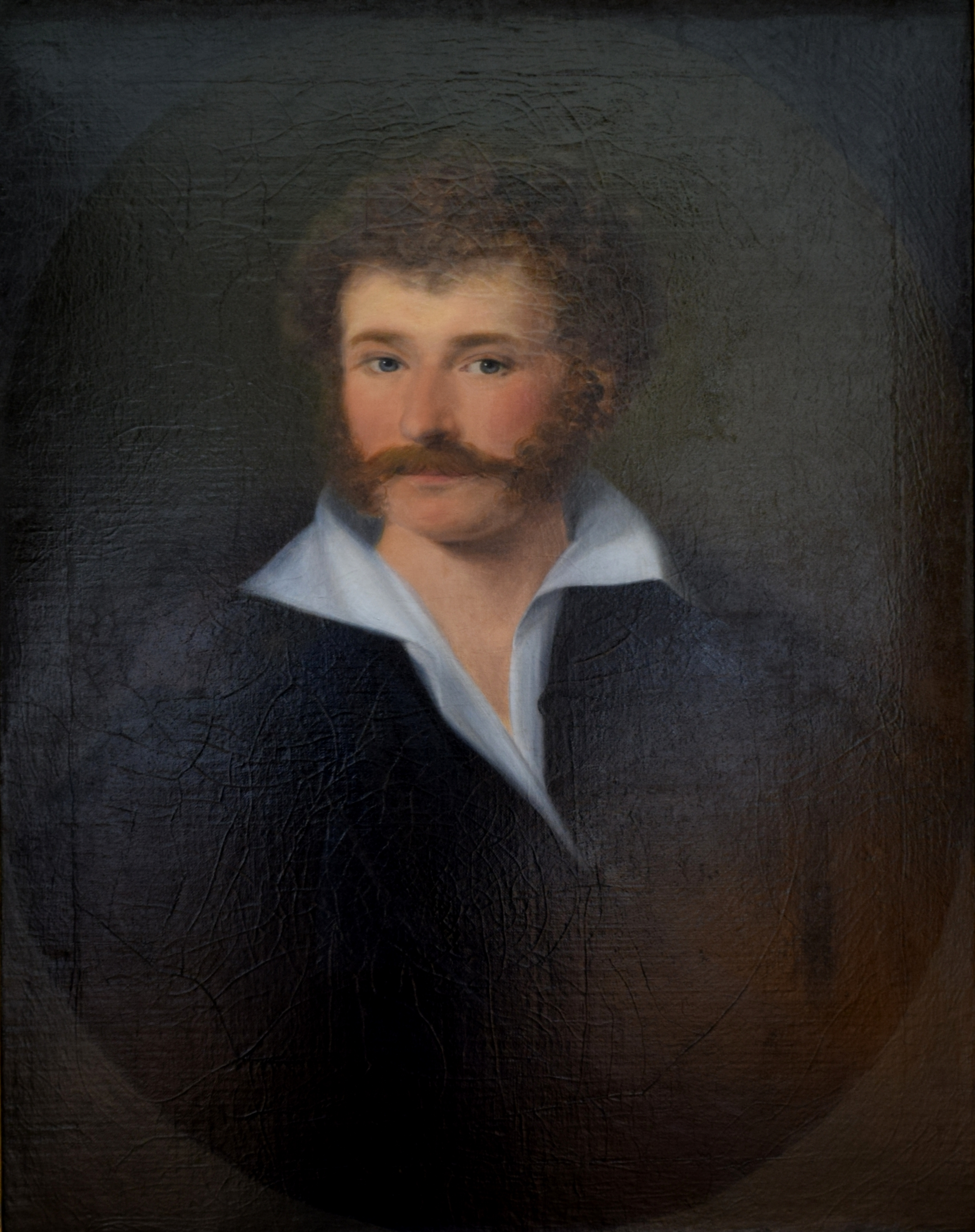
Kisfaludy Károly
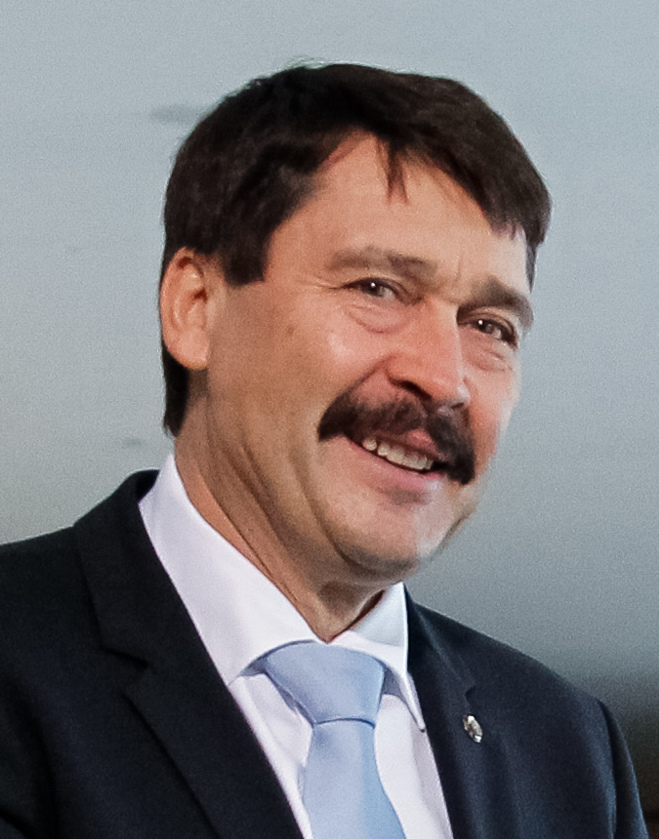
Áder János
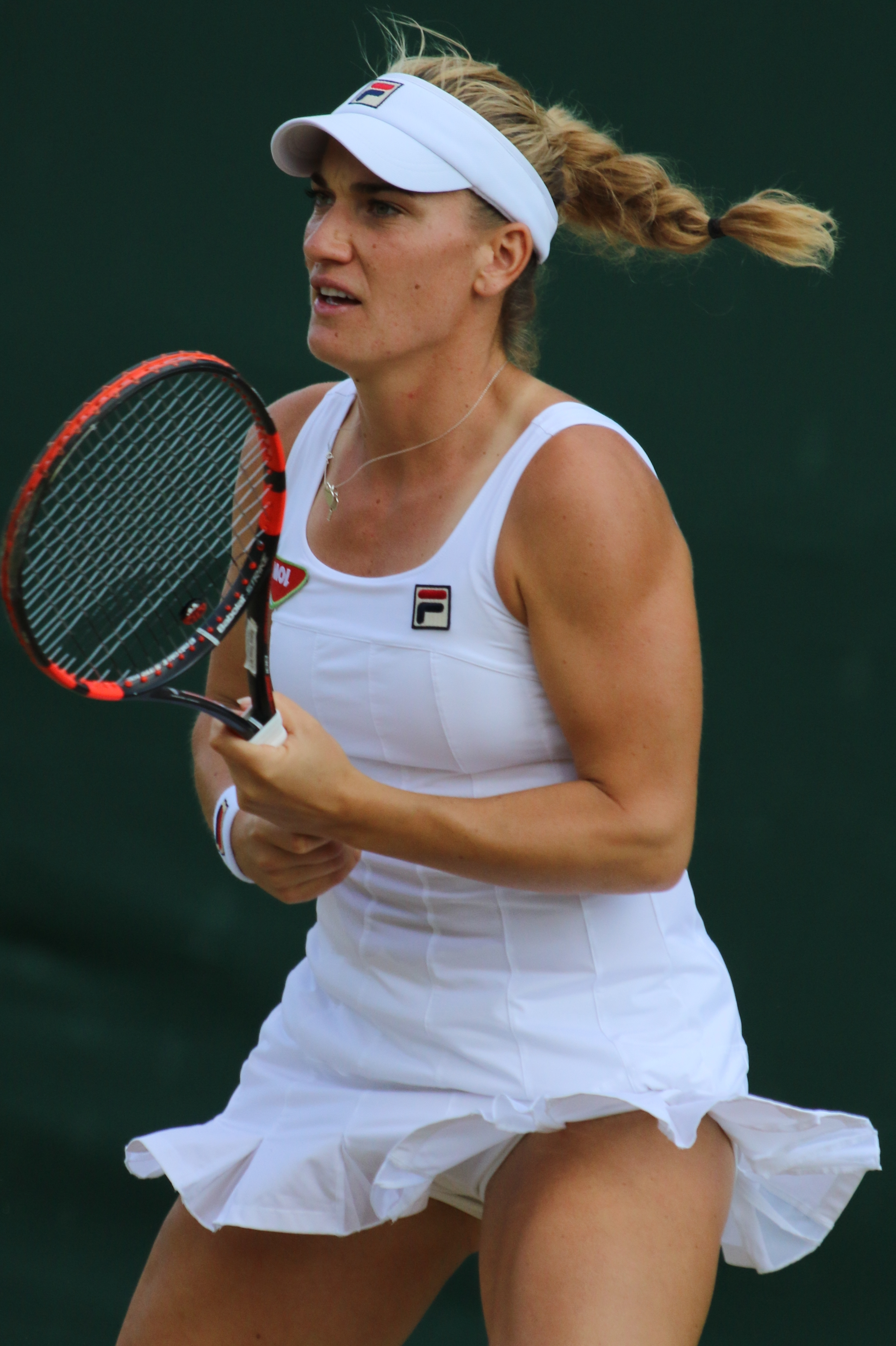
Babos Tímea

## Kultúra
Győrben működik a Győri Nemzeti Színház, amelyet 1978-ban építettek, az ország hatodik leglátogatottabb színházaként ismert. Emellett kiemelkedik a Győri Filharmonikus Zenekar és a Győri Balett, amelyek nemzetközi elismerést is kaptak.
A vármegyében élő hagyományőrző mesterségek közé tartozik a híres höveji csipke, amelyet ügyes kezű asszonyok generációk óta készítenek, és 2023 óta hungarikumnak számít. Emellett a győri kékfestők családja ötödik generációs folytonosságban műveli mesterségét, amelyet az UNESCO kulturális örökség részének nyilvánítottak. A Szigetköz, a Rábaköz és a Sokoró térségeiben számos népzenei és táncegyüttes él tovább évszázados hagyományokat a 21. században is.
A Pannonhalmi Bencés Főapátság, amely több mint ezer éves múltra tekint vissza, UNESCO Világörökségi helyszínként jelentős kulturális, turisztikai és oktatási központ Győrtől 23 km-re. Az apátság évente rendezi meg az Arcus Temporum művészeti fesztivált, amely zenei, irodalmi, képzőművészeti és spiritualitáshoz kapcsolódó programokat kínál.
A megyei értéktár célja a helyi hagyományok, természeti szépségek és kézműves munkák feltárása, népszerűsítése. A bizottság 2013-ban alakult, és törekszik arra, hogy a több mint ezeréves kulturális örökséget a jövő nemzedékek számára is megőrizze Győr-Moson-Sopron Vármegye Önkormányzata.
Lásd még:
- Győr-Moson-Sopron vármegyei múzeumok listája
- Győr-Moson-Sopron vármegyei kulturális programok listája

### Turizmus
Lásd még: a Győr-Moson-Sopron vármegye turisztikai látnivalóinak listája és a A Sokorói-dombság látnivalói cikkeket
A térség a magyarországi turisztikai régiók közül a Nyugat-Dunántúl régióba tartozik, fő turisztikai vonzerejét a számtalan értékes műemlék, Győr és Sopron város történelmi hangulatú belvárosa, a megyei kisvárosok és falvak barokk templomai, kastélyai, valamint a nagy múltú bortermelés jelenti. Sokan keresik fel a gyakran csak „Magyar Versailles”-ként becézett fertődi Esterházy-kastélyt és a magyarság egyik nemzeti zarándokhelyének számító nagycenki Széchenyi-kastélyt. Különleges értéket képvisel a Pannonhalmi Bencés Főapátság és a Fertő-táj, amelyek szerepelnek az UNESCO világörökségi listáján. Számos védett természeti érték is található itt, ezek egy része nagyobb összefüggő területet alkot. Ilyen például a Fertő vagy a Hanság, és a térség hajdani természetes állapotát őrző további természetvédelmi területek, például a Szigetköz erdei és nádasai. A megyének számos olyan természeti értéke is van, amely emberi kéz munkája, mint a kastélyparkok vagy arborétumok. Vannak, amelyek várostól távol találhatók, és van olyan, amelyet körülölel egy település.
Turisztikai vonzerejéhez hozzájárul az itt élők leleménye és szorgalma is. A természeti és a történelem adta lehetőségek a zene és a sport, az előadó-művészet és a tánc sok-sok programja egészíti ki. Széles a választék a lelkes amatőröktől a világhírű együttesek méltán híres produkciójáig a nagyvárosok terein vagy a kis falvak kicsi templomaiban. A Dunántúl egész nyugati felére jellemző, hogy a kulturális rendezvények és szabadidős lehetőségek szervesen illeszkednek a régió mindennapi életébe.
Területén a látnivalók többsége a nagy-, és kisvárosi településeken vagy azok közelében található meg. A kisebb községekben ugyanakkor a falusi vendéglátás a békés, nyugodt kikapcsolódás lehetőségét, illetve a „magyaros vendégszeretet” kínálja. Jó példaként említhető az alig pár száz lakosú Ravazd a Sokorói-dombság lábánál. A hagyomány szerint IV. Béla 1241-ben a tatárok elől menekülve, megpihent itt, és ahol a kardját leszúrta, forrás fakadt. A lakosság megőrizte a hagyományt és a forrás fölé 1792-ben építményt emelt. Rajta márványtábla őrzi az eseményt. Rövid sétával egy kis helyi múzeum, illetve egy útszéli vendéglő érhető el. Dicséretes példája annak, hogy a táj adta, ember teremtette értékegyüttes, hogyan teremti meg az itteni térség turisztikai vonzerejét, illetve kulturális programok lehetőségét.

Nem csak történelmi értékekben és táji szépségekben, hanem ízekben is gazdag. A térség messze földön híres szakácskultúrája sok régi ízt is megőrzött és a mai éttermek asztalára is beemelt. A Sokoró-Pannonhalmai kistérség tíz szőlőtermelő települését 1990 óta sorolják a borvidékek közé. A szőlőtermesztés első írásos említése a Pannonhalmi Apátság alapítólevelében olvasható. A borászat mindig meghatározó szerepet játszott a rend gazdaságában. Sopron életében is mindig meghatározó volt a bor. 1297-ben III. András szabadalomként adta a városnak a borkereskedelem jogát. 1333-ban Károly Róbert meghagyta a határszéli ispánoknak, hogy „a soproni polgárokat amidőn saját boraikat szállítják, útjukban ne zaklassák”. A két borvidéknek jelentős szerepe van a vármegye turizmusában. Sokan várják a pincelátogatásra, borkóstolásra az ideérkezőket. Évente szerveznek rendezvényeket, borversenyek és szüreti mulatságokat.

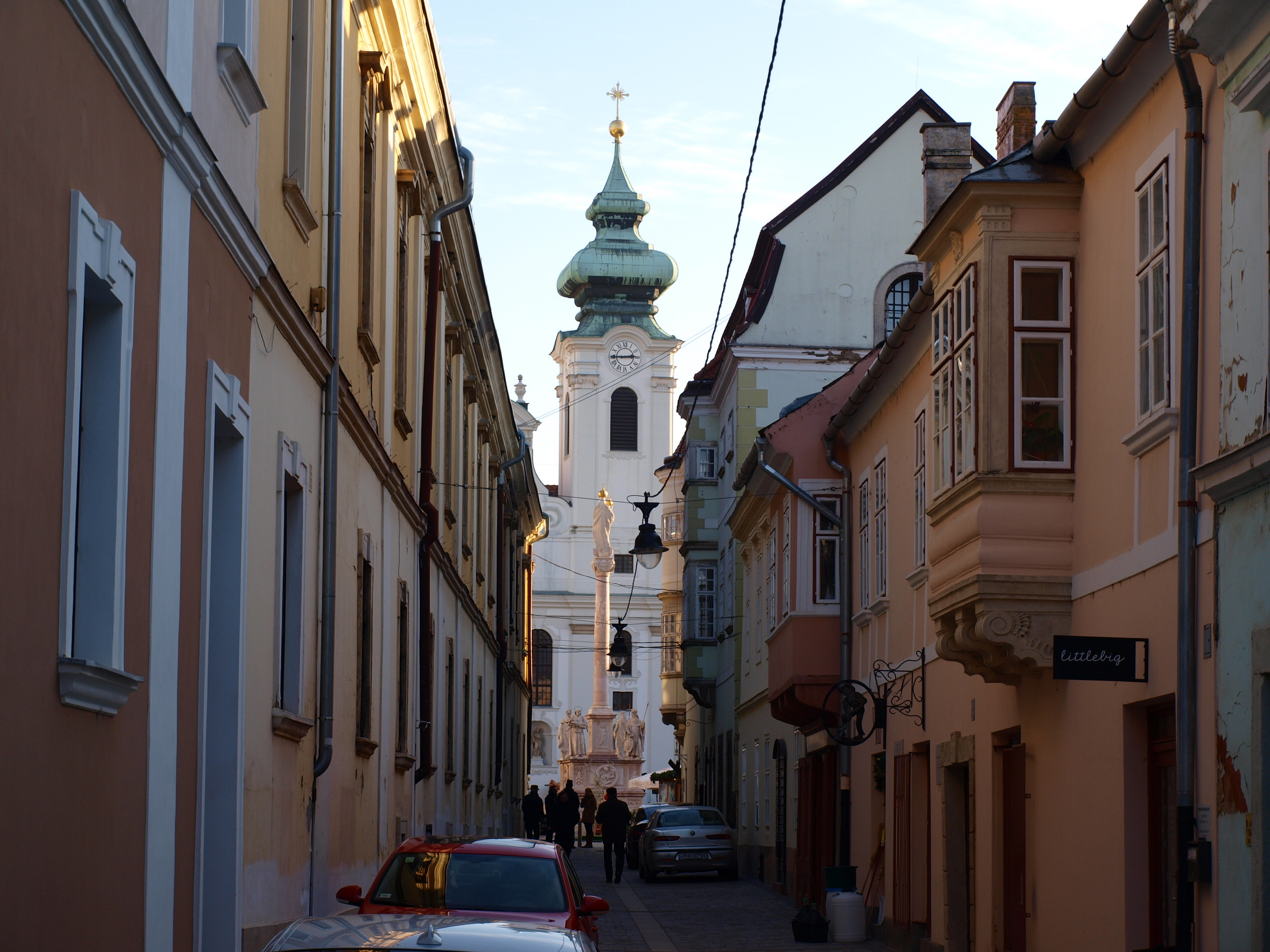
Győr, a vármegyeszékhely
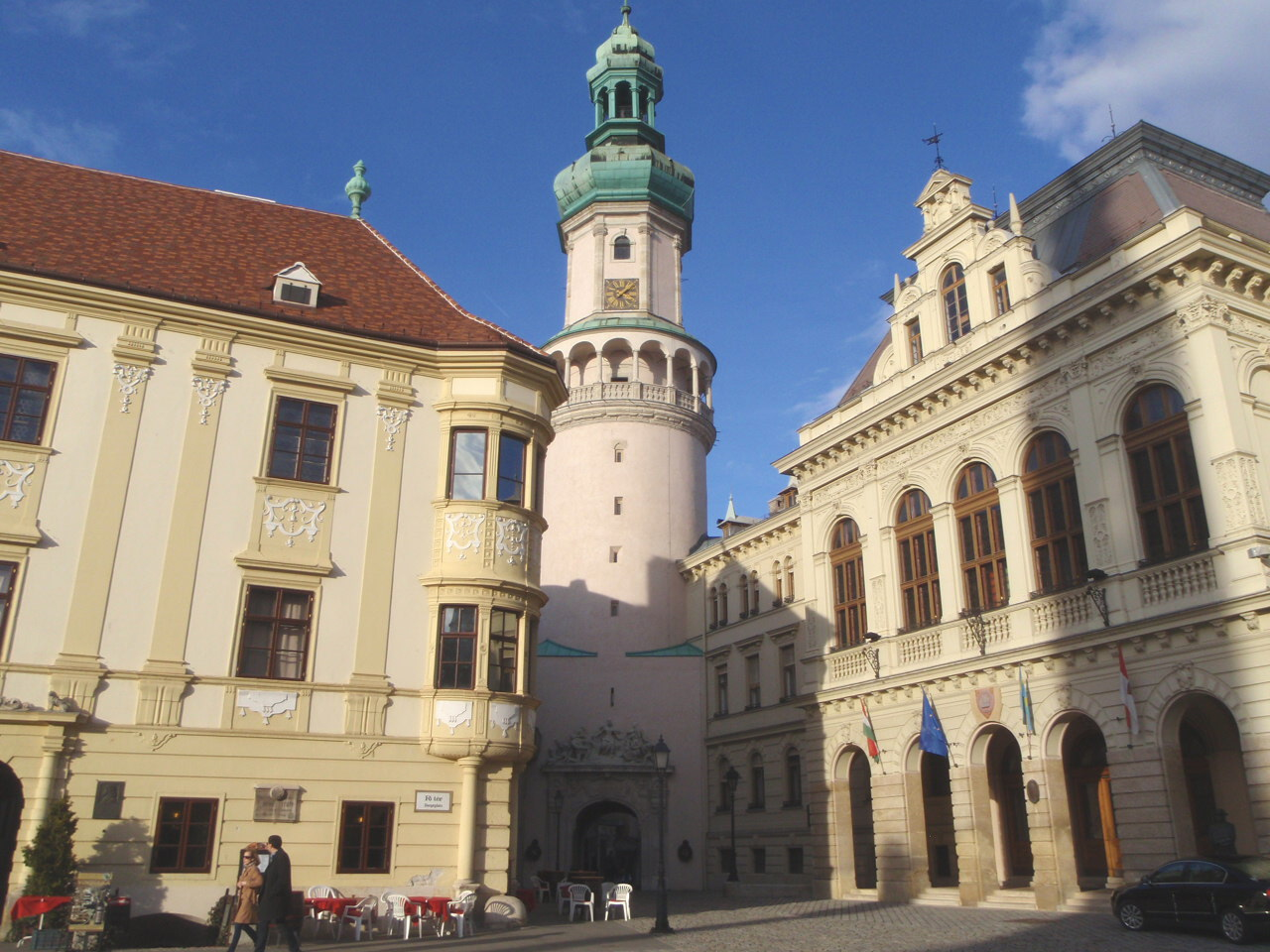
A Sopron főterén álló Tűztorony
A „Magyar Versailles”-ként is ismeretes fertődi Esterházy-kastély főhomlokzata a belső udvarból szemlélve
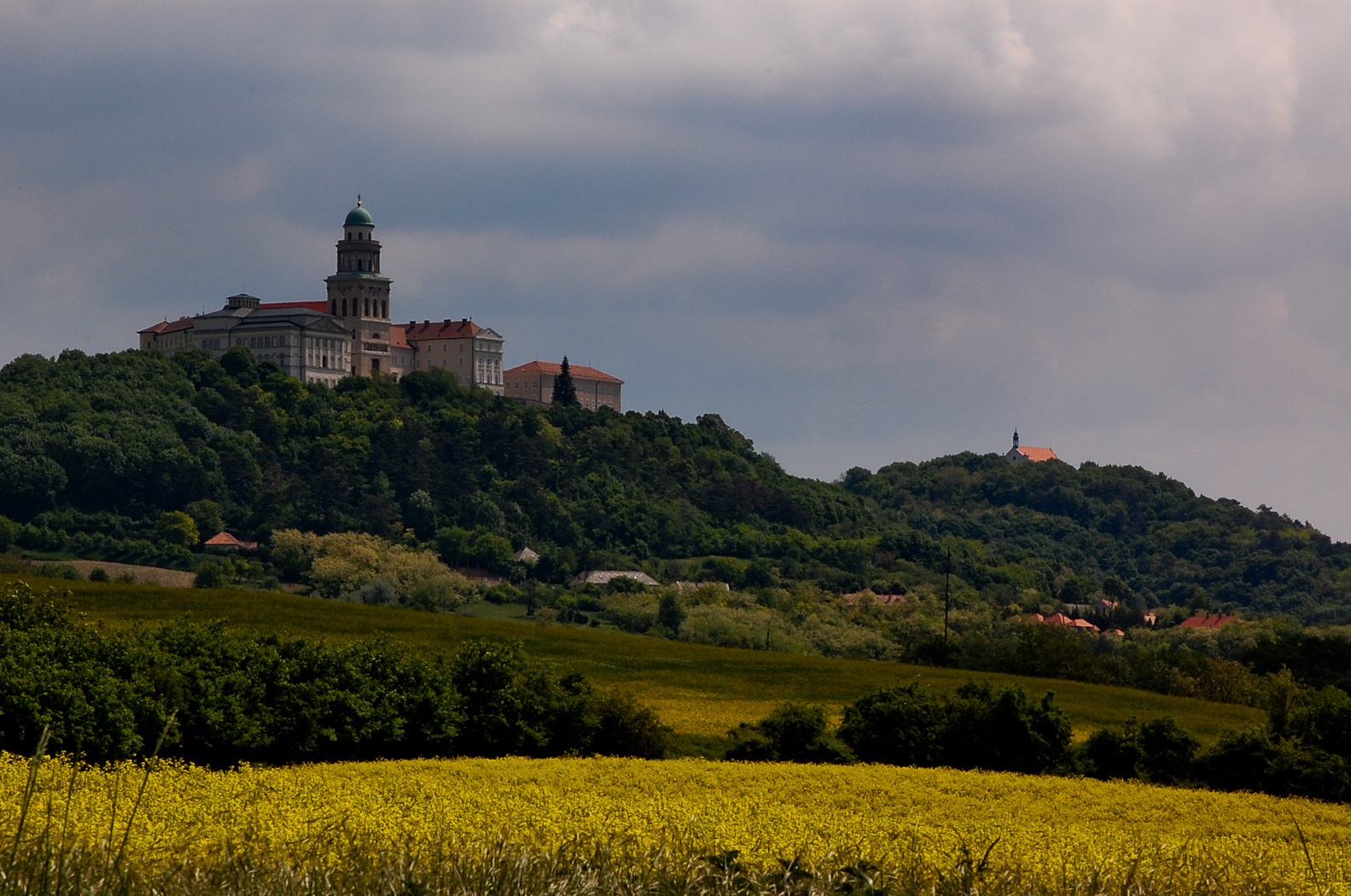
Magyarország kiemelkedő történelmi emlékhelyének számító Pannonhalmi Bencés Főapátság és környéke
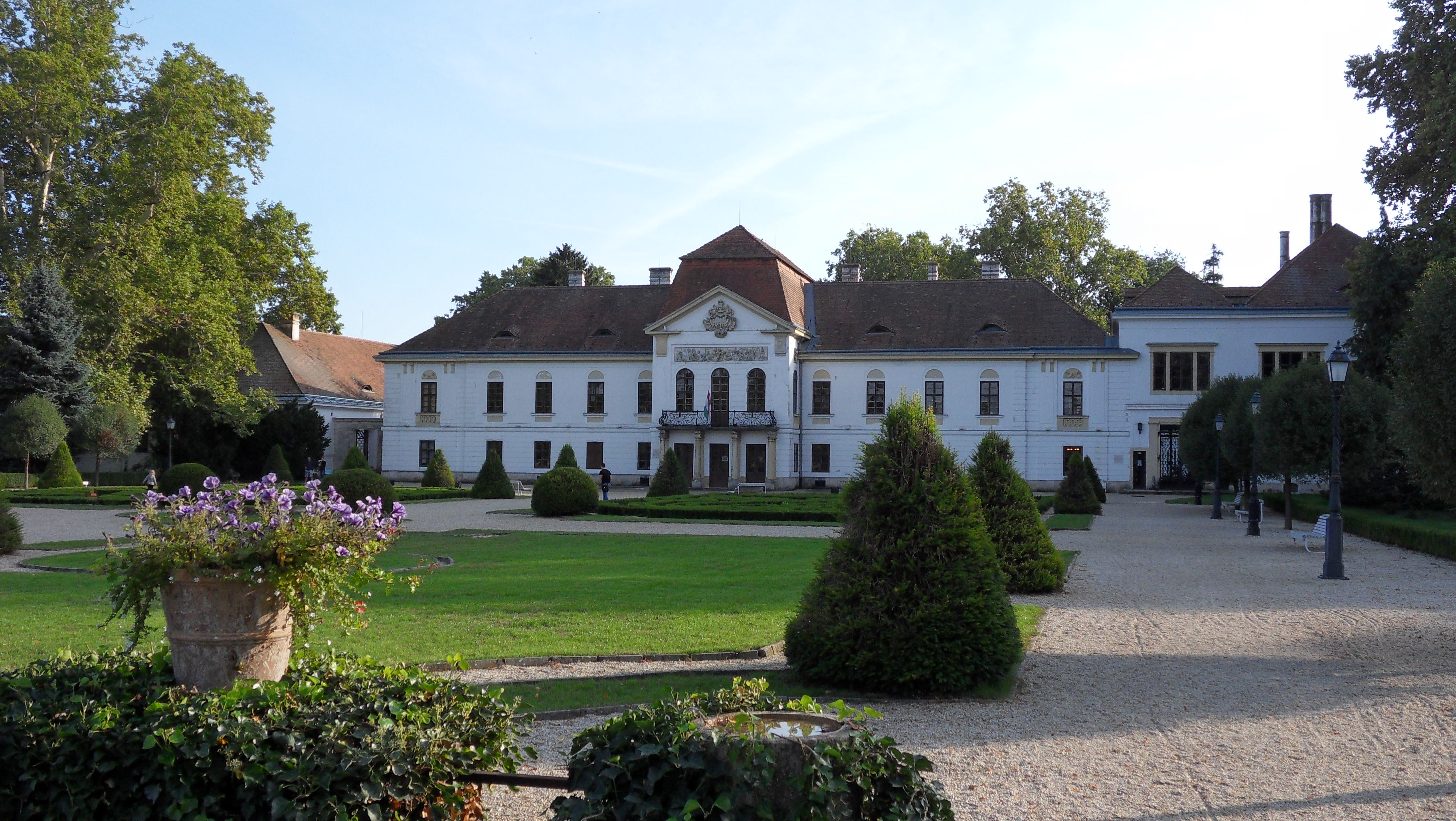
A nagycenki Széchenyi-kastély főhomlokzata a parkkal
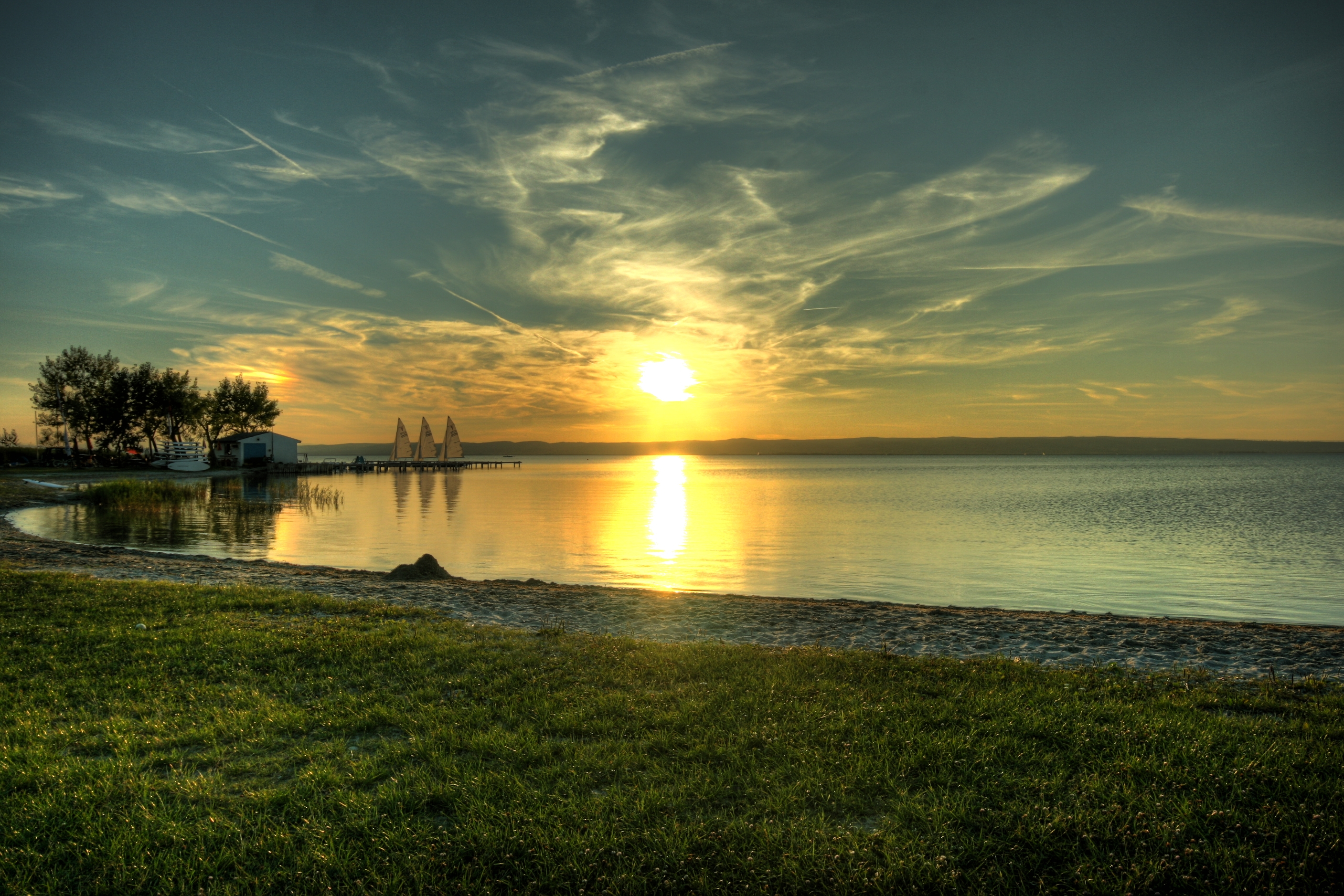
Napnyugta a Fertő tónál a Fertő–Hanság Nemzeti Parkban
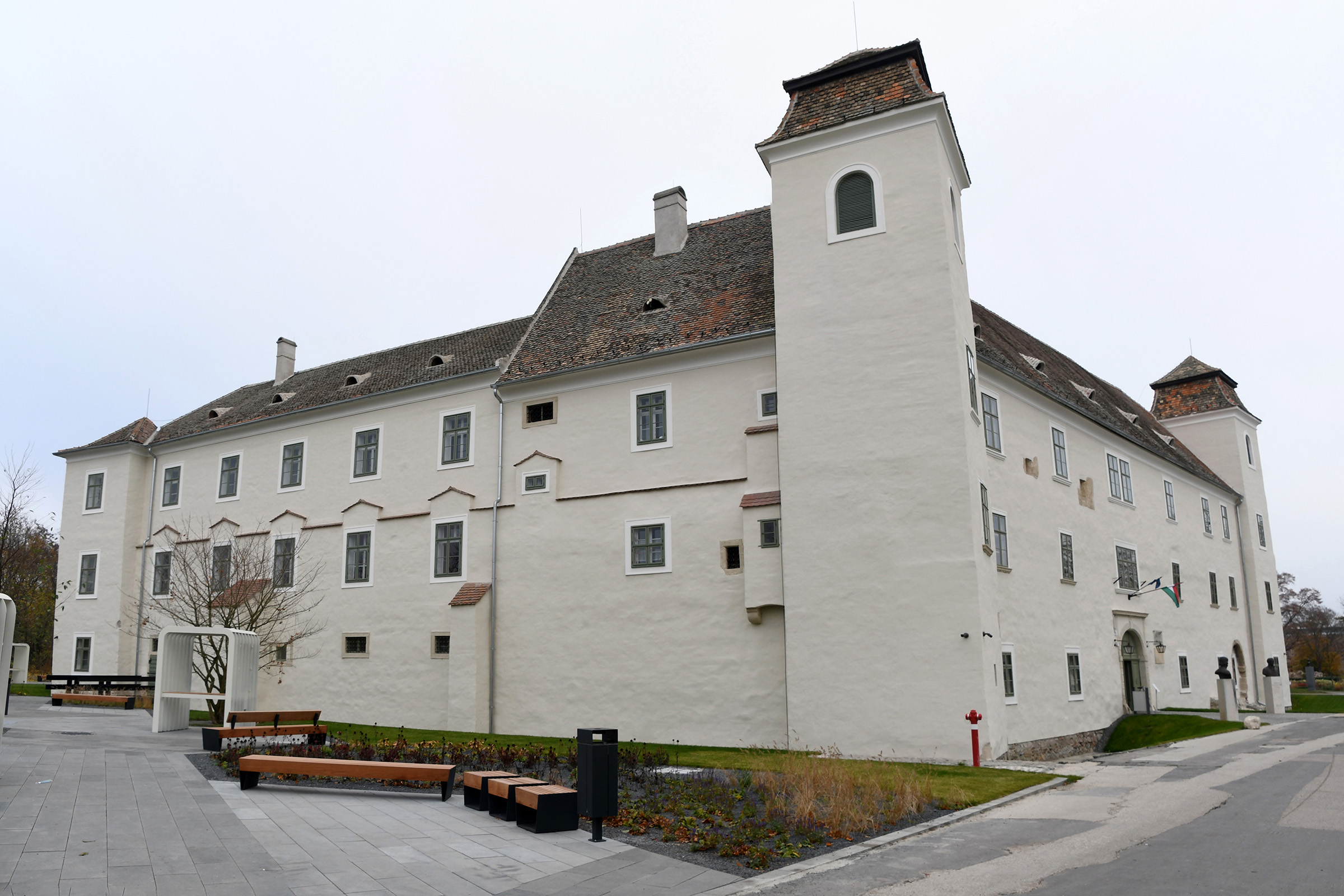
A magyaróvári vár Mosonmagyaróváron
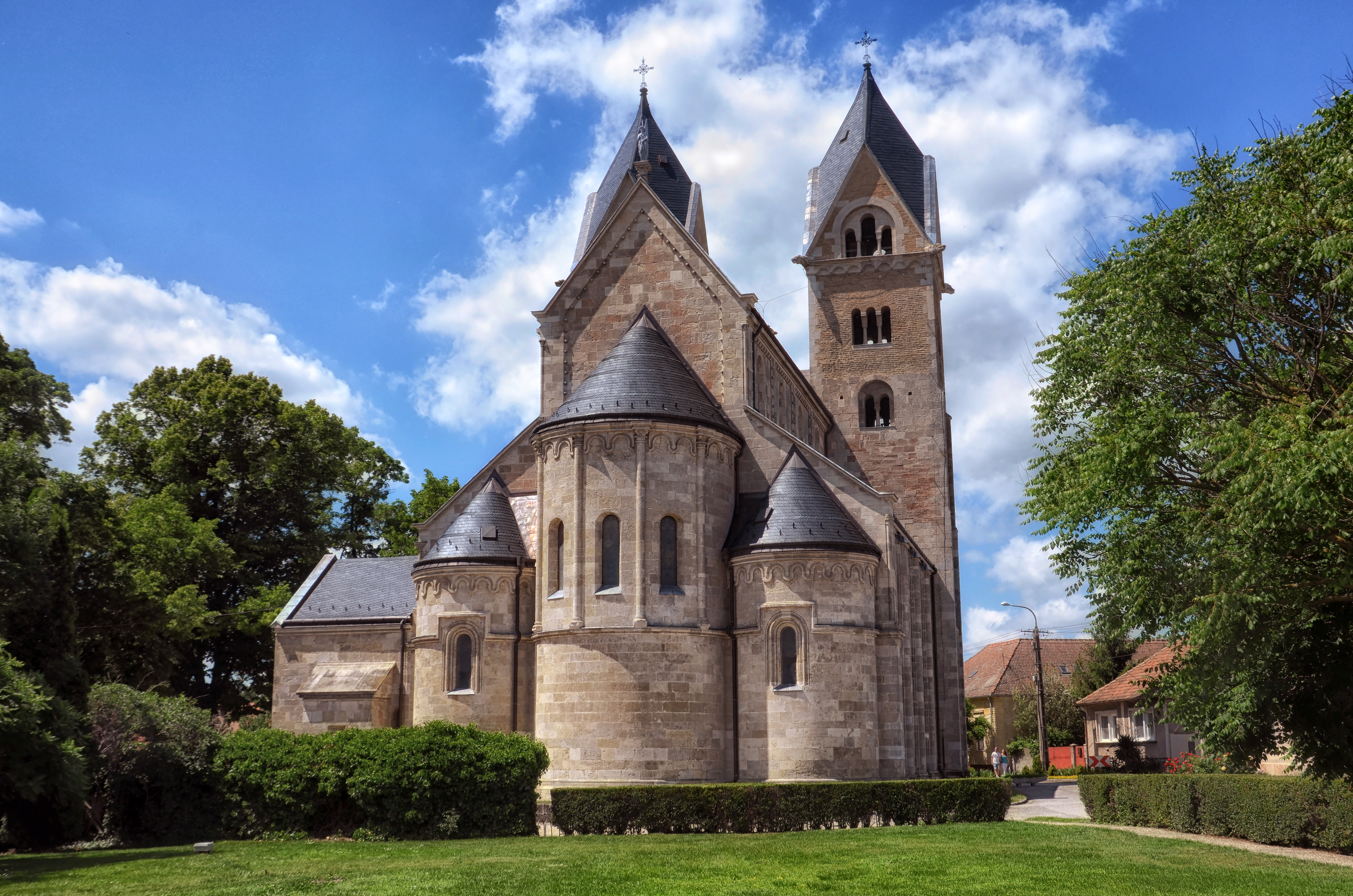
A középkori Szent Jakab-plébániatemplom Lébényben

## Légi felvételek

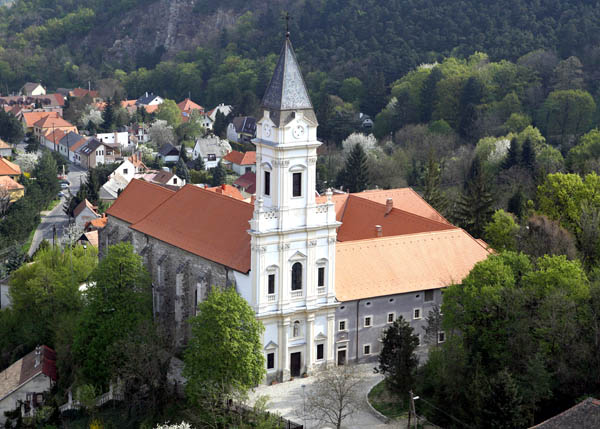
A karmelita kolostor légi felvételen, Sopronbánfalva
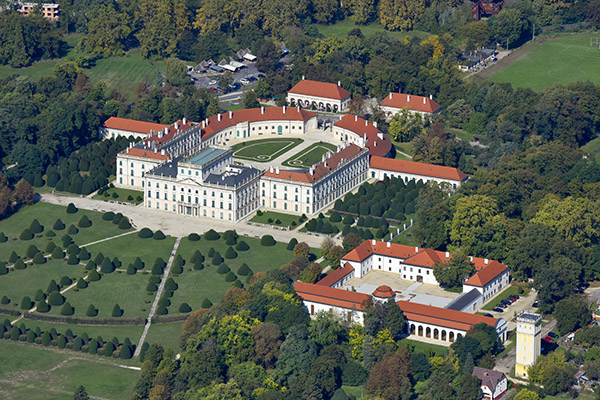
Fertőd, a kastély légi felvételen
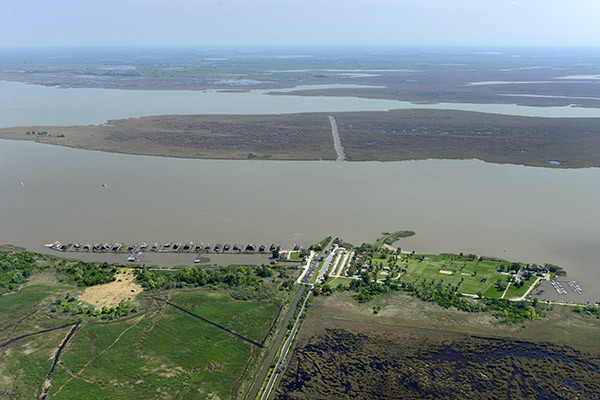
Fertőrákos, kikötő madártávlatból
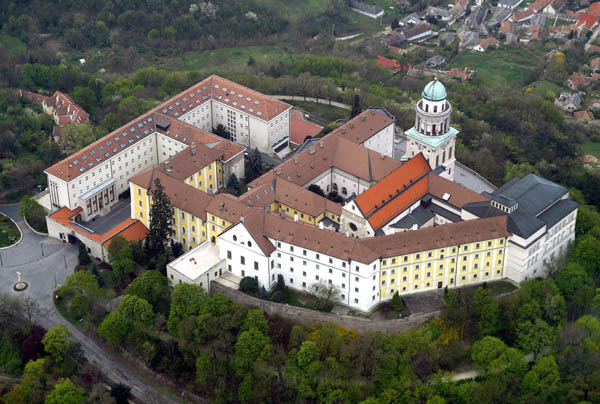
Pannonhalmi Főapátság – légi fotó
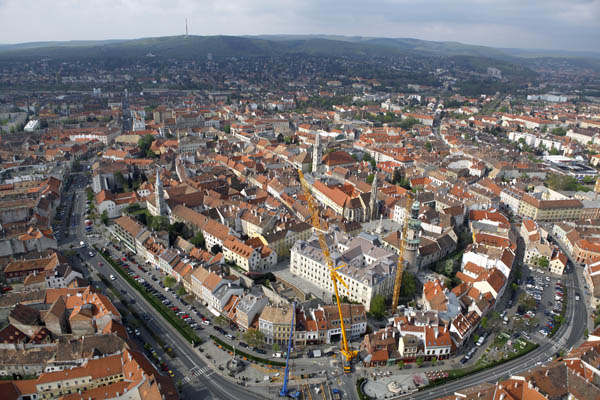
Sopron látképe légi felvételen

## Települései

### Városok
A megyének 12 városa van, ahol a teljes lakosság 57,5 százaléka él, ebből 2 megyei jogú város (Győr és Sopron). A népesség 40,3 százaléka él a két megyei jogú városban. A vármegyeszékhely, Győr a Nyugat-Dunántúl központja, Pécs után a Dunántúl második, valamint Budapest, Debrecen, Szeged, Miskolc és Pécs után az ország hatodik legnépesebb települése. Fontos ipari, kulturális és oktatási központ, különösen az Audi gyárnak és a Széchenyi István Egyetemnek köszönhetően.
Sopron történelmi belvárosával, borvidékével és határ menti fekvésével turisztikai és gazdasági szempontból is jelentős. A „hűség városaként” is ismert az 1921-es népszavazás miatt.
Mosonmagyaróvár gyógyvizeiről és agrárkutatásáról híres, emellett fontos közlekedési csomópont az osztrák határ közelében. Kapuvár és Csorna kisebb városok, amelyek mezőgazdasági hagyományaikkal és térségi szerepükkel tűnnek ki a Rábaköz közepén.
Népesség szerinti sorrendben, a KSH adatai alapján:
| Sorszám | Település        | Lakónépesség (2019.01.01)      | Járás                  |
| ------- | ---------------- | ------------------------------ | ---------------------- |
| 1.      | Győr             | 130 191 fő (2024. jan. 1.) +/- | Győri járás            |
| 2.      | Sopron           | 61 589 fő (2024. jan. 1.) +/-  | Soproni járás          |
| 3.      | Mosonmagyaróvár  | 34 165 fő (2024. jan. 1.) +/-  | Mosonmagyaróvári járás |
| 4.      | Kapuvár          | 10 024 fő (2024. jan. 1.) +/-  | Kapuvári járás         |
| 5.      | Csorna           | 9621 fő (2024. jan. 1.) +/-    | Csornai járás          |
| 6.      | Jánossomorja     | 5938 fő (2024. jan. 1.) +/-    | Mosonmagyaróvári járás |
| 7.      | Tét              | 4160 fő (2024. jan. 1.) +/-    | Téti járás             |
| 8.      | Fertőszentmiklós | 3939 fő (2024. jan. 1.) +/-    | Soproni járás          |
| 9.      | Pannonhalma      | 3919 fő (2024. jan. 1.) +/-    | Pannonhalmi járás      |
| 10.     | Fertőd           | 3406 fő (2024. jan. 1.) +/-    | Soproni járás          |
| 11.     | Lébény           | 3230 fő (2024. jan. 1.) +/-    | Mosonmagyaróvári járás |
| 12.     | Beled            | 2417 fő (2024. jan. 1.) +/-    | Kapuvári járás         |

### Községek, nagyközségek
| - Abda - Acsalag - Agyagosszergény - Ágfalva - Árpás - Ásványráró - Babót - Bakonygyirót - Bakonypéterd - Bakonyszentlászló - Barbacs - Bágyogszovát - Bezenye - Bezi - Bodonhely - Bogyoszló - Börcs - Bőny - Bősárkány - Cakóháza - Cirák - Csáfordjánosfa - Csapod - Csér - Csikvánd - Darnózseli - Dénesfa - Dör - Dunakiliti - Dunaremete - Dunaszeg - Dunaszentpál - Dunasziget - Ebergőc | - Edve - Egyed - Egyházasfalu - Enese - Écs - Farád - Fehértó - Feketeerdő - Felpéc - Fenyőfő - Fertőboz - Fertőendréd - Fertőhomok - Fertőrákos - Fertőszéplak - Gönyű - Gyalóka - Gyarmat - Gyóró - Gyömöre - Győrasszonyfa - Győrladamér - Győrság - Győrsövényház - Győrszemere - Győrújbarát - Győrújfalu - Győrzámoly - Halászi - Harka - Hegyeshalom - Hegykő - Hédervár - Hidegség | - Himod - Hövej - Ikrény - Iván - Jobaháza - Kajárpéc - Károlyháza - Kimle - Kisbabot - Kisbajcs - Kisbodak - Kisfalud - Kóny - Kópháza - Koroncó - Kunsziget - Lázi - Levél - Lipót - Lövő - Maglóca - Magyarkeresztúr - Markotabödöge - Máriakálnok - Mecsér - Mezőörs - Mérges - Mihályi - Mosonszentmiklós - Mosonszolnok - Mosonudvar - Mórichida - Nagybajcs - Nagycenk - Nagylózs | - Nagyszentjános - Nemeskér - Nyalka - Nyúl - Osli - Öttevény - Páli - Pásztori - Pázmándfalu - Pér - Pereszteg - Petőháza - Pinnye - Potyond - Pusztacsalád - Püski - Rajka - Ravazd - Rábacsanak - Rábacsécsény - Rábakecöl - Rábapatona - Rábapordány - Rábasebes - Rábaszentandrás - Rábaszentmihály - Rábaszentmiklós - Rábatamási - Rábcakapi - Répceszemere - Répcevis - Rétalap - Románd - Röjtökmuzsaj - Sarród | - Sikátor - Sobor - Sokorópátka - Sopronhorpács - Sopronkövesd - Sopronnémeti - Szakony - Szany - Szárföld - Szerecseny - Szil - Szilsárkány - Tarjánpuszta - Táp - Tápszentmiklós - Tárnokréti - Tényő - Töltéstava - Und - Újkér - Újrónafő - Vadosfa - Vág - Vámosszabadi - Várbalog - Vásárosfalu - Veszkény - Veszprémvarsány - Vének - Vitnyéd - Völcsej - Zsebeháza - Zsira |